# ミニプラ
ミニプラは、バンダイキャンディ事業部より発売されている、食玩形式のプラ組み立てキットのレーベルである。本項ではこれに付随して関連のある1980年代の『ミニプラ』以前のプラ組み立てキット商品のほか、連動の関連商品（メタル合金など）についても併せて記す。

## 概要
1985年（昭和60年）『電撃戦隊チェンジマン』より、カプセル自販機販売のミニプラであるチェンジロボが「ミニプラ チェンジマンプラスチックモデル」と銘打って食玩として発売されたのが、『ミニプラ』レーベルとして最初のものとなる。
1980年（昭和55年）バンダイ（旧ポピーと合併以前）特機事業部（現在のベンダー事業部）で、アニメや特撮作品などのメカニックなどをプラモデル対象年齢以下の児童向けに、簡易成型のはめ込み式（接着剤不要）のカプセルトイサイズの小さいプラ組み立てキットこと、ミニプラの販売がカプセル自販機（ガシャポン）で試みられた。その後、1981年（昭和56年）同事業部による食玩市場参入を皮切りに、カプセルトイ版ミニプラにラムネ菓子などを箱に詰め合わせて、スーパーなどで食玩としての販売を試みられるようになった。初期にはカプセル自販機販売を中心に展開の下、食玩との平行販売（後述）も行われていた。
初期のカプセルトイ版などでは、ミニミニなどとも称され、曖昧な表記での販売であったが、1985年（昭和60年）以降は、一部のカプセルトイと食玩販売商品から『ミニプラ』のレーベルが表記されるようになった。同時期の同じカプセルトイ平行食玩の一部（Ζガンダムなど）は『ミニプラ』の表記がされないなど、チェンジマン以降の『ミニプラ』は、主にスーパー戦隊シリーズを中心に継続されている。
カプセルトイ平行時代からプラモデル版でオミットされた合体変形を実現するなど、スーパー戦隊シリーズ、メタルヒーローシリーズ、仮面ライダーシリーズなどの特撮や一部のアニメ作品は、やがてミニプラを初めとするプラ組み立てキット食玩の販売が主流（1980年代当時）と成り、カプセルトイ平行販売の食玩である、「チェンジマンプラスチックモデル」とは別に、改良製品の「チェンジマン合体ロボ」（後述）を食玩専用として開発するなど、徐々にカプセルトイ平行販売から食玩に一本化され、キャンディー事業部として食玩部門を独立させた1990年代以降からは、ミニプラを初めプラ組み立てキット食玩として独自の開発と販売が行われるようになった。
近年は、主にスーパー戦隊シリーズのロボットが商品化されているが、後述するスーパーミニプラなど、アニメのロボットが商品化する場合も多くなった。
当初はDX玩具版の機構をそのまま踏襲するものが多かったが、2号ロボとのスーパー合体などのギミックがオミットされたりなど、90年代まではあくまでDX玩具版の廉価商品という位置付けに留まっていた。
そのミニプラの評価が一気に高まったのは2001年以降のことで、これ以降、ミニプラのクオリティは急速に高まっていくこととなる。このころより、DX玩具版の廉価商品的な位置付けから徐々に現在のような変形合体などのDX玩具版の基本的な要素を踏襲しつつ、可動やプロポーションを向上させる方向に転換した。さらに、DX玩具版では不可能だった合体が改造無しで可能になっているものもある。この背景には近年、企画をバンダイ、設計から生産までを系列会社のメガハウスがそれぞれ担当していることも関係している。それに伴い各関節部の可動性などの複雑なギミックの搭載を実現した以降は、対象年齢以上のマニア層にも人気を博したが、その一方で多数のパーツなど組み立ては複雑化した。組み立て方自体は手足のパーツが左右ごとに別のランナーに分かれて成型されていたり、組み立てガイドも挟み込むパーツなどを赤く表示するなど、児童にも組み立てやすくする工夫がなされている。
初期のころよりミニプラレーベル以外の関連商品が展開され、2002年以降は、300円台から500円台の価格帯の半完成品の食玩でミニプラとの互換性のある商品が幾つか発売されている（「超マックスアバレンジャー」「轟轟合体アルティメットダイボウケン」など）。2005年の「ミニプラ トラベリオン」より、「（戦隊名）ロボシリーズ」という表記が入るようになり、これら互換性のあるレーベル外の商品にもこのネーミングが入るようになった。また1988年に発売された「メタル合金」シリーズのライブロボは、ミニプラのライブボクサーとスーパー合体してスーパーライブロボに合体可能という商品であった。
2016年から、ミニプラのハイグレード版である『スーパーミニプラ』の発売が開始、通常のミニプラより高額ながらもプロポーションやギミックなどを再現した仕様となった。数種類集めて完成させる仕様は通常のミニプラと同様だが、ハイターゲット向けとして発売していることもあって、細かいパーツ分けや配色の再現度が高い（ミニプラ同様、成型色とシールで仕上げるが、彩色済みのパーツがあるのが大きな違いである。彩色パーツは通常のミニプラにも採用されている（後述））。価格もシリーズごとに大きく違っており、大型商品に至っては、ネット限定のものも少なくない。戦隊シリーズに限り、パッケージが当時のDX玩具同様の仕様となっているのも特徴である。2021年7月からはブランド名を『SMP [SHOKUGAN MODELING PROJECT]』に変更。同時にスピンオフブランド『SMP ALTERNATIVE DESTINY』の立ち上げと海外展開も行われることが発表された。スーパーミニプラで商品化されている作品も順次同ブランド名に変更して展開が継続される。2022年には可動に重きをおいた『SMP Kit Makes Pose（キメポーズ）』の展開を発表した。2024年には単色省パーツプラキットで組み立てやすい『SMPストレージコレクション』の展開を発表した。

## 商品リスト
ミニプラレーベルを冠する商品について近年のものから順に記す。年内では先に発売されたものから。
- 商品名の後の括弧内は（税抜価格/発売時期）。
- ※の商品は正確にはミニプラレーベルではないが、関連商品であるため記述。
- 各年毎に、その年に商品展開されたスーパー戦隊シリーズのタイトルを併記。注記がされているもの以外はその戦隊の関連商品である。

### 2020年代

#### 2025年
『ナンバーワン戦隊ゴジュウジャー』がテレビ映像を中心に展開。
※SMPストレージコレクション（900円/1月27日）
- ネイビーカラーとグレーカラーのザンボット3、ダイターン3、トライダーG7のセット。

※SMP ALTERNATIVE DESTINY 超獣機神ダンクーガ ダンクーガ（9980円/5月26日）
1. ダンクーガ

- 『超獣機神ダンクーガ』より。
- プロダクトデザイナーの宮内利尚がスーパーミニプラ版のものをベースにアレンジしたもので、獣戦機には分離しない。台座は付属しない。
- 断空剣、強化ウイングの他、見栄え用背部砲塔などが付属。

SMP [SHOKUGAN MODELING PROJECT] 宇宙ロボット キングジョー（6300円/6月9日）
1. キングジョー

- 『ウルトラセブン』より。
- ペダニウムランチャーが付属し、右手を差し替えることで『ウルトラマンギンガS』に登場したキングジョーカスタムが再現可能。
- 劇中同様、手首パーツを差し替えることで4機の宇宙船の分離状態の再現が可能。分離状態用パーツと分離状態用台座が付属。ペダニウムランチャー、手首パーツは台座に固定可能。
- ペダン星人の円盤が付属。

SMP [SHOKUGAN MODELING PROJECT] 魔神合体 マジキング（7800円/6月23日）
1. マジキング

- 『魔法戦隊マジレンジャー』より。
- マジフェニックスは全身24か所が可動。マジタウロスはマジフェアリー固定用機構を備え5体のマジマシンが並び立つシーンを再現できる。マジフェアリーはマジドラゴン時の頭部形状が最適化され、マジマーメイドは劇中再現パーツとして尾ヒレパーツが付属し、マジキング時には余剰手首パーツを取り付け背面にマウントが可能。マジガルーダは可動部が追加したことで単体でのポージングが可能。
- マジタウロス、マジフェアリー、マジマーメイド、マジガルーダが合体するマジドラゴンが再現可能。翼は2か所にヒンジ構造を取り入れている。
- DXや劇中のようにマジドラゴンへマジフェニックスが搭乗可能。
- 5体が合体するマジキングも再現可能。握り手、開き手の他、帽子を上げる手首も付属。キングカリバーはDX同様に分離状態からの合体ギミックを再現している。「キングカリバー魔法斬り」を発動する際のキングカリバーの両手持ちが再現可能。

SMP [SHOKUGAN MODELING PROJECT] ボルテスV レガシー（9000円/7月28日）
- 『ボルテスV レガシー』より。
- 天空剣が付属。天空剣はピンありの持ち手とピンなしの持ち手が付属。
- 握り手の他、穴が開いた平手が付属し、ピンの付いた天空剣の持ち手に接続可能。

SMP [SHOKUGAN MODELING PROJECT] 黄金勇者ゴルドラン（8180円/7月28日）
- 『黄金勇者ゴルドラン』より。
- ドランは差し替えなしでスーパーカー形態への変形が可能。竜牙剣は抜刀や納刀が差し替えなしで可能。
- ゴルドランの変形合体再現はゴルゴンの差し替えなしで可能。見栄え重視パーツは頭部と手首の交換のみとなっている。スーパー竜牙剣は差し替えなしで抜刀や納刀が可能。

SMP [SHOKUGAN MODELING PROJECT] 『トップをねらえ!』 ガンバスター（9980円/8月予定）
- 『トップをねらえ!』より。
- SMP ALTERNATIVE DESTINY版でオミットされていた変形機構を備え、バスターマシン1号、バスターマシン2号を再現可能。バスターマシン2号はランディングギアの再現も可能。
- パーツ交換や差し替えパーツ無しでガンバスターへの合体を再現。
- 見栄え用の握り手と平手が付属。

SMP [SHOKUGAN MODELING PROJECT] 鋼鉄ジーグ（5450円/12月予定）
- 『鋼鉄ジーグ』より。
- カラーリングをアニメカラーVer.とし組み立て完成後の各部が分解できるようになっている。劇中のビルドアップを再現するための再現用股関節パーツも付属。平手、握り手、ナックルボンバー再現用交換用手首も付属。

※SMPストレージコレクションEX（3300円/1月）
- プレミアムバンダイ限定販売。
- 上述の商品の他、ザンボット3はザンボットカッターと一体成形の右前腕、ダイターン3は名乗り再現用の両腕、トライダーG7はトライダー・ジャベリンと一体成形の右前腕が付属。

※SMP [SHOKUGAN MODELING PROJECT] グレンダイザーU スペイザー（9000円/2月）
1. スペイザー

- 『グレンダイザーU』より。プレミアムバンダイ限定販売。
- 後述のグレンダイザーと合体し円盤形態にすることもでき、オリジナルギミックとしてスペイザーの天面を展開し後述のグレンダイザーの脚部を縮め収納する形で合体する方式となっている。
- 合体時のグレンダイザー用差し替え首パーツが付属。
- 合体時のダブルハーケン用差し替え刃パーツが付属。

※SMP [SHOKUGAN MODELING PROJECT] 星獣合体 ギンガイオー ブラックバージョン（7200円/2月）
1. 星獣合体 ギンガイオー ブラックバージョン

- 『星獣戦隊ギンガマン』より。プレミアムバンダイ限定販売。
- カラーリングはDX版のブラックバージョンに準拠したものとなっている。

※SMP [SHOKUGAN MODELING PROJECT] 超電磁マシーン ボルテスV ブイトゥギャザーセットSPエディション（12400円/3月）
1. ブイトゥギャザーセットSPエディション

- 『超電磁マシーン ボルテスV』より。プレミアムバンダイ限定販売商品。
- Ｖトゥギャザーセットの付属品に加えてVの字エフェクトをモチーフとした新規造型のクリアピンクカラーのスタンドパーツが付属。個別マシンの合体編隊や合体完成時のポージングの両方に対応している。

※SMP [SHOKUGAN MODELING PROJECT] 勇者警察ジェイデッカー ビルドタイガー（11800円/4月）
1. ビルドタイガー

- 『勇者警察ジェイデッカー』より。プレミアムバンダイ限定販売商品。
- マクレーン、パワージョー、ダンプソンのセットで3体それぞれ余剰無しでビークル形態からロボット形態に変形可能。
- 全員分の警察手帳を持つ手首が付属。また、マクレーンのショットガン、パワージョーのヌンチャクとトンファー、ダンプソンのダンベルも付属。
- クレーン&ショベル収納状態用差し替えパーツが付属し、クレーンとショベルの収納状態が再現可能。
- 3体が合体することでビルドタイガーが再現可能。クレーン&ショベル収納状態用差し替えパーツが付属し、クレーンとショベルの収納状態が再現可能。頭部、前腕、胸部、クレーン、ショベルをビルドタイガー用形状重視パーツ一式と差し替えることで形状重視Ver.にすることが可能。後述のドリルボーイと合体し、スーパービルドタイガーが再現可能。付属のタイガーキャノン用差し替えパーツをクレーン先端パーツと差し替えることでタイガーキャノンの再現が可能。また、スーパービルドタイガーのビルドクラッシャー用差し替えパーツも付属しておりクレーン先端パーツと差し替えることでビルドクラッシャーの再現が可能。タイガーファング再現用延長パーツが付属し、ジェイデッカーと組み合わせることでタイガーファングが再現可能。

※SMP [SHOKUGAN MODELING PROJECT] 勇者警察ジェイデッカー ドリルボーイ（6300円/4月）
1. ドリルボーイ

- 『勇者警察ジェイデッカー』より。プレミアムバンダイ限定販売商品。
- 余剰無しでドリルタンク、ジェット機からロボット形態に変形可能。
- サッカーボールが付属。サッカーボール接続用アームが付属し本体と接続可能。
- 前述のビルドタイガーと合体することでスーパービルドタイガーが再現可能。また、ビークル形態を連結することでタイガーギムレットの再現も可能。
- 胸部、背面クローラー、脚部側面カバーをスーパービルドタイガー用形状重視パーツ一式と差し替えることで形状重視Ver.にすることが可能。

※SMP [SHOKUGAN MODELING PROJECT] ドラゴンシーザー クリアカラーVer.（4500円/5月）
1. ドラゴンシーザー クリアカラーVer.

- 『恐竜戦隊ジュウレンジャー』より。プレミアムバンダイ限定販売商品。
- ドラゴンシーザーの成型色をクリアカラーにしたもので、追加ダイカットシールが付属。
- 守護獣マンモス、守護獣トリケラトプス、守護獣サーベルタイガーと合体し剛龍神を再現。
- 大獣神と合体し獣帝大獣神を再現。

※SMP [SHOKUGAN MODELING PROJECT] スーパーロボット大戦OG アストラナガン（20000円/5月）
1. アストラナガン

- 『スーパーロボット大戦OG』より。プレミアムバンダイ限定販売商品。
- Z・Oソード、ガン・ファミリアの他、アクティブ・ウィング・ユニット用エフェクトパーツ、T-LINKフェザー用エフェクトパーツ、アキシオン・キャノン用エフェクトパーツ、インフィニティ・シリンダー用エフェクトパーツ、Z・Oソード用持ち手パーツ、浮遊状態用背部パーツ、ウィング展開用保持パーツ、専用台座、ウィング保持用台座、支柱、インフィニティ・シリンダー用ジョイントパーツなどが付属。
- ガン・ファミリアは収納状態から展開状態への変形が可能。専用台座と支柱を用いて射出状態を再現。
- T-LINKフェザー用エフェクトパーツと専用台座、T-LINKフェザー用支柱を用いてT-LINKフェザーの再現が可能。
- アクシオン・キャノン用エフェクトパーツと専用台座、支柱を用いてアクシオン・キャノンの再現が可能。
- インフィニット・シリンダー用エフェクトパーツと専用台座、支柱、インフィニティ・シリンダー用ジョイントパーツを用いてインフィニティ・シリンダーの再現が可能。

※SMP [SHOKUGAN MODELING PROJECT] スーパーロボット大戦OG R-GUNリヴァーレ&ビルトシュバイン（25400円/5月）
1. R-GUNリヴァーレ&ビルトシュバイン

- 『スーパーロボット大戦OG』より。プレミアムバンダイ限定販売商品。
- R-GUNリヴァーレは頭部がアニメ版準拠となっており通常のものとツインアイのモールドとの選択式で再現される。おまけパーツとして設定画準拠の頭部が付属し、バイザーも2種による選択式となっている。ロシュ・ブレード用エフェクトパーツが両腕分付属し、ロシュ・ブレード用台座、支柱を用い取り外すことで腕からの射出状態や回転状態を再現。ガン・スレイヴはチャージ・モードからディスチャージ・モードへの変形が可能。SMPオリジナルギミックとしてガンスレイヴ用背部パーツを用いて背面へのマウントが可能。ガンスレイヴ用台座、支柱を用いて射出状態を再現。アキシオン・バスター用エフェクトシートと専用台座、支柱を用いてアキシオン・バスターの再現が可能。交換用手首として光の手が付属。SMPオリジナルギミックとしてSRXの武装を装備可能。
- ビルトシュバインはM-13ショットガン、G・レールガン、フォトン・ライフルが付属。サークル・ザンバー用エフェクトパーツが付属しサークル・ザンバーの再現が可能。ビームソードが付属しサイドスカートへのマウントが可能。専用台座が付属。

※SMP [SHOKUGAN MODELING PROJECT] 伝説巨神イデオン -発動セット-(リニューアルVer.)（5455円/6月）
1. -発動セット-

- 『伝説巨神イデオン』より。プレミアムバンダイ限定販売商品。
- 45周年記念としてスーパーミニプラ版の素材をPSからABSに変更し、オミットされていた箇所にシールを追加した他、シールだった翼部分を彩色に変更。イデの力発動時のゴーグル部分をイメージしたディテールアップパーツを新規で追加。

※SMP [SHOKUGAN MODELING PROJECT] ボルテスV レガシー レッツ・ボルトイン!セット（12700円/7月）
1. レッツ・ボルトイン!セット

- 『ボルテスV レガシー』より。プレミアムバンダイ限定販売商品。
- 上述の一般販売の付属品に加えてボルトクルーザーとボルトランダーは合体時のキャノピーがシャッターで覆われた状態のパーツが付属。ボルトボンバーはボルトマシン状態専用の長い機首パーツ、ディテールアップ用のバーニアノズルが付属。ボルトパンザーは後部バーニアノズルと可動式クローラーが付属する他、ディテールアップ用のクローラーも付属。ボルテスバズーカ、超電磁ストリング、超電磁コマ、チェーンナックル、Vの字スタンドが付属。重戦車形態専用パーツも付属。穴のない握り拳、大きく合体ポーズが再現できる大きな開き手が付属。

※SMP [SHOKUGAN MODELING PROJECT] 黄金勇者ゴルドラン 空影（7270円/7月）
1. 空影

- 『黄金勇者ゴルドラン』より。プレミアムバンダイ限定販売商品。
- 飛翔剣が付属し、本体に装備可能。平手も付属。影ランチャーのギミックも再現可能。
- 差し替えなしで黄金の鳥形態へ変形可能。
- 上述のゴルドランと差し替えなしで合体しスカイゴルドランが再現可能。

SMP [SHOKUGAN MODELING PROJECT] 『トップをねらえ!』炎となった無敵のガンバスターオプションパーツセット（6800円/8月予定）
1. 炎となった無敵のガンバスターオプションパーツセット

- 『トップをねらえ!』より。プレミアムバンダイ限定販売商品。
- 上述の一般販売の付属品に加えて腕組みポーズ再現用パーツ、見栄え用足首パーツ、見栄え用頭部パーツ、見栄え用背面パーツ、合体シーン用手首パーツ、RX-7&着陸用右手首パーツ、縮退炉&保持用右手首パーツが付属。
- スーパーイナズマキック再現用パーツが付属しスーパーイナズマキックが再現可能。
- バスターコレダー再現用パーツが付属しバスターコレダーが再現可能。
- バスターミサイル再現用手首パーツが付属しバスターミサイルが再現可能。
- バスターシールドが付属。
- 劇中未使用のバスターホームラン、バスタートマホークが付属。バスタートマホークは接続パーツを使用することで2本連結することが可能。
- シチュエーションが再現できるディスプレイスタンドが付属。

SMP [SHOKUGAN MODELING PROJECT] 魔神合体 ウルカイザー（8900円/8月予定）
1. ウルカイザー

- 『魔法戦隊マジレンジャー』より。プレミアムバンダイ限定販売商品。
- 魔導騎士ウルザードは全身24箇所が可動し、ウルサーベルとジャガンシールドが付属。
- 魔導馬バリキオンはDX版を踏襲しつつ前脚部の可動を追加。
- ウルザードとバリキオンが騎乗形態のバリキオン ライドモードが再現。
- ウルザードとバリキオンが合体し人馬形態のウルケンタウロスが再現し前脚の可動を追加。人型ロボ形態のウルカイザーを再現。
- 上述のマジキングに付属しているマジフェニックスとバリキオンが合体しファイヤーカイザーが再現しバリランサーが保持可能。
- 交換用手首、合体用スペーサーパーツが付属。

SMP [SHOKUGAN MODELING PROJECT] 勇者王ガオガイガー クリアカラーVer.（5455円/11月予定）
1. ガオガイガー クリカラーVer.

- 『勇者王ガオガイガー』より。プレミアムバンダイ限定販売商品。
- ガオガイガーの成型色をクリアカラーにしたもの。

SMP [SHOKUGAN MODELING PROJECT] 獣騎神 キングブラキオン クリアカラーVer.（16000円/11月予定）
1. キングブラキオン クリアカラーVer.

- 『恐竜戦隊ジュウレンジャー』より。プレミアムバンダイ限定販売商品。
- キングブラキオンの成型色をクリアカラーにしたもので、独自の彩色、シールを追加。
- ドラゴンシーザーのブレストラーをセットし超獣戦車キングタンカーを再現。
- 大獣神、ドラゴンシーザーと合体し究極大獣神を再現。

SMP [SHOKUGAN MODELING PROJECT] 黄金勇者ゴルドラン レオンカイザー（9090円/11月予定）
1. レオンカイザー

- 『黄金勇者ゴルドラン』より。プレミアムバンダイ限定販売商品。
- レオンは差し替えなしでジェット機形態への変形が可能。
- 左手首と一体になったナギナタソードが付属。
- レオンカイザーへの変形合体は頭部、拳、尾（カイザーガン）のみ形状重視版と変形合体版の2種から選択可能。変形合体版のみ差し替えなしで変形合体可能。
- カイザージャベリンが付属。
- 上記のゴルドラン、空影と合体しグレートゴルドランが再現可能。新規造形の形状重視の背面パーツが付属。ゴールデンアローも付属し補助用のスタンドを用いてファイナルシュート再現のディスプレイが可能。

SMP [SHOKUGAN MODELING PROJECT] 天空合体 セイントカイザー（10000円/11月予定）
1. セイントカイザー

- 『魔法戦隊マジレンジャー』より。プレミアムバンダイ限定販売商品。
- セイントマジフェニックスは全身24箇所が可動。
- 一角聖馬ユニゴルオンはDX版を踏襲しつつ前脚部の可動を追加。
- ユニゴルオンとセイントマジフェニックスが騎乗形態のユニゴルオン・ライドモードが再現。上述のマジキングに付属しているマジフェニックスを使用しての劇中再現も可能。
- セイントマジフェニックスとユニゴルオンが合体して人馬形態のセイントケンタウロスが再現し、前脚の可動を追加。人型ロボ形態のセイントカイザーを再現。
- 上述のウルカイザーに付属しているウルザードとユニゴルオンのオリジナル合体が可能。
- ウルザードファイヤーが付属し、ウルサーベルとジャガンシールドも付属。
- ウルザードファイヤーとユニゴルオンのオリジナル合体が可能。
- 上述のウルカイザーに付属しているバリキオンとウルザードファイヤーのオリジナル合体が可能。
- ディテールアップVer.のキングカリバーが付属。
- 交換用手首、合体用スペーサーパーツが付属。

SMP [SHOKUGAN MODELING PROJECT] 鋼鉄ジーグ スルーインセット（13630円/12月予定）
1. スルーインセット

- 『鋼鉄ジーグ』より。プレミアムバンダイ限定販売商品。
- 上述の一般用のカラーリングをトイカラーVer.に変更した他、一般用のセット品に加えパーンサロイド、マッハドリル、ジーグバックラー、ジーグランサーが付属。
- パーンサロイドは当時の玩具をイメージした青のたてがみパーツと黄色の瞳シールが付属し、アニメカラーVer.とトイカラーVer.の選択が可能。
- ジーグとパーンサロイドのスルーインが再現可能。
- 当時玩具に付属したマッハドリル用ジョイントパーツが付属し、背面に装着できる他、SMPオリジナルギミックとして左右に分割可能で背中以外にも装着できパーンサロイドにも装着可能。
- ジーグバックラーはジョイントを交換することで手に保持が可能。

ミニプラ ナンバーワン合体シリーズ01 テガソード&レオンバスター50&ティラノハンマー50（各495円/4月28日）
1. テガソードA&レオンバスター50A
2. テガソードB&レオンバスター50B
3. テガソードC&レオンバスター50C
4. テガソードD&ティラノハンマー50A
5. テガソードE&ティラノハンマー50B
6. テガソードF&ティラノハンマー50C

- 各パッケージとも2種類のパーツが入っているという異色の詰め合わせ。
- ミニプラとはいえ、テガソードを武器として遊ぶ事は危険なので、パッケージや合体説明書（3に付属）には「振り回して遊ばないでください。」という断り書きが書かれている。
- 1と4にはテガソードロボの頭部が付属（1はテガソードレッド用とテガソードブルー用、4はテガソードイエロー用）。また2には合体時に使用する胸部パーツが付属、これはDX版の様な、電飾での胸部のカラーチェンジがオミットのため。
- 全種でテガソード、1から3まででレオンバスター50、4から6まででティラノハンマー50がそれぞれ完成。
- テガソードにはテガソードレッド頭部を装着可能だが、それ以外のテガソードロボ頭部はDX版の様な装着は出来ない。
- テガソードはテガソードレッドに変形が可能。
- テガソードレッドとレオンバスター50でテガソードブルーに合体可能。
- テガソードレッドとティラノハンマー50でテガソードイエローに合体可能。
  - いずれも合体の際には、頭部を取り換えて装着（02のグリーンとブラックも）、そして形態に相当する胸部パーツを装着させる。
  - テガソードロボの腰アーマーはポーズのため、DXの様な1パーツではなく、フロント（正面）と両サイド（大腿部当て）の3パーツになっている。そのため、テガソードロボからテガソードに変形の時は、両サイドパーツを外さなければならない。これは後述の「02」でも同じ。

ミニプラ ナンバーワン合体シリーズ01 テガソード&レオンバスター&ティラノハンマーセット（2970円/4月24日）
1. テガソード
2. レオンバスター50
3. ティラノハンマー50

- 上記商品のセット箱。

ミニプラ ナンバーワン合体シリーズ02 テガソード&イーグルシューター50&ユニコーンドリル50（各495円/6月予定）
1. テガソードA&イーグルシューター50A
2. テガソードB&イーグルシューター50B
3. テガソードC&イーグルシューター50C
4. テガソードD&ユニコーンドリル50A
5. テガソードE&ユニコーンドリル50B
6. テガソードF&ユニコーンドリル50C

- 全種のテガソードは01と同一の金型の再発売版。なおテガソードパーツを含まないイーグルシューター50&ユニコーンドリル50の単独発売は、現在のところ未定。
- 01と同じく、1と4にはテガソードロボ頭部が付属（1はテガソードレッド用とテガソードグリーン用、4はテガソードブラック用）。
- 1から3まででイーグルシューター50、4から6まででユニコーンドリル50がそれぞれ完成。
- テガソードレッドとイーグルシューター50でテガソードグリーンに合体可能。
- テガソードレッドとユニコーンドリル50でテガソードブラックに合体可能。
  - いずれも、01のテガソードレッドでも合体可能。

ミニプラ ナンバーワン合体シリーズ02 テガソード&イーグルシューター50&ユニコーンドリル50セット（2970円/6月予定）
1. テガソード
2. イーグルシューター50
3. ユニコーンドリル50

- 上記商品のセット箱。

ミニプラ ナンバーワン合体シリーズ03 ブラック大獣神&ウルフデカリバー50（各550円/8月予定）
1. ブラック大獣神A
2. ブラック大獣神B
3. ブラック大獣神C
4. ブラック大獣神D
5. ウルフデカリバー50A
6. ウルフデカリバー50B

- 「ミニプラ」や通常販売では異例となる、ブラック戦隊ロボが発売。
- 4には恐竜剣ゴッドホーン、6には爪パーツがそれぞれ付属。
  - ウルフデカリバーを通常形態で合体させると、合体後の爪が小さくなってしまうため、このパーツを装着して映像に近い爪に出来る。
- 1から4まででブラック大獣神、5から6まででウルフデカリバー50がそれぞれ完成。ブラック大獣神は守護獣への分離や、ダイノタンカーへの変形はオミット。またスピードル・ガオシャーク・ガオタイガー・龍折神・熊折神の5体は発売されていないので、ユニバース大獣神への合体はオミット。
- テガソードレッドとウルフデカリバー50でテガソードデカクロウに合体可能。

ミニプラ ナンバーワン合体シリーズ03 ブラック大獣神&ウルフデカリバー50セット（3300円/8月予定）
1. ブラック大獣神
2. ウルフデカリバー50

- 上記商品のセット箱。

#### 2024年
『爆上戦隊ブンブンジャー』がテレビ映像を中心に展開。
※SMP Kit makes pose 重甲ビーファイター（4500円/1月22日）
1. ブルービート

- 『重甲ビーファイター』より
- インプットマグナム、スティンガーブレード、パルセイバーが付属。
- パルセイバーはインプットマグナムに装着しセイバーマグナムが再現可能。
- スティンガーブレードは差し替えでスティンガードリルを再現可能。

※SMP [SHOKUGAN MODELING PROJDECT] 超電磁マシーン ボルテスV（8500円/1月29日）
1. 超電磁マシーン ボルテスV

- 『超電磁マシーン ボルテスV』より
- カラーリングはアニメ版に準処し、重戦車モードに変形可能。
- Vトゥギャザーセットに付属した超電磁ゴマ、超電磁ストリング、ガトリングミサイル、ボルテスバズーカ、鷹メカ、タッコちゃんは付属しない。

※SMP [SHOKUGAN MODELING PROJECT] クレヨンしんちゃん 超電導カンタム・ロボ（4500円/5月27日）
1. カンタム・ロボ

- 『クレヨンしんちゃん』より
- 交換用手首パーツ、エフェクトパーツが付属。
- カンタムパンチ、カンタムブーメランが再現可能。

※SMP [SHOKUGAN MODELING PROJECT] 未来ロボ ダルタニアス（9000円/6月17日）
1. 未来ロボ ダルタニアス

- 『未来ロボ ダルタニアス』より
- 火炎剣が付属。
- デルファイターはアトラウスから差し替えなしで着脱可能。
- ベラリオスは腰パーツが折り畳み可能な変形合体用と見栄え用の2種が付属。
- 専用パーツを使用することで劇中でのベラリオスへのアトラウスの搭乗が再現可能。
- ガンパーはガンパーカッターとパワーハンドが付属。
- グリップを展開することでグライダー形態になり劇中でのガンパーへのアトラウスの懸架が可能。
- 一部パーツの差し替えをすることでダルタニアスに合体可能。

※SMP [SHOKUGAN MODELING PROJECT] ぼくらの ジアース（6800円/6月24日）
1. ジアース

- 『ぼくらの』より
- パッケージデザインは劇中に登場するプラモデル「黒い怪獣」がモチーフ。
- 取扱説明書は劇中誌「月刊タリアン」がモチーフ。
- シールにより光の点灯数を再現。
- 劇中同様腕部を分割する事が可能。
- クローや敵のコアが付属。交換することで劇中のシーンが再現可能。
- 専用台座が付属。
- コエムシやジアースの契約機を1/12スケールで再現。

※SMP [SHOKUGAN MODELING PROJECT] 星獣合体 ギンガイオー（6800円/6月24日）
1. ギンガイオー

- 『星獣戦隊ギンガマン』より
- 銀鎧剣が付属。
- 銀星獣の口は開閉可能。
- ギンガイオーの開き手と握り手が付属。開き手と握り手はギンガリラの足部に収納可能。
- 差し替えなしでギンガイオーに合体可能。
- ギンガイオー形態で背中からギンガルゴンの上部を取り外しガルゴンボーガンに変形可能。グリップを引き出すことで持たせることも可能。
- SMPオリジナルギミックとして銀鎧剣はギンガイオーのギンガルゴンの胴体との隙間部分に収納可能。銀鎧剣をギンガリラに持たせることも可能。

※SMP [SHOKUGAN MODELING PROJECT] 勇者警察ジェイデッカー（6600円/7月29日）
1. ジェイデッカー

- 『勇者警察ジェイデッカー』より
- デッカード用の一体型の銃持ち手が付属。
- 手首一体型の勇者警察手帳が付属。
- デッカードはパトカー形態からロボット形態に差し替えなしで変形可能。
- デッカードはパトカー形態でジェイローダーに格納可能。
- 差し替えなしでジェイデッカーに合体可能。
- 電磁警棒、ジェイバスターが付属。
- ジェイバスターは差し替えなしでガンモード、ライフルモードどちらも再現可能。
- ジェイデッカー用の見栄え頭部と胸部パーツが付属。

※SMP [SHOKUGAN MODELING PROJECT] グレンダイザーU グレンダイザー（5000円/11月25日）
1. グレンダイザー

- 『グレンダイザーU』より。
- 全高約15cmで再現。各種武器が付属。

※SMP [SHOKUGAN MODELING PROJECT] 闘将ダイモス（8100円/11月25日）
1. 闘将ダイモス

- 『闘将ダイモス』より。
- トランザーからダイモスへの変形が可能。必殺烈風正拳突きや必殺烈風ダイモキックなどの再現が可能。

SMP Kit Makes Pose クレヨンしんちゃん アクション仮面（4500円/12月30日）
1. アクション仮面

- 『クレヨンしんちゃん』より。
- 差し替え用顔パーツ、口パーツ、手首パーツが付属。

SMP [SHOKUGAN MODELING PROJECT] 勇者警察ジェイデッカー デュークファイヤー（9000円/12月23日）
1. デュークファイヤー

- 『勇者警察ジェイデッカー』より。
- デュークは救急車形態からロボット形態に変形可能。
- ファイヤーローダーと合体しデュークファイヤーが再現可能。
- ジェイデッカーと合体しファイヤージェイデッカーが再現可能。

SMP ALTERNATIVE DESTINY 超獣戦隊ライブマン バイソンライナー&サイファイヤー（9090円/1月）
1. バイソンライナー&サイファイヤー

- 『超獣戦隊ライブマン』より。プレミアムバンダイ限定販売。
- プロダクトデザイナーの宮内利尚がスーパーミニプラ版のものをベースにアレンジしたもので、ライブボクサーには合体しない。台座は付属しない。
- ライブロボと合体しスーパーライブロボが再現可能。

SMP [SHOKUGAN MODELING PROJECT] 超気伝獣 ダイムゲン（12000円/2月）
1. 超気伝獣 ダイムゲン

- 『五星戦隊ダイレンジャー』より。プレミアムバンダイ限定販売。
- 気伝武人形態の龍星王、ウォンタイガーを格納可能。
- 気伝獣形態から差し替え無しで気伝武人形態に変形可能。
- ウォンタイガーの脚部カバーパーツが付属し内部に収納可能。黄金剣も収納可能。
- SMPオリジナルギミックとしてムゲン砲の内部が回転。
- 大連王、ウォンタイガーと合体し重甲気殿が再現可能。
- 劇中シーン再現の背景シートが付属。

SMP [SHOKUGAN MODELING PROJECT] 蒼き流星SPTレイズナー ニューレイズナー&ザカール 歪む宇宙セット（8000円/2月）
1. ニューレイズナー&ザカール 歪む宇宙セット

- 『蒼き流星SPTレイズナー』より。プレミアムバンダイ限定販売。
- V-MAX発動シーンを再現した仕様。
- エフェクトシートが付属。

SMP [SHOKUGAN MODELING PROJECT] 勇者特急マイトガイン ガイン&ブラックガイン（6000円/3月）
1. ガイン&ブラックガイン

- 『勇者特急マイトガイン』より。プレミアムバンダイ限定販売。
- 差し替えなしで列車形態並びにロボット形態に変形可能。
- 差し替えパーツと選択式シールで悪の戦士状態のブラックガインが再現可能。
- ブラックガインの大破状態の頭部が付属。

SMP [SHOKUGAN MODELING PROJECT] 超電磁ロボ コン・バトラーV レッツ!コンバインセット（12700円/3月）
1. レッツ!コンバインセット

- 『超電磁ロボ コン・バトラーV』より。プレミアムバンダイ限定販売。
- 成形色やパッケージデザインを変更したスーパーミニプラ版の超電磁ロボ コン・バトラーVとオプションパーツセットを当時の玩具風にオマージュした仕様。
- 組立後に収納できるブリスターパックが付属。

SMP Kit Makes Pose 重甲ビーファイター ブラックビート&スーパーブルービートパーツセット（6300円/3月）
1. ブラックビート&スーパーブルービートパーツセット

- 『重甲ビーファイター』より。プレミアムバンダイ限定販売。
- サーベルモードとワイヤーモードの選択が可能なスティンガービュートが付属。
- ジャミングマグナムが付属。
- 上記のブルービートに装着してスーパーブルービートが再現可能なビートイングラム、スーパーディスチャージャー、パワージェネレーターからなるオプションパーツが付属。

SMP [SHOKUGAN MODELING PROJECT] テトラボーイ（5500円/4月）
1. テトラボーイ

- 『鳥人戦隊ジェットマン』より。プレミアムバンダイ限定販売。
- テトラバスターに変形可能。
- ジェットイカロス、ジェットガルーダと合体再現可能。
- 劇中未使用のグレートイカロスとの合体が可能。
- オリジナルギミックとしてグリップを装着し、合体ジョイントで肩に装備した上でジェットイカロス、ジェットガルーダ、グレートイカロスの手に保持可能。

SMP [SHOKUGAN MODELING PROJECT] スーパーロボット大戦OG バンプレイオス（36300円/4月）
1. バンプレイオス

- 『スーパーロボット大戦OG』より。プレミアムバンダイ限定販売。
- エクスガンナーが付属。頭部は選択式。
- 全長約47.5cmのS・Z・Oソードとソード専用台座が付属。
- ディスプレイベース、エフェクトパーツが付属。
- エクスガンナーと下記のR-GUNパワードが合体することで天上天下一撃必殺砲・改が再現可能。

SMP [SHOKUGAN MODELING PROJECT] スーパーロボット大戦OG R-GUNパワード（7200円/4月）
1. R-GUNパワード

- 『スーパーロボット大戦OG』より。プレミアムバンダイ限定販売。
- 後述のR-1&R-GUNパワードに付属したR-GUNパワードと天下無敵のオプションパーツセットに付属したR-GUNパワード関連のパーツ一式を同梱したもの。
- R-GUNパワードと上記のエクスガンナーが合体することで天上天下一撃必殺砲・改が再現可能。

SMP [SHOKUGAN MODELING PROJECT] 未来ロボ ダルタニアス クロスインセット（11800円/6月）
1. クロスインセット

- 『未来ロボ ダルタニアス』より。プレミアムバンダイ限定販売。
- 前述の通常版に加えトランセイバー、トランシールド、ライサンダー、キャノンキュービックが付属。火炎剣は全長約166㎜のパワーアップVer.が追加されている。

SMP [SHOKUGAN MODELING PROJECT] 蒼き流星SPTレイズナー レイズナーMARK II（5400円/8月）
1. レイズナーMARK II

- 『蒼き流星SPTレイズナー』より。プレミアムバンダイ限定販売。
- 本編未登場の設定画のみの機体を立体化したもの。
- 垂直尾翼パーツを外すことで設定画通りの人型形態に変形可能。
- SMPオリジナルギミックで過去の製品のバックパックを装着可能。

SMP [SHOKUGAN MODELING PROJECT] ファイナル・ガオガイガー 金色の最終最後の勇者王（27091円/8月）
1. 金色の最終最後の勇者王

- 『覇界王～ガオガイガー対ベターマン～』より。7月28日開催『Wonder Festival 2024[SUMMER]』先行販売及びプレミアムバンダイ限定販売。
- SMPファイナルガオガイガーの成型色を金色に変更したもので『SMP UNION @Wonder Festival 2024[SUMMER]』出展記念特別カラー商品。
- ゴルディオンフィンガー発動時を再現。

SMP [SHOKUGEN MODELING PROJECT] 進化合体 大獣神 クリアカラーVer.（5455円/8月）
1. 大獣神 クリアカラーVer.

- 『恐竜戦隊ジュウレンジャー』より。7月28日開催『Wonder Festival 2024[SUMMER]』先行販売及びプレミアムバンダイ限定販売。
- 大獣神の成型色をクリアカラーに変更したもので『SMP UNION @Wonder Festival 2024[SUMMER]』出展記念特別カラー商品。
- スーパーミニプラ大獣神のイベント限定仕様のダイノクリスタルを再現。

SMP [SHOKUGAN MODELING PROJECT] スーパーロボット大戦OG R-1改（5273円/8月）
1. R-1改

- 『スーパーロボット大戦OG』より。7月28日開催『Wonder Festival 2024[SUMMER]』先行販売及びプレミアムバンダイ限定販売。
- 『SMP UNION @Wonder Festival 2024[SUMMER]』出展記念商品。
- 新規造形のGT・リボルヴァーが付属。
- 天下無敵のオプションパーツセット付属の天上天下念動破砕剣用エフェクトパーツも同梱。

SMP [SHOKUGAN MODELING PROJECT] 機甲界ガリアン ガリアン重装改&鉄巨神 (メタリックカラーVer.)（4500円/10月）
1. ガリアン重装改&鉄巨神 (メタリックカラーVer.)

- 『機甲界ガリアン』より。プレミアムバンダイ限定販売。
- 40周年記念としてスーパーミニプラ版の成形色をメタリックに変更したもの。ガリアン重装改はガリアン飛装改、ガリアン自走改の分離変形を差し替えで再現。改装前のガリアンの組み換え、ガリアン飛装型への変形も再現。鉄巨神は大型の盾が付属し曲面構造で再現。

SMP [SHOKUGAN MODELING PROJECT] 流星合体 ビクトリーマーズ（7200円/10月）
1. 流星合体 ビクトリーマーズ

- 『救急戦隊ゴーゴーファイブ』より。プレミアムバンダイ限定販売。
- 差し替えなしでビートルマーズに合体可能。ビートルマーズから差し替えなしでビクトリーマーズに変形可能
- マーズキャノンから差し替えなしでジェットランスに変形可能。ジェットランスのトップジェット射出ギミックを再現。
- モグールボムが付属しビートルアームで保持可能。
- グランドライナーに格納可能。
- ボーナスパーツでブレイバーソード刀身パーツのゴールドバージョンが付属しビクトリーロボの刀身パーツと差し替えることでマーズプロミネンスが再現可能。

SMP [SHOKUGAN MODELING PROJECT] 機甲界ガリアン 邪神兵 (メタリックカラーVer.)（7200円/10月）
1. 邪神兵

- 『機甲界ガリアン』より。プレミアムバンダイ限定販売。
- 40周年記念としてスーパーミニプラ版の成形色をメタリックに変更したもの。全長550mmの大きさで再現。全長256mmの巨大な鎌と高さ調節可能な専用台座が付属。

SMP [SHOKUGAN MODELING PROJECT] 勇者王ガオガイガー キングジェイダー&シルバリオンハンマー（17000円/11月）
1. キングジェイダー&シルバリオンハンマー

- 『勇者王ガオガイガー BLOCKADED NUMBERS』より。プレミアムバンダイ限定販売。
- シルバリオンハンマーとジェイダーヘル・アンド・ヘブン再現用の左手パーツ、新規造形の2つのゾンダー核が付属。

SMP [SHOKUGAN MODELING PROJECT] 闘将ダイモス バトルターンセット（10900円/11月）
1. バトルターンセット

- 『闘将ダイモス』より。プレミアムバンダイ限定販売。
- 前述の通常版に加えトライパー75S、ガルバーFXII、ディテールアップ用のトランザー機首パーツ（大）、双竜剣、三竜棍などが付属。

SMP [SHOKUGAN MODELING PROJECT] 勇者警察ジェイデッカー ガンマックス（7200円/12月）
1. ガンマックス

- 『勇者警察ジェイデッカー』より。プレミアムバンダイ限定販売。
- ガンマックスとガンバイクが合体しガンマックスアーマーが再現可能。
- マックスキャノンに変形可能。
- ジェイデッカーと合体しジェイデッカー・マックスキャノンモードが再現可能。
- ファイヤージェイデッカーと合体しファイヤージェイデッカー・マックスキャノンモードが再現可能。

SMP [SHOKUGAN MODELING PROJECT] 騎獣合身 ブルタウラス&銀河大決戦セット（8000円/12月）
1. 銀河大決戦セット

- 『星獣戦隊ギンガマン』より。プレミアムバンダイ限定販売。
- 重騎士ブルブラックと重星獣ゴウタウラスが合体し合身獣士ブルタウラスが再現可能。
- ブルブラックはゴウタウラスに騎乗可能。
- ギンガイオーやビクトリーマーズに装備できる超装光パーツが付属。
- ナイトアックスが付属。

ミニプラ 爆上合体シリーズ01 ブンブンジャーロボ（各440円/4月29日）
1. ブンブントレーラーA
2. ブンブントレーラーB
3. ブンブントレーラーC
4. ブンブントレーラーD
5. ブンブンオフロード
6. ブンブンワゴン

- 1から4でブンブントレーラーが完成。ゲートモードとブンデリオ・ブンデラス（ブンブン）に変形可能。
  - ブンブンの頭部変形はDX版とは異なり、頭部のタイヤ状を1に付属している「ブンブン頭部パーツ」に差し替える。
- ブンブンオフロードとブンブンワゴンはアタックモードに変形可能だが、ブンブントレーラー・ゲートモードを通しての瞬間変形はオミット（以後のブンブンカーも）。その代わり「トレーラーシャーシに乗せてゲートを通らせる」ギミックは再現可能。
- 全種でブンブンジャーロボに合体可能。
- 1から4までには、ブンブンジャーのプレートが付属。
  - 1はブンレッド、2はブンブルーとブンピンク、3はブンブラック、4はブンオレンジ。
- 合体説明書は1に付属。ブンブントレーラー・ゲートモードへの変形説明は1、アタックモードへの変形説明は5と6（5はブンブンオフロード、6はブンブンワゴン）のパッケージ裏にそれぞれ記載。

ミニプラ 爆上合体シリーズ01 ブンブンジャーロボセット（2640円/4月29日）
1. ブンブンジャーロボ

- 上記商品のセット箱。

ミニプラ 爆上合体シリーズ02 ブンブンカー（各440円/6月17日）
1. ブンブンパトカー1
2. ブンブンパトカー2
3. ブンブンショベル
4. ブンブンドーザー
5. ブンブンクラシック
6. ブンブンレーシング

- 全種ともアタックモードに変形可能。
- 1・2、そして「ブンブンジャーロボ」のブンブントレーラーでブンブンジャーロボポリスに合体可能。
- 3・4・ブンブントレーラーでブンブンジャーロボでブンブンジャーロボビルダーに合体可能。
- 5・6・ブンブントレーラーでブンブンジャーロボナイトに合体可能。
  - 他にも製品同士や、「ブンブンジャーロボ」のブンブンオフロードやブンブンワゴンと合わせた「バクアゲ合体」（カスタム形態）が可能。
- 2以外にはミニパーツが付属。
  - 1にはブンポットパーツが付属。
  - 3と6には見栄え頭部パーツとブンポット状が付属。
  - 4にはバクアゲハンマー用見栄えパーツが付属。
  - 5にはバグアゲソード（長刀タイプ）刀身とブンブンワゴン用パーツが付属。このワークをブンブンワゴンに合体させる事で、バクアゲソードを左手に持たせ、「ブンブン二刀流」を再現できる。
- 合体説明書は、この時期では珍しく全種に挿入。

ミニプラ 爆上合体シリーズ02 ブンブンカーセット（2640円/6月17日）
1. ブンブンカー

- 上記商品のセット箱。

ミニプラ 爆上合体シリーズ03 ビュンビュンマッハ―ロボ&ブンブンマリン&ブンブンサファリ（各495円/8月）
1. ビュンビュンマッハ―A
2. ビュンビュンマッハ―B
3. ビュンビュンマッハ―C
4. ビュンビュンマッハ―D
5. ブンブンマリン
6. ブンブンサファリ

- 1～4でビュンビュンマッハ―が完成。ビュンビュンマッハ―ロボに変形可能。またビュンビュンマッハ―ロボのマッハ―ウイングとバクアゲチャージャーを外し、バイザーを上げる事で、ビュン・ディーゼルに変形可能。
  - 1には「握り手型ハンドル」が付属。
- 5・6・ブンブントレーラーでブンブンジャーロボモンスターに合体可能。
- ブンブンジャーロボの背中にマッハ―ウイングを合体させ、バクアゲチャージャーを持たせる事で、ウイングブンブンジャーロボに合体可能。
  - マッハ―ウイングとバクアゲチャージャーは、ブンブンジャーロボモンスターにも合体可能。
  - ブンブンマリンとブンブンサファリはブンブンジャーロボにバクアゲ合体が可能。
- 合体説明書は2のみ付属。

ミニプラ 爆上合体シリーズ03 ビュンビュンマッハ―ロボ&ブンブンマリン&ブンブンサファリセット（2970円/8月）
1. ビュンビュンマッハ―&ブンブンマリン&ブンブンサファリ

- 上記商品のセット箱

ミニプラ 爆上合体シリーズEX ブンブンレオレスキュー&チャンピオンキャリアー（各715円/12月2日）
1. ブンブンレオレスキューA
2. ブンブンレオレスキューB
3. ブンブンレオレスキューC
4. ブンブンレオレスキューD
5. チャンピオンキャリアーヘッド
6. ブンブンキャリアー1
7. ブンブンキャリアー2
8. ブンブンキャリアー3
9. ブンブンキャリアー4
10. ブンブン水素カー&オプションパーツ

- リカラーなどの再発売ではない製品では、異色の「12月発売」・「全10品」。
- 1～4でブンブンレオレスキューが完成。ブンブン消防車を分離可能、またブンブンレオンに変形可能。
- 5～9でチャンピオンキャリアーが完成。キャリア部にはブンブンカー（ブンブントレーラーとビュンビュンマッハ―は除く）を最高4体搭載可能。またキャリア後半を前半の上部に乗せる事で、重装備モードへと変形可能。
- ブンブンレオレスキューとブンブントレーラーでブンブンジャーロボ119に合体可能。
- チャンピオンキャリアー・ブンブン水素カー・ブンブンジャーロボでブンブンジャーロボチャンピオンに合体可能。
- 10のオプションパーツは、ブンブンジャーロボチャンピオン用「見栄え頭部」と、ブンブンジャーロボ腰部パーツ。
- セット箱発売はない。

#### 2023年
『王様戦隊キングオージャー』がテレビ放送を中心に展開。
※SMP [SHOKUGAN MODELING PROJECT] スーパーロボット大戦OG R-1&R-GUN（各4500円/1月23日）
1. R-1
2. R-GUN

- 『スーパーロボット大戦OG』より
- それぞれディスプレイスタンドが付属。
- R-1はブーステッドライフル、T-LINKナックル用や天上天下念動破砕剣用の手首などのオプションパーツが付属。
- R-GUNはツインマグナライフル、ビームカタールソード手持ちパーツなどのオプションパーツが付属。

※SMP [SHOKUGAN MODELING PROJECT] タイムボカンシリーズ 逆転イッパツマン トッキュウマンモスセット（8200円/2月6日）
1. トッキュウマンモスセット

- 『逆転イッパツマン』より
- トッキュウマンモスから三冠王とリリーフカーに分離可能。弾丸ブースターとの合体も再現。
- リリーフカーのカーゴに三冠王を搭載可能。
- 三冠アームガン、三冠シールドが付属。

ミニプラ シュゴッド合体シリーズ01 キングオージャー（各429円/4月24日）
1. ゴッドクワガタA
2. ゴッドクワガタB&ゴッドアント
3. ゴッドトンボ&ゴッドテントウ
4. ゴッドカマキリ&ゴッドクモ
5. ゴッドパピヨン&ゴッドテントウ
6. ゴッドハチ&ゴッドクモ

- 物価高騰の影響で、本製品より台座パーツが廃止された。
- 1にはキングオージャーの平手パーツが付属。
- 1と2のゴッドクワガタBでゴッドクワガタが完成。全種でキングオージャーに合体可能。
- 3と5のゴッドテントウは双方とも同色。これに対し4と6のゴッドクモは、4は「胴が赤・足が銀」（キングオージャー時の腰アーマー）なのに対し、6は「胴が銀・足が赤」（同・胸アーマー）になっている。
- 後述のドンオニタイジン頭部をキングオージャー頭部に差し替える事で、ドンキングオージャーを再現可能。
- 合体説明書は6のみに付属。
- 全種には、後述の「シュゴッド合体シリーズ02 レジェンドシュゴッド」をはじめ、「DXオージャカリバー」・「DXキングオージャー」・「DX3大シュゴッドセット」を記載した広告が付属。

ミニプラ シュゴッド合体シリーズ01 キングオージャーセット（2514円/4月24日）
1. キングオージャー

- 上記商品の全種セット箱。

※SMP Kit Makes Pose ロックマンエグゼ01（各3300円/5月29日）
1. ロックマン
2. ロール
3. ガッツマン&メットール
4. ファイアマン&キャノーダム

- 『ロックマンエグゼ』より
- それぞれ支柱と台座となるクリック・クサムラが付属。クリック・クサムラは繋げることでゲーム中の戦闘場面を再現。
- ロックマンはロックバスター、ソード、表情パーツが付属。
- ロールはロールアロー、平手パーツが付属。
- ガッツマンはガッツハンマーが付属。
- ファイアマンは炎エフェクトが付属。付属するキャノーダムはロックマンにキャノンとして装着可能。

ミニプラ シュゴッド合体シリーズ02 レジェンドシュゴッド（各451円/6月19日）
1. ゴッドカブトA
2. ゴッドカブトB
3. ゴッドスコーピオンA
4. ゴッドスコーピオンB
5. ゴッドホッパーA
6. ゴッドホッパーB

- 1と2でゴッドカブトが完成。別売りのキングオージャーとカブトキングオージャーに合体可能。
- 3と4でゴッドスコーピオンが完成。キングオージャーとスコーピオンキングオージャーに合体可能
- 5と6でゴッドホッパーが完成。キングオージャーとホッパーキングオージャーに合体可能
- キングオージャーと全種でレジェンドキングオージャーに合体可能。
- 合体説明書は2・4・6に付属だが、全てカブトキングオージャー・スコーピオンキングオージャー・ホッパーキングオージャーの合体説明だけ記載、レジェンドキングオージャーの合体説明は記載されていない。

ミニプラ シュゴッド合体シリーズ02 レジェンドシュゴッドセット（2706円/6月）
1. レジェンドシュゴッド

- 上記商品の全種セット箱。

※SMP Kit Makes Pose チェンソーマン（各3600円/6月19日）
1. チェンソーマン
2. デンジ&ポチタ

- 『チェンソーマン』より
- チェンソーマンは顎が可動。
- デンジは表情パーツが2種、ハンドパーツが8種付属。

※SMP [SHOKUGAN MODELING PROJECT] 天元突破グレンラガン（各4200円/6月26日）
1. ラガン&グレン
2. エンキ/エンキドゥ/エンキドゥドゥ

- 『天元突破グレンラガン』より
- 1.のみでグレンラガンに合体可能。
- 2.は肩から上を交換することでそれぞれの形態を再現可能。

※SMP [SHOKUGAN MODELING PROJECT] 勇者特急マイトガイン2（各2800円/7月3日）
1. カイザードリル&カイザー1
2. カイザー2&カイザー3
3. カイザー4&カイザー5

- 『勇者特急マイトガイン』より
- 全種でマイトカイザーに合体可能。差し替え無しでカイザージェットに変形可能。
- マイトガインと合体しグレートマイトガインを再現可能。

ミニプラ シュゴッド合体シリーズ03 タランチュラナイト&ガーディアンウエポンズ（各462円/8月14日）
1. ゴッドタランチュラA
2. ゴッドタランチュラB
3. ゴッドタランチュラC
4. ガーディアンローリング&ガーディアンスネイル
5. ガーディアンシケイダー&オプションパーツA
6. ガーディアンピード&オプションパーツB

- 1・2・3でゴッドタランチュラが完成。タランチュラナイトに変形可能。
- 4はローリングハンマーとスネイルガトリングにそれぞれ変形し、「キングオージャー」のキングオージャーに武装合体が可能。
- ガーディアンシケイダーはシケイダーブレード、ガーディアンピードはピードチェーンソーにそれぞれ変形し、タランチュラナイトに武装合体可能。
- 1には支柱パーツが付属。エクストリームキングオージャーを支えたり、オプションパーツを着脱させる事が可能。
- 4にはローリングハンマーのチェーンパーツが付属（DXの様な本体収納はオミット）。
- 5のオプションパーツは「穴無し拳」・「モールド造形入りゴッドクワガタの羽」・「シュゴッドソード用のゴッドパピヨン小サイズ羽」・「合体ジョイント無しゴッドクモ」（キングオージャー胸パーツ用）からなり、キングオージャーに差し替える事で、アップグレード版のキングオージャーに変化。
  - ただしすべて差し替えると、「シュゴッドソードを持たせる」・「ローリングハンマーの武装合体」・「ホッパーキングオージャー&レジェンドキングオージャー&エクストリームキングオージャーへの合体」が出来なくなる。
- 6のオプションパーツは「大型ゴッドクワガタの羽」で、ゴッドクワガタに差し替えて、「キングオージャー脚部」を見えなくし、よりクワガタムシに近いフォルムとなる。
- キングオージャー・ゴッドカブト・ゴッドスコーピオン・ゴッドホッパー・タランチュラナイトでエクストリームキングオージャーに合体可能・
  - エクストリームキングオージャーは、タランチュラナイトに付属している「オージャクラウン」の着脱によって、「不完全態」（本編第17話登場）と「完全態」（同第18話以降登場）を再現可能。
- 合体説明書は1と3に付属。1はタランチュラナイトへの変形、3はエクストリームキングオージャーへの合体の説明。

ミニプラ シュゴッド合体シリーズ03 タランチュラナイト&ガーディアンウエポンズ セット（2772円/8月14日）
1. タランチュラナイト&ガーディアンウエポンズ

- 上記商品の全種セット箱。

ミニプラ シュゴッド合体シリーズ04 キングコーカサスカブト&ガーディアンヘラクレス（各539円/10月23日）
1. ゴッドコーカサスカブトA
2. ゴッドコーカサスカブトB
3. ゴッドコーカサスカブトC
4. ゴッドコーカサスカブトD
5. ゴッドコーカサスカブトE&ガーディアンヘラクレス

- （ガーディアンヘラクレス）全種でゴッドコーカサスカブトが完成。キングコーカサスカブトとコーカサスカブト城に変形可能。
- ガーディアンヘラクレスはヘラクレスアックスに変形し、キングコーカサスカブトに武装可能。
- 全シュゴッドとガーディアンウエポンズでゴッドキングオージャーに合体可能。

ミニプラ シュゴッド合体シリーズ04 キングコーカサスカブト&ガーディアンヘラクレス セット（10月23日）
1. ゴッドコーカサスカブト&ガーディアンヘラクレス

- 上記商品の全種セット箱。

※SMP [SHOKUGAN MODELING PROJECT] 五星合体 大連王 （2400円/8月21日）
1. 龍星王
2. 星獅子&星鳳凰
3. 星天馬&星麒麟

- 『五星戦隊ダイレンジャー』より
- 全種で大連王に合体可能。
- 龍星王は気伝獣形態から差し替え無しで気伝武人形態に変形可能。
- 2.と3.が専用台座を用いて天空気殿に合体可能。気伝武人も搭乗可能。
- 台座にパーツのマウントが可能。
- 別売りのSHODO SUPER 五星戦隊ダイレンジャーを用いたコクピット用シールが付属し劇中の5人の搭乗シーンを再現可能。

※SMP [SHOKUGAN MODELING PROJECT] タツノコプロ60周年記念 タツノコ合体タイムボカンロボ（13200円/8月28日）
1. タイムメカブトン（『タイムボカン』より）
2. ヤッターワン（『ヤッターマン』より）
3. ゼンダライオン（『ゼンダマン』より）
4. サンデー号（『タイムパトロール隊オタスケマン』より）
5. 大天馬（『ヤットデタマン』より）
6. リリーフドン（『逆転イッパツマン』より）
7. カブトゼミ（『イタダキマン』より）
8. タイムガイコッツ（『タイムボカン』より）

- タイムガイコッツを除く上記のボカンメカを合体させてSMPシリーズオリジナル形態の「タイムボカンロボ」が完成。
- このほか、各種パーツを組み替えることで「タイムボカンベース」形態やオリジナル必殺武器「ビックリドッキリアロー」が完成。

※SMP Kit Makes Pose チェンソーマン サムライソードセット（5800円/9月11日）
1. サムライソードセット

- 『チェンソーマン』より。
- モミアゲマン頭部と仕込み短刀、手首パーツが付属。
- 上述のチェンソーマン用に差し替える頭部パーツと右足チェンソーが付属。

※SMP ALTERNATIVE DESTINY ライブロボ(8100円/10月30日)
1. ライブロボ

- 『超獣戦隊ライブマン』より。
- プロダクトデザイナーの宮内利尚がスーパーミニプラ版のものをベースにアレンジしたもの。台座は付属しない。

※SMP [SHOKUGAN MODELING PROJECT] タイムボカンシリーズ 逆転イッパツマン トッキュウマンモスSPセット（10455円/2月）
1. トッキュウマンモスSPセット

- 『逆転イッパツマン』より。プレミアムバンダイ限定販売商品。
- 上述の商品に弾丸ブースターのウイングパーツ2種と三冠トマホークを加えたセット商品。

※SMP [SHOKUGAN MODELING PROJECT] 勇者特急マイトガイン ブラックマイトガイン（7500円/3月）
1. ブラックマイトガイン

- 『勇者特急マイトガイン』より。プレミアムバンダイ限定販売商品。
- マイトガインに一部新規造形を加えたリデコ品。

※SMP [SHOKUGAN MODELING PROJECT] 勇者特急マイトガイン 飛龍（7500円/3月）
1. 飛龍

- 『勇者特急マイトガイン』より。プレミアムバンダイ限定販売商品。
- ジェット機形態で隼号の格納からロボット形態への変形を一部差し替えで再現。
- ヒリュウブレイザーなどのオプションパーツが付属。

※SMP [SHOKUGAN MODELING PROJECT] スーパーロボット大戦OG SRX 天下無敵のオプションパーツセット（7700円/5月）
1. SRX 天下無敵のオプションパーツセット

- 『スーパーロボット大戦OG』より。プレミアムバンダイ限定販売商品。
- SRX用オプションパーツ一式とハイツインランチャーを含むR-GUNパワード用オプションパーツ一式のセット。スタンドも付属。
- R-GUNにハイツインランチャーを取り付けることでR-GUNパワードを再現。さらに差し替え無しでHTBキャノンモードに変形可能。

※SMP [SHOKUGAN MODELING PROJECT] スーパーロボット大戦OG R-2パワード&R-3パワード（28300円/5月）
1. R-2パワード&R-3パワード

- 『スーパーロボット大戦OG』より。プレミアムバンダイ限定販売商品。
- R-2とR-3のオプションパーツ一式のセット。スタンドやZ・O・ソードも付属。R-2パワードとR-3パワードも再現可能。
- R-1と合体させることでSRXも再現可能。
- 上記のSRX用銃持ち手とHTBキャノンを使用することで天上天下一撃必殺砲が再現可能。

※SMP [SHOKUGAN MODELING PROJECT] 瞬間変化 ニンジャマン（5400円/5月）
1. 瞬間変化 ニンジャマン

- 『忍者戦隊カクレンジャー』より。プレミアムバンダイ限定販売商品。
- 差し替え無しでサムライマンに変形可能。ニンジャソード、交換用手首、交換用バイザーが付属。
- オリジナルギミックとしてツバサマルと合体しスーパーニンジャマンが再現可能。

※SMP [SHOKUGAN MODELING PROJECT] 勇者特急マイトガイン カイザーキャリア&嵐を呼ぶ動輪剣スペシャルセット (5400円/7月)
1. カイザーキャリア&嵐を呼ぶ動輪剣スペシャルセット

- 『勇者特急マイトガイン』より。プレミアムバンダイ限定販売商品。
- マイトカイザーと組み合わせてドリル特急を再現可能。カイザー1〜5までを格納可能。
- 後部に小物パーツを収納可能。

※SMP [SHOKUGAN MODELING PROJECT] タツノコプロ60周年記念タツノコ合体タイムボカンロボSPセット (14000円/8月)
- プレミアムバンダイ限定販売商品。
- 上述の商品に加えSP武器セットと大河原邦男描き下ろしパッケージイラストが付属。タイムガイコッツはメタリックカラーに変更。

※SMP [SHOKUGAN MODELING PROJECT]  青の騎士ベルゼルガ物語 ウォリアー1 武器兵装セット(4500円/9月)
1. ウォリアー1 武器兵装セット

- 『青の騎士ベルゼルガ物語』より。プレミアムバンダイ限定販売商品。
- 成型色を変更したウォリアー1に新規造形の武装を追加したセット。

※SMP [SHOKUGAN MODELING PROJECT]  青の騎士ベルゼルガ物語 ファイナルバトルセット (5800円/9月)
1. ファイナルバトルセット

- 『青の騎士ベルゼルガ物語』より。プレミアムバンダイ限定販売商品。
- 成型色を変更したベルゼルガ SSS-X テスタロッサとレグジオネータに新規造形の武装を追加したセット。

※SMP [SHOKUGAN MODELING PROJECT] SSSS.DYNAZENON (10000円/9月)
1. SSSS.DYNAZENON

- 『SSSS.DYNAZENON』より。プレミアムバンダイ&TSUBURAYA STORE ONLINE限定販売商品。
- ダイナソルジャーは口の可動、ダイナウイングは翼の可動域、ダイナダイバーは大腿部分のロール等の可動域が追加されている。ダイナセイバーエフェクトや竜の置物も付属。

※SMP [SHOKUGAN MODELING PROJECT] SSSS.DYNAZENON グリッドナイト&ゴルドバーンセット(6500円/9月)
1. グリッドナイト&ゴルドバーンセット

- 『SSSS.DYNAZENON』より。プレミアムバンダイ&TSUBURAYA STORE ONLINE限定販売商品。
- ゴルドバーンはシールドモードに変形できる。グリッドバーンナイトの合体も再現可能。カイゼルサーキュラー等のエフェクトパーツも付属。上述のSSSS.DYNAZENONと合体しカイゼルグリッドナイトも再現可能。

※SMP Kit Makes Pose ロックマンエクゼ スタイルチェンジ ヒートガッツ&ウッドシールドセット (8000円/9月)
1. スタイルチェンジ ヒートガッツ&ウッドシールドセット

- 『ロックマンエグゼ』より。プレミアムバンダイ限定販売商品。
- ガッツスタイルとシールドスタイルのロックマンが付属。クラック・クサムラもそれぞれ付属し上述の商品に接続可能。
- 火炎放射器、コガラシ、フォレストボムが付属し、上述のロックマンに付け替え可能。

※SMP [SHOKUGAN MODELING PROJECT] 勇者特急マイトガイン 豪龍(8500円/10月)
1. 豪龍

- 『勇者特急マイトガイン』より。プレミアムバンダイ限定販売商品。
- 余剰パーツや差し替えパーツなしでロボット形態、基地形態、ジェット機形態に変形可能。大鷲号も格納可能。

※SMP [SHOKUGAN MODELING PROJECT] 勇者特急マイトガイン マイトガンナー(6000円/10月)
1. マイトガンナー

- 『勇者特急マイトガイン』より。プレミアムバンダイ限定販売商品。
- 差し替えパーツや余剰パーツなしで弾丸特急、ロボット形態、パーフェクトキャノンモード、超電導砲形態に変形可能。
- マイトガイン、マイトカイザーと合体しグレートマイトガインパーフェクトモードも再現可能。
- 豪龍と接続するコネクタやワイヤーも付属。

※SMP [SHOKUGAN MODELING PROJECT] 天元突破グレンラガン 天と地と明日を貫くドリルセット(9090円/11月)
1. 天と地と明日を貫くドリルセット

- 『天元突破グレンラガン』より。プレミアムバンダイ限定販売商品。
- キングキタン、キヤルンガとオプションパーツのセット。
- グレンハウス、グレンウィング、グレンブーメラン、ギガドリル用の特大ドリルが付属しグレンに装備可能。ドリルはキングキタンに装備可能。
- キヤルンガは一部差し替えでキヤルランサーやキヤルシールド、ダンガンメンモードに変形可能。

※SMP [SHOKUGAN MODELING PROJECT] 超電磁マシーン ボルテスV Vトゥギャザーセット(11360円/12月)
1. Vトゥギャザーセット

- 『超電磁マシーン ボルテスV』より。プレミアムバンダイ限定販売商品。
- カラーリングは玩具版に準処し、重戦車モードに変形可能。
- 超電磁ゴマ、超電磁ストリング、ボルテスバズーカ、ガトリングミサイル、鷹メカ、タッコちゃんが付属。

※SMP [SHOKUGAN MODELING PROJECT] ウォンタイガー(6500円/12月)
1. ウォンタイガー

- 『五星戦隊ダイレンジャー』より。プレミアムバンダイ限定販売商品。
- 気伝武人形態の龍星王の騎乗可能。
- 気伝獣形態から差し替え無しで気伝武人形態に変形可能。
- 星獅子、星天馬、星麒麟、星鳳凰と合体し牙大王を再現可能。
- SMPオリジナルギミックで劇中の虎の子大秘術の回転ギミックを再現。

#### 2022年
『暴太郎戦隊ドンブラザーズ』がテレビ放映を中心に展開。例年のミニプラはDX玩具の縮小+αだが、本年は「チェンジヒーローズ」との連動を主眼とした「暴太郎戦隊シリーズ」と通例のDXロボの縮小版となる「暴太郎合体シリーズ」の2ラインが同時展開される。
※SMP [SHOKUGAN MODELING PROJECT] 百獣合体 ガオハンター（各1700円/1月24日）
1. ガオウルフ&ガオハンマーヘッド
2. ガオリゲーターA
3. ガオリゲーターB

- 『百獣戦隊ガオレンジャー』より。
- 2と3でガオリゲーターが完成。全種でガオハンターイビル/ガオハンタージャスティスを再現可能。
  - ガオキング同様、脹脛部分を内部に収納することで膝の可動域を向上可能。当時商品では不可能だった必殺技のポーズも再現できる。
- リゲーターブレード、クレセントブーメランが付属。
  - ガオハンマーヘッドの武器持ち用ジョイントは回転可能になっているため、「悪鬼突貫リボルバーファントム」の持たせ方も再現できる。

※SMP [SHOKUGAN MODELING PROJECT] 太陽の勇者ファイバード2（各1950円/2月21日）
1. ファイアーシャトルA
2. ファイアーシャトルB
3. ブレスタージェット

- 『太陽の勇者ファイバード』より。
- 1と2でファイアーシャトルが完成。グランバードへ変形可能。
  - アンドロイドミニフィギュアと合体可能。シャトルの機首部はDX玩具同様のスタイルと外側のパーツだけを分解装着したスタイル重視状態を選択可能。
- 3のブレスタージェットと合体することでジェット合体グランバードを再現可能。
  - マスクはDX玩具同様、グランバードの頭部に被せる方式の変形用とスタイル重視用が付属する。グランキャノンは劇中のように収納はできないが、分割は可能。
- 第1弾のファイバードと組み合わせることでグレートファイバードに合体可能。
  - DX玩具同様に設定通りの合体とファイバードの腕、上記の機首部などを外し、太腿のカバーパーツを取り付けることでスタイル重視を選択可能。頭部は差し替えのみ。
  - グレートフレイムソードは専用の物が付属し、刀身を差し替えることでパース付を再現可能。また、付属のパーツを使用することでDX玩具同様にフレイムブレスターなどを組み合わせた物も再現可能となっている。

ミニプラ 暴太郎戦隊シリーズ01 ドンモモタロウアルター（各390円/3月21日）
1. ドンモモタロウアルターA
2. ドンモモタロウアルターB
3. ドンモモタロウアルターC
4. ドンモモタロウアルターD
5. ドンモモタロウアルターE
6. ドンモモタロウアルターF

- 全種でドンモモタロウアルターが完成。桃型形態へ変形可能。
- 5と6には台座、武器、交換用手首パーツ、台座の足が付属。武器はザングラソードに加え、ドンブラスターも付属。また、平手パーツは付け根が回転する。
  - 「台座の足」には交換用手首パーツとドンブラスターを取り付ける事が可能。
- ザングラソードの持たせ方は「チェンジヒーローズ」とは異なり、一旦刀身と柄を分離し、まず刀身を持たせてから、反対側に柄を再合体させる。
- ほぼ全てのパーツを色分けのみで再現しており、ミニプラ独自のプロポーションも追及している。
- 合体説明書は無し。桃型形態への変形は2の裏に記載。
- 「チェンジヒーローズ」版とほぼ同サイズで、「チェンジヒーローズ」で展開されるレジェンドアルターと連動可能。

ミニプラ 暴太郎戦隊シリーズ01 ドンモモタロウアルターセット（2340円/3月21日）
- 上記商品のセット箱。

※SMP [SHOKUGAN MODELING PROJECT] 無敵鋼人ダイターン3（各2000円/4月18日）
1. ダイターン3 Aパート
2. ダイターン3 Bパート
3. ダイターン3 Cパート

- 『無敵鋼人ダイターン3』より。
- 一部差し換えによりダイファイター、ダイタンクへ変形可能。
- ダイターン・ファン2種とダイターン・ジャベリン、変形用の角や表情パーツが付属。

※SMP [SHOKUGAN MODELING PROJECT] 無敵鋼人ダイターン3 ダイターン カムヒア!セット（8100円/4月18日）
1. ダイターン カムヒア!セット

- 上記商品にほぼ完全変形のマッハパトロール、ダイターン・ザンバー、ダイターン・ビッグ・ウェッブなどを追加したセット商品。

ミニプラ 暴太郎戦隊シリーズ02（各390円/5月9日）
1. ドンモモタロウアルターA
2. ドンモモタロウアルターB
3. ドンモモタロウアルターC
4. ドンモモタロウアルターD
5. ドンモモタロウアルターE
6. ドンモモタロウアルターF
7. トッキュウパーツA
8. トッキュウパーツB
9. ルパンレンジャーアルター
10. パトレンジャーアルター

- 1から6は01の再録で、パール成型色に変更されている。
- 7・9・10にはアバタロウギアアルター（7はトッキュウジャーアルター、9はルパンレンジャーアルター、10はパトレンジャーアルター）が付属、また10には「片手持ちパーツ」と「両手持ちパーツ」が付属。アバタロウギアアルターは背中に合体が可能。
- 1から8でドントッキュウモモタロウアルターに合体可能。トッキュウパーツは合体再現専用パーツのためトッキュウジャーアルターにはならない。
- ルパンレンジャーアルター、パトレンジャーアルターはミニプラ限定での商品化。武装パーツに変形してドンモモタロウアルターに装備可能。
- ルパンレンジャーアルター・パトレンジャーアルター・「両手持ちパーツ」を合体、グッドストライカーをイメージしたバズーカに変形&装備可能。
  - パトレンジャーアルターを装備する時には、「片手持ちパーツ」が必要。
  - いずれもドンモモタロウアルターは「シリーズ01 ドンモモタロウアルター」でも可。
- 7から10は「チェンジヒーローズ ドンモモタロウアルター」と連動し、合体が可能。ただし、付属するミニギア（アバタロウギアアルター）は「チェンジヒーローズ」には装着できないため、アバタロウギアを使用する必要がある。
- 合体説明書は無し。ドントッキュウモモタロウアルター合体説明は7、ドンルパンモモタロウアルター合体説明&バズーカ合体説明は9、ドンパトレンモモタロウアルター合体説明は10にそれぞれ記載。

※SMP [SHOKUGAN MODELING PROJECT] 蒼き流星SPTレイズナー Vol.3（各2200円/6月6日）
1. ニューレイズナー
2. ガッシュラン
3. ドール

- 『蒼き流星SPTレイズナー』より。
- ガッシュランは外付け式V-MAX用強化パーツが付属。ドールは地上走行形態へ変形可能。

ミニプラ 暴太郎合体シリーズ01 ドンオニタイジン（各420円/7月11日）
1. ドンロボタロウA
2. ドンロボタロウB
3. サルブラザーロボタロウ
4. オニシスターロボタロウ
5. イヌブラザーロボタロウ
6. キジブラザーロボタロウ

- 1と2でドンロボタロウが完成。全種でドンオニタイジンに合体可能。
  - 合体時には、ドンロボタロウの膝から下を分離する必要がある。外した膝から下はリアスカート裏にマウント可能。他にサルブラザー、オニシスター、キジブラザーの頭部が付け替え方式、胸部エンブレムは一度分解して表裏を反転して再現する。
- DXの時点で全身が可動することが売りとなっていたが、DX同様の可動に加えて肩の引き出し、胸のスイング、腰アーマーの可動が追加されている。これらによりDXでは出来ない「合体直後の構え（座りポーズ）」が再現可能。
- ドンロボタロウには「暴太郎戦隊ドンブラザーズ 勇動」に付属するドンブラスター、ザングラソード、扇子を持たせることが可能。ドンブラスターはミニプラ暴太郎戦隊シリーズ01、02付属のものも持たせられる。ミニプラのザングラソードは保持はできないが、挟み込むことで軽く構えることは可能[5]。
- ドンオニタイジンの手首穴の径はミニプラ版ドンモモタロウアルターと共通のため、ドンブラスターやザングラソードの装備も可能[5]。
- できるだけ劇中のデザインに近づけるべく2020年代のミニプラの中ではシールが150枚以上と非常に多くなっている。公式ブログでは一部シールを省略するバリエーションを紹介している[5]。
- 合体説明書は3に付属。一部変形は箱裏に記載されている。
- 2には平手が付属。また、2と3に付属のパーツを組み合わせると台座が完成。
- このロボは再販が来なかったため、1号ロボが一切の再販が無かったのはマジキング以来17年振りとなる。

ミニプラ 暴太郎合体シリーズ01 ドンオニタイジンセット（2520円/7月11日）
- 上記商品のセット箱。

※SMP [SHOKUGAN MODELING PROJECT] 百獣合体 ガオイカロス（各2200円/7月18日）
1. ガオファルコンA
2. ガオファルコンB
3. ガオジュラフ&ガオディアス
4. ガオライノス&ガオマジロ

- 『百獣戦隊ガオレンジャー』より。
- 1と2でガオファルコンが完成。全種でガオイカロスに合体可能。
  - ガオファルコンの翼は段階的に折りたたむことでDX玩具、CG、劇中の3パターンの長さを再現可能。特徴である「目」は別パーツになっており、差し替えで2種類の状態を再現できる。
  - 翼を前に出して本体を覆うディフェンスモードも再現可能。
- 4は「ガオマッスル/ガオライノス＆ガオマジロ」の再録で、初の一般販売となる。
- DX玩具では攻撃エフェクトと一体になっていたガオジュラフのマスクパーツはエフェクトが別パーツ化されている。
- 「百獣合体 ガオキング」「百獣合体 ガオハンター」と組み合わせることでガオイカロスアナザーフット&アームを再現可能。リゲーターブレード先端に装着できるイカロスブレイカー再現用エフェクトパーツも付属する。
- 天空島型台座が付属。

※SMP [SHOKUGAN MODELING PROJECT] タイムボカンシリーズ ヤットデタマン大巨神（各2200円/7月25日）
1. 大巨神Aパート
2. 大巨神Bパート

- 『タイムボカンシリーズ ヤットデタマン』より。
- 1と2で大巨神が完成。一部差し換えで巨神号に変形可能。
- 剣、弓矢が付属。

※SMP [SHOKUGAN MODELING PROJECT] タイムボカンシリーズ ヤットデタマン大馬神セット（7200円/7月25日）
1. 大馬神セット

- 『タイムボカンシリーズ ヤットデタマン』より。
- 上記商品と大天馬、武装パーツ類のセット商品。
- 大天馬は大天馬戦車へ変形可能。大巨神と合体して大馬神、大馬神戦車を再現可能。
- 槍、弓用の弦パーツが付属。また、劇中で大巨神を呼び出す錠前と鍵を模した台座パーツが付属する。

ミニプラ 暴太郎戦隊シリーズ03 ドンゴーカイドラゴクウアルター（各390円/8月29日）
1. ドンドラゴクウアルターA
2. ドンドラゴクウアルターB
3. ドンドラゴクウアルターC
4. ドンドラゴクウアルターD
5. ドンドラゴクウアルターE
6. ゴーカイジャーアルターA
7. ゴーカイジャーアルターB

- 5には台座と補助パーツ、7にはアバタロウギアアルター（ゴーカイジャーアルター）が付属。
- 1から5でドンドラゴクウアルターが完成。ドラゴンモード（パッケージでは「龍モード」）に変形可能。
  - つま先の変型はDXと異なり差し替え式。
  - 補助パーツを龍虎之戟に装着せる事で、龍虎之戟を更に長くさせる事が可能となり、両腕に持たせる事が出来る。
  - ドラゴンモードに龍虎之戟を合体させるパターンは、ドンドラゴクウアルターの膝に合体と、ドンドラゴクウアルターの踝に合体させる2パターンがある。
- 6と7でゴーカイジャーアルターが完成。ゴーカイジャーアルターはミニプラ限定での商品化。
- 全種でドンゴーカイドラゴクウアルターに合体可能。
- ゴーカイジャーアルターはドンモモタロウアルターにも合体可能。
- 合体説明書は無し。ドンドラゴクウアルターのドラゴンモードへの変形説明は2、ドンゴーカイドラゴクウアルターの変形説明は7のパッケージ裏にそれぞれ記載。

※SMP [SHOKUGAN MODELING PROJECT] 創聖のアクエリオン（各3300円/9月26日）
1. ベクターソル
2. ベクターマーズ
3. ベクタールナ

- 『創聖のアクエリオン』より。
- 全種でソーラーアクエリオン、アクエリオンマーズ、アクエリオンルナに合体可能。
- 複雑な変形合体機構を再現するため、関節部には堅牢な設計が用いられている。
- それぞれ浮遊状態で飾れるスタンドが付属しており、3つのスタンドを組み合わせることで合体状態の保持にも使える。

※SMP ALTERNATIVE DESTINY 勇者エクスカイザー キングエクスカイザー（7200円/9月19日）
1. キングエクスカイザー

- 『勇者エクスカイザー』より。
- プロダクトデザイナーの宮内利尚が2018年に制作したガレージキットをベースに、可動機構などを追加してマスプロダクト化。
- カイザーソード、スタンド用ジョイントが付属。
  - カイザーソードはパース付の刀身パーツが付属する他、両手持ち用の長いグリップパーツも付属する。

※SMP [SHOKUGAN MODELING PROJECT] 勇者特急マイトガイン （2100円/10月24日）
1. ガイン&マイトウイング
2. ロコモライザーA
3. ロコモライザーB

- 『勇者特急マイトガイン』より。
- 2.と3.でロコモライザーが完成。全種でマイトガインに合体可能。
- ガインは列車形態からロボット形態へ一部差し替えで、マイトウイングは列車形態から飛行形態へ差し替えなしで変形可能。
- ロコモライザーは後部に列車形態のガインとマイトウイングを格納可能。
- 動輪剣が付属。

※SMP [SHOKUGAN MODELING PROJECT] ダイデンジン （3000円/12月12日）
1. ダイデンジンA
2. ダイデンジンB

- 『電子戦隊デンジマン』より。
- 全種でダイデンジンが完成。
- 差し替えなしでデンジファイターに変形可能。
- デンジ剣、デンジボール、ダイデンジンブーメラン、交換用バイザーが付属。

※SMP [SHOKUGAN MODELING PROJECT] 百獣合体 ガオナイト（7000円/1月）
1. ガオナイト

- 『百獣戦隊ガオレンジャー』より。プレミアムバンダイ限定販売商品。
- 当時、期間限定で販売されたDX玩具を再現したセットで、ガオコング、ガオイーグル、ガオシャーク、ガオバイソン、ガオタイガー、ガオエレファントが収録される。
- ガオコングは一部新規、ガオエレファントは当時品に合わせてブラックバージョンでの収録。マッスルアンカーも付属。
  - エレファントソードの頭身は必殺技使用時の蛇腹状に伸びた状態のパーツも付属し、節ごとに可動できる。
- ガオキングとも連動し、ガオエレファントを百獣武装が可能。また、設定にはないがガオエレファント自体を腕として装備することもできる。

※SMP [SHOKUGAN MODELING PROJECT] 太陽の勇者ファイバード ドライアス（6300円/2月）
1. ドライアス

- 『太陽の勇者ファイバード』より。プレミアムバンダイ受注限定販売商品。
- デスイーグル、デスタイガー、デスドラゴンが合体してドライアスとドライアスジェットを再現可能。劇中でのファイバードとのサイズ差を再現し、グレートファイバードと同サイズ。
- デスブレード、デスシールドが付属。デスタイガーとデスドラゴンの頭部は分離可能なので、ホラーハーケンを再現可能（別途スタンド必須）。

※SMP ALTERNATIVE DESTINY 『トップをねらえ!』 ガンバスター ∞スーパーイナズマキックセット（6000円/2月）
1. ガンバスター ∞スーパーイナズマキックセット

- 『トップをねらえ!』より。プレミアムバンダイ受注限定販売商品。
- 「SMP ALTERNATIVE DESTINY 『トップをねらえ!』 ガンバスター」に組み合わせることでシーンを再現する拡張パーツセット。
- ∞スーパーイナズマキックやバスターシールド、ダブルバスターコレダーを再現するパーツが付属。
- 第4話を再現するためのRX-7とハンドパーツが付属。

ミニプラ 全界合体シリーズPB ゼンカイオー ブラックジュラガオーン（3500円/3月）
- 『機界戦隊ゼンカイジャー』より。プレミアムバンダイ限定販売商品。ブラックジュランティラノとブラックガオーンライオンがセットになっている。
- 「ジュラガオーン」の整形色を変更、黒と黄色、そしてステイシーザーをイメージした紫にしている。
- 台座は2個付属、これも紫だが、クリアパーツになっている。

※SMP[SHOKUGAN MODELING PROJECT] クラッシュギア BATTLE2（9800円/4月）
1. ガルダフェニックス
2. レイジングブリット
3. ディノファランクス
4. シューティングファントム

- 『激闘!クラッシュギアTURBO』より。プレミアムバンダイ限定販売商品。

※SMP[SHOKUGAN MODELING PROJECT] 勇者王ガオガイガー ファイナル・ガオガイガー（22727円/6月）
1. ファイナル・ガオガイガー
2. 専用スタンド×2

- 『覇界王〜ガオガイガー対ベターマン〜』より。プレミアムバンダイ限定販売商品。
- 『スーパーミニプラ 勇者王ガオガイガー6』のセットにゴルディオン・アーマー、ゴルディオン・フィンガーをセットにした商品。
- ゴルディオン・アーマーは全幅約50cm×全高約30cmのビッグサイズ。本体は既存商品とほぼ同じだが、ガジェットガオーの翼が一部新規造形され、GGGギャザリングマークが追加されている。

※SMP[SHOKUGAN MODELING PROJECT] 蒼き流星SPTレイズナー レイズナー&ザカール V-MAX発動ver.セット（7200円/6月）
1. レイズナー&ザカール V-MAX発動ver.セット

- 『蒼き流星SPTレイズナー』より。プレミアムバンダイ限定販売商品。
- V-MAX発動状態をイメージし、メッキ加工とパール成型色を採用したセット商品。
- ザカールと死鬼隊機用のエンブレムなどをセットにした水転写デカールが付属。

※SMP [SHOKUGAN MODELING PROJECT] 百獣合体 ガオライオン&ガオエレファント（6364円/7月）
1. ガオライオン&ガオエレファント

- 『百獣戦隊ガオレンジャー』より。プレミアムバンダイ限定販売商品。
- 巨大化したガオライオンと劇中カラーのガオエレファントのセット。
- ガオライオンは「百獣合体 ガオキング」のガオライオンの約2.5倍のサイズで各部関節がフル可動。
- ガオエレファントは新規パーツとして劇中の形状を再現した薄刃の刀身パーツが付属する。
- 「百獣合体 ガオキング」のガオシャーク、ガオタイガー、「百獣合体 ガオイカロス」のガオファルコンと組み合わせてガオケンタウロスを再現可能。
- タイトルロゴ入りの専用台座が付属。

ミニプラ 全界合体シリーズPB ドンゼンカイオー（3500円/9月）
1. ドンゼンカイオー

- 『機界戦隊ゼンカイジャー』より。プレミアムバンダイ限定販売商品。「ミニプラ 全界合体シリーズ01」のジュランティラノとエンヤライドン、拡張パーツのセット。
- ジュランティラノはパール成型色に変更。完全新規造形のエンヤライドンと合体し、ドンゼンカイオーを再現可能。
- 拡張パーツは「ミニプラ 全界合体シリーズ01」に付属したものに加え、番組中のバランスに合わせた長いアバターソードが付属。台座パーツは成型色が変更されている。

ミニプラ 全界合体シリーズPB ハカイジュウオー & 勇動 ハカイザー（6000円/9月）
1. ミニプラ・勇動一式

- 『機界戦隊ゼンカイジャー』より。プレミアムバンダイ限定販売商品。 勇動シリーズ準拠のハカイザーとハカイジュウオーのセット。
- ハカイザーはブイメランの着脱を再現し、手持ち用のゼンリョクゼンカイキャノン、強化後のマントパーツを装備することでハカイザー・改も再現可能。
- ハカイジュウオーは各部にマスク彩色を採用している。

※SMP [SHOKUGAN MODELING PROJECT] 百獣合体 ガオゴッド（7000円/9月）
1. ガオゴッド

- 『百獣戦隊ガオレンジャー』より。プレミアムバンダイ限定販売商品。SMP通算100アイテム目となる。
- DX同様、一部新規造形によるガオキングのリカラー・リデコ商品。
- ガオソーシャークは新規造形の肘関節を採用し、「天誅パワーアロー」を構えるシーンを再現可能になっている。
  - 大型化した「見栄え用パワーボウ」とガオソーシャークのノコギリ部分が矢に変形したパーツも付属する。

※SMP [SHOKUGAN MODELING PROJECT] 創聖のアクエリオン 無限拳&オプションパーツセット（5400円/9月）
1. 無限拳&オプションパーツセット

- 『創聖のアクエリオン』より。プレミアムバンダイ限定販売商品。
- アクエリオンに装備できる各種武装のセット。
- ソーラーウイングはルナの腕部と差し替えで再現。手首と差し替えることで劇中の必殺技「無限拳」を再現できるパーツが付属。
  - 無限拳再現パーツは複数同梱され、繋ぎ合わせることで最大約1100mmの長さになる。また、途中の節に軸関節が用意されているため劇中のように直角に曲がったシーンも再現できる。
- ソーラー用の太陽剣、マーズ用の星空剣、ルナ用のルナティックアーチェリー再現パーツが付属。

※SMP ALTERNATIVE DESTINY 勇者エクスカイザー ドラゴンジェット&超巨大合体セット（10909円/9月）
- 『勇者エクスカイザー』より。プレミアムバンダイ限定販売商品。
- 「SMP ALTERNATIVE DESTINY 勇者エクスカイザー キングエクスカイザー」に組み合わせることでグレートエクスカイザーを再現できる拡張パーツセット。
- ガレージキット版には存在しなかったギミックとして、強化パーツを台座に組み込むことでドラゴンジェットを再現可能。スタンド用のジョイントパーツを使うことでキングエクスカイザーを上に乗せることが出来る。
- 付属のフォームアップパーツを使用することで合体シーンを再現可能。エクスカイザーの素顔が露出したマスク割れパーツも付属。
- ドラゴンアーチェリー、超巨大カイザーソードが付属。超巨大カイザーソードはカイザーソード同様にパース付刀身、両手持ち用グリップパーツが付属する。
ミニプラ 暴太郎合体シリーズ02 トラドラゴンジン&オミコシフェニックス（各450円/11月21日）
  1. ドンロボゴクウA
  2. ドンロボゴクウB
  3. ドンロボゴクウC
  4. ドンロボゴクウD
  5. ドンロボボルト
  6. オミコシフェニックスA
  7. オミコシフェニックスB

  - オミコシフェニックスと成形色が金色と同じことから同時収録する関係上か、追加戦士のロボのミニプラの登場は11月と非常に遅い。
  - 1～4でドンロボゴクウが完成。1～5でトラドラゴンジンに合体可能。
  - 6、7でオミコシフェニックスが完成。
    - オミコシフェニックスは大きさの関係上、ドンブラスター（本製品および「なりきりシリーズ」）との合体はオミット。ただし合体直前形態への変型は可能。

  - 「01」のドンオニタイジンとオミコシフェニックスが合体することでゴールドンオニタイジンが、トラドラゴンジンと合体することでトラドラオニタイジンが完成する。
  - ドンオニタイジン・トラドラゴンジン・オミコシフェニックスで、トラドラオニタイジン極への合体が可能。
  - 3には台座、6には椅子・どんぱい・ロボタロウギア「暴太郎極」、7には巨大合体したキジンソード（「一騎桃千ドンブラパラダイス」用）・支柱・ドンブラスターが付属。
    - 支柱は、ドンオニタイジンに巨大キジンソードを持たせた際に支えとして使用する。

  - 合体説明書は3と7に付属。3は「トラドラゴンジンへの合体」と「トラドラオニタイジンへの合体」、7は「ゴールドンオニタイジンへの合体」と「トラドラオニタイジン極への合体」がそれぞれ記載。一部の箱裏には変形説明が記載。

ミニプラ 暴太郎合体シリーズ02 トラドラゴンジン&オミコシフェニックスセット（3150円/11月21日）
  - 上記商品のセット箱。

※SMP [SHOKUGAN MODELING PROJECT] ケルビム兵（5000円/12月）
1. ケルビム兵

- 『創聖のアクエリオン』より。プレミアムバンダイ限定販売商品。
- 一部差し替えでケルビム・リュンヌを再現可能。
- アクエリオンのベクターマーズと合体しケルビム・マーズを再現可能。
- 専用台座が付属。

※ SMP [SHOKUGAN MODELING PROJECT] デンジタイガー（13000円/12月）
1. デンジタイガー

- 『電子戦隊デンジマン』より。プレミアムバンダイ限定販売商品。
- 陸海空の各形態も再現可能。
- クレーンアームの展開を再現。先端はマグネット型とクローハンド型の選択式で装着。
- デンジファイターを格納可能。デンジファイターの発進ギミックを再現。
- オリジナルギミックで機体各部にダイデンジンの付属品並びにデンジタイガーの付属品を収納可能。
- デンジミサイルの発射も再現。

#### 2021年
『機界戦隊ゼンカイジャー』がテレビ放映を中心に展開。前年度までは別系統の半完成品食玩プラキットとして展開されていた「なりきりシリーズ」もミニプラブランドに合流して展開される。
※スーパーミニプラ 忍者戦士 飛影Vol.3（各2300円/1月18日）
1. 零影
2. 爆竜 Aパート
3. 爆竜 Bパート

- 『忍者戦士飛影』より。
- 2と3で爆竜が完成。全種で海魔・爆竜の合体を再現可能。
  - 合体には1に付属する合体形態の飛影を再現した専用パーツ、もしくはVol.1または2の飛影が必要。
- 1には忍者刀（2本）、三叉槍、大型手裏剣、刀の鞘と上記専用パーツが付属。
- 3にはポールアックスが付属。差し替えで先端の伸縮を再現可能。

※スーパーミニプラ GEAR戦士電童 電童&データウェポンセット（5000円/1月25日）
1. 電童&データウェポンセット

- 『GEAR戦士電童』より。放送開始20周年記念商品。
- 電童本体とユニコーンドリル、レオサークルのセット。
- 電童はフルアクション仕様。バイザーの開閉を再現。表情変更用の差し替えパーツ付属。ハイパーデンドーデンチの収納ギミック、ファイナルアタック時のバックパック展開を再現。
- データウェポンアニマルモードとウェポンモードを再現でき、電童に装着可能。下記の凰牙とも互換性あり。
  - ウェポンモードに変形した際に余る胴体パーツは、没設定である「戦闘メカ」に変形するという設定を採用し、独自の可変ギミックを全データウェポンに搭載している。

※スーパーミニプラ GEAR戦士電童 騎士凰牙&データウェポンセット（5000円/1月25日）
1. 騎士GEAR凰牙&データウェポンセット

- 『GEAR戦士電童』より。放送開始20周年記念商品。
- 凰牙本体とバイパーウィップ、ブルホーンのセット。
- 基本的な仕様は上記の電童と同様。敵対時のイメージを重視したバイザーを閉じた状態での見栄え重視頭部が付属。

※スーパーミニプラ GEAR戦士電童（各3000円/1月25日）
1. GEAR戦士電童
2. 騎士GEAR凰牙

- 『GEAR戦士電童』より。放送開始20周年記念商品。
- 電童、凰牙の本体のみの単品版。当初はデータウェポンもアソートに含まれる予定だったが、本体だけが売れてしまってデータウェポンが売れ残ったり、本体のみ欲しいという購買層のことも考慮し、セット版と単品版で展開することとなった。

※スーパーミニプラ 電子合体 バイオロボ（各2500円/2月15日）
1. バイオジェット1
2. バイオジェット2

- 『超電子バイオマン』より。
- 全種でバイオロボに合体可能。
- スーパーメーザー、バイオシールド、塩素系ガス中和剤が付属。

ミニプラ なりきりシリーズ ゼンカイジャーごっこ（各300円/3月15日）
1. ギアトリンガー
2. ゼンカイジュランセット
3. ゼンカイガオーンセット

- 1にはミニゼンカイザーギア、2にはミニゼンカイジュランギアとミニゼンカイマジーヌギア、3にはミニゼンカイガオーンギアとミニゼンカイブルーンギアが付属。
- ミニゼンカイギアはギアトリンガーに装填可能。ギアトリンガーのハンドルを回すとミニゼンカイギアとガトリングが回転する。

ミニプラ 全界合体シリーズ01 ゼンカイオー ジュラガオーン（各360円/3月22日）
1. ゼンカイジュランA
2. ゼンカイジュランB
3. ゼンカイガオーンA
4. ゼンカイガオーンB
5. ジュラガオーン拡張パーツセット

- 1と2でゼンカイジュラン、3と4でゼンカイガオーンが完成。それぞれ機界モード（前者はジュランティラノ、後者はガオーンライオン）へ変形可能。
  - DXと異なり、足とゼンカイオー頭部の分割はオミット。また変形はDXと異なり差し替え式。
- 2にはジュランティラノのディスプレイ用に使用する支柱が付属。
- 1から4でゼンカイオー ジュラガオーンに合体可能。ゼンカイオー頭部は3に付属。なおゼンカイオー ジュラガオーンへの合体も差し替え式。
- 5の拡張パーツを使用することで劇中に近いプロポーションと可動を追加した拡張モードにアップグレードできる。
  - 5の拡張パーツは、つま先パーツ（2ヶ）、胸内部パーツ（2ヶ。ゼンカイジュラン&ゼンカイガオーンの腕と差し替える）、胴体パーツ（1ヶ）からなる。またこれらとは別に、掌パーツ（2ヶ。拳と差し替える）と、ミニプラ史上初の「台座」が付属。台座にはゼンカイオー ジュラガオーンを立たせることが出来る。このほか四隅には拳または掌パーツや支柱パーツを取り付けることが可能。
- 『ゼンカイジャーごっこ』の武器を持たせることが可能。
- 合体説明書は1のみ付属。2のパッケージ裏にはジュランティラノへの変形説明、4のパッケージ裏にはガオーンライオンへの変形説明がそれぞれ記載。5のパッケージ裏には、拡張パーツ・掌パーツ・台座の説明が記載。

ミニプラ 全界合体シリーズ01 ゼンカイオー ジュラガオーンセット（1800円/3月22日）
- 上記商品のセット箱。

ミニプラ 全界合体シリーズ02 ゼンカイオー ブルマジーン（各360円/4月26日）
1. ゼンカイブルーンA
2. ゼンカイブルーンB
3. ゼンカイマジーヌA
4. ゼンカイマジーヌB
5. ブルマジーン拡張パーツセット

- 1と3にはディスプレイ用支柱が付属されているが、「ジュラガオーン」とは異なり、双方ともゼンカイジャー時の腰に装着する。
- 1と2でゼンカイブルーン、3と4でゼンカイマジーヌが完成。それぞれ機界モード（前者はブルーンダンプ、後者はマジンドラゴン）へ変形可能。
- 1から4でゼンカイオー ブルマジーンに合体可能。
- ゼンカイマジーヌと別売り「ジュラガオーン」のゼンカイジュランでゼンカイオー ジュラマジーンに合体可能。またゼンカイブルーンと「ジュラガオーン」のゼンカイガオーンでゼンカイオー ブルガオーンに合体可能（ゼンカイコンビネーション）。
  - 1にはゼンカイオー ブルマジーンの頭部のほか、ゼンカイオー ジュラマジーンの頭部とゼンカイオー ブルガオーンの頭部が付属。合体の時は決められた頭部を使用する。
- 5の拡張パーツは「ジュラガオーン」同様、つま先パーツ（2ヶ）・胸内部パーツ（2ヶ）からなる。また掌パーツ（2ヶ）と台座も付属。
- 合体説明書は2のみ付属で、ゼンカイオー ブルマジーンへの合体説明の他、ゼンカイコンビネーションの説明が記載。2のパッケージ裏にはブルーンダンプへの変形説明、4のパッケージ裏にはマジンドラゴンへの変形説明がそれぞれ記載、5のパッケージ裏には、拡張パーツ・掌パーツ・台座の説明が記載。
  - なお、5のシールには「ジュラガオーン」の拡張パーツに貼るものも用意されている。

ミニプラ 全界合体シリーズ02 ゼンカイオー ブルマジーンセット（1800円/4月26日）
- 上記商品のセット箱。

※スーパーミニプラ 蒼き流星SPTレイズナー Vol.1（各2100円/4月26日）
1. レイズナー
2. ダルジャン
3. ターミネーターポリス

- 『蒼き流星SPTレイズナー』より。
- 各機のコックピット部分はクリアパーツで再現。未塗装の無色クリア版も付属する。
- レイズナーはナックルショットを差し替えで再現。カーフミサイルはエフェクトパーツで発射状態を再現可能。
- ダルジャンはレーザー・バズソーを、ターミネーターポリスはクローの展開状態をそれぞれ再現可能。

※スーパーミニプラ 勇者指令ダグオン2（各1950円/5月17日）
1. ファイヤーエン
2. パワーダグオン A
3. パワーダグオン B

- 『勇者指令ダグオン』より。
- 2と3でパワーダグオンが完成。ファイヤーショベルに変形可能。
  - 既発売のファイヤーダグオンと合体し、スーパーファイヤーダグオンを再現可能。
- ファイヤーエンはファイヤーバードに変形可能。
- 1にはスーパーファイヤーダグオンのスタイル重視頭部、合体再現用のファイヤーエン、ダグファイヤーの固定ポーズフィギュア、ファイヤーエン用ライオソードが付属。
- 2にはパワーダグオンのスタイル重視頭部、ショベルアーム換装パーツ、3にはスーパーファイヤーダグオンのスタイル重視腕部、爪先、スタンドが付属する。

※スーパーミニプラ 無敵ロボ トライダーG7（各1800円/5月24日）
1. トライダーG7 Aパート（頭部&武器）
2. トライダーG7 Bパート（胴体）
3. トライダーG7 Cパート（脚部）

- 『無敵ロボ トライダーG7』より。
- 1の頭部は固定タイプと変形タイプの2種付属。変形タイプはトライダー・ホーク、トライダー・モビル、トライダー・マリン、頭部へ変形可能。
- 全種でトライダーG7が完成。トライダー・イーグル、トライダー・コスミックに変形可能。
- 1にはトライダー・ジャベリン、トライダー・セイバー、固定タイプ頭部用の表情パーツ、手首、ウイングが付属。2にはバード・アタック再現用の胸部パネルが付属。

ミニプラ 全界合体シリーズ03 界賊合体 ツーカイオー（各360円/6月21日）
1. クロコダイオーA
2. クロコダイオーB
3. クロコダイオーC
4. ツーカイカッタナー&ツーカイリッキー

- 4にはツーカイオーカッタナー頭部、ツーカイオーリッキー頭部、カッタナー刀、超力バルカンが付属。カッタナー刀はツーカイカッタナーの背中、超力バルカンはツーカイリッキーの背中に、それぞれ装着が可能。
- 1から3でクロコダイオーが完成。クロスカイオー、クローリングオーに分離可能。
  - クロスカイオーにはツーカイカッタナー、クローリングオーには超力バルカンとツーカイリッキーがそれぞれ必要。
  - クローリングオーはDX版同様、中央下部のパーツを動かすことで、立たせることが可能。
- クロコダイオー・ツーカイカッタナー・ツーカイリッキー・カッタナー刀・超力バルカンを組み合わせることで、ツーカイオーカッタナー・ツーカイオーリッキー・クロコダイバズーカの3形態に合体可能。なお「ツーカイカッタナーまたはツーカイリッキーをクロコダイオーに飲み込ませて合体させる」機能はオミットされたが、機首を広げてツーカイカッタナーかツーカイリッキーを乗せることで、合体中の形態が再現可能。
  - ツーカイオーカッタナーには同頭部が必要。また左腕にはツーカイカッタナーとカッタナー刀を組み合わせて装着し、腰には超力バルカンを装着させる。
    - 右の掌は、「ゼンカイオー ジュラガオーン」か「ゼンカイオー ブルマジーン」に付属されている「右掌パーツ」と交換出来る。

  - ツーカイオーリッキーには同頭部が必要。また右腕にはツーカイリッキーと超力バルカンを合わせて装着し、腰にはカッタナー刀を装着させる。
    - クロコダイオー機首（ツーカイオーリッキー左腕部）はツーカイオー時のバランスの関係上、DX版よりもやや小さめになっているため、腕（ツーカイオーカッタナー右腕部）は拳を外して収納する必要がある。なお分離した拳は腰のカッタナー刀下部か、左肩の空間に装着することで、余剰がなくなる。
- 本製品には台座は付属されていない。
- ツーカイオーカッタナー&ツーカイオーリッキーの合体説明書は1のみ付属。3のパッケージ裏にはクロスカイオー&クローリングオーへの分離、4のパッケージ裏にはクロコダイバズーカへの合体がそれぞれ記載。

ミニプラ 全界合体シリーズ03 界賊合体 ツーカイオーセット（1440円/6月21日）
- 上記商品のセット箱。

ミニプラ 全界合体シリーズSP ゼンカイオー ゼンカイメタリックVor.（400円/7月19日）
1. ゼンカイジュランA
2. ゼンカイジュランB
3. ゼンカイガオーンA
4. ゼンカイガオーンB
5. ジュラガオーン拡張パーツセット
6. ゼンカイブルーンA
7. ゼンカイブルーンB
8. ゼンカイマジーヌA
9. ゼンカイマジーヌA
10. ブルマジーン拡張パーツセット

- 「ゼンカイオー ジュラガオーン」と「ゼンカイオー ブルマジーン」をメタリックカラーで成形。

※SMP [SHOKUGAN MODELING PROJECT] タイムボカンシリーズ 逆転イッパツマン 逆転王（各2000円/7月19日）
1. 逆転王Aパート
2. 逆転王Bパート

- 『逆転イッパツマン』より。
- 1と2で逆転王が完成。弾丸ヘッド号は分離可能で、胴体と合体するシーンを再現可能。
- 胴体は変形可能だが、トッキュウザウルスを再現できるのは後述のセット版のみ。
- 正義刀、逆転シールドが付属。
- 本商品よりブランド名を『SMP [SHOKUGAN MODELING PROJECT] 』に変更して展開される。

※SMP [SHOKUGAN MODELING PROJECT] タイムボカンシリーズ 逆転イッパツマン トッキュウザウルスセット（6350円/7月19日）
1. トッキュウザウルスセット

- 上記商品とリリーフドン、カーゴユニット、卵型コンテナ、魔伸棒、噴射炎エフェクトをセットにした商品。
- 変形した胴体とリリーフドンでトッキュウザウルスに変形可能。
- 魔伸棒はロッド形態とムチ形態の2種類が付属。

※SMP [SHOKUGAN MODELING PROJECT] 百獣合体ガオキング（各1650円/7月26日）
1. ガオライオン&ガオイーグル
2. ガオシャーク&ガオタイガー
3. ガオバイソン

- 『百獣戦隊ガオレンジャー』より。放送開始20周年記念商品。開発は当時の「ミニプラ ガオキング」の開発者が行っている[6]。
- 全種でガオキングに合体可能。また、DX玩具に存在したタンクモードや合体直前のライズアップも再現可能。
- 頭部の冠（ガオイーグルの尾）を回転させると顔が咆哮フェイスに変化するギミックを搭載。
- フィンブレードはスタイル重視版も付属。設定通りガオシャークの尾もそのまま使用可能。

ミニプラ 全界合体シリーズ04 ゼンカイジュウオー（各360円/8月30日）
1. スーパーゼンカイザーA
2. スーパーゼンカイザーB
3. スーパーゼンカイザーC
4. スーパーツーカイザーSD & 武器パーツセット

- 1には胸内部パーツが付属。このパーツはスーパーゼンカイオージュランやスーパーゼンカイオーブルーン合体の際、変形したスーパーゼンカイザーの胸部に取り付ける。使用せずとも合体可能で、この時は左半身側もスタイル重視タイプにすることで胸板を薄くすることが可能[7]。
- 4にはゼンカイテンランス、スーパーゼンカイオージュラン頭部、スーパーゼンカイオーブルーン頭部、ツーカイオーカッタナー胸部パーツが付属。
  - ツーカイオーカッタナー胸部パーツは、通常胸部パーツの「炎」パーツをゼンカイテンランスに取り付けた際、変形したスーパーツーカイザーSD胴体部を合体させるために必要となる。
- 1から3でスーパーゼンカイザーが完成。全種でゼンカイジュウオーに合体可能。双方とも両腕のミサイル発射ギミックはオミット。なお、ゼンカイテンランスは専用ジョイントで接続するが、DX同様レール接続も可能な設計になっている[7]。
- シリーズ01から03連動し、それぞれスーパーゼンカイオージュラン、スーパーゼンカイオーブルーン、スーパーツーカイオーを再現可能。
  - スーパーゼンカイザー・ゼンカイジュラン&胸内部パーツ・スーパーゼンカイオージュラン頭部でスーパーゼンカイオージュランに合体可能。
  - スーパーゼンカイザー・ゼンカイブルーン・スーパーゼンカイオーブルーン頭部でスーパーゼンカイオーブルーンに合体可能。
  - ツーカイオーカッタナー&胸部パーツ・スーパーツーカイザーでスーパーツーカイオーに合体可能。右腕にはゼンカイテンランス（スーパーゼンカイザー胸部パーツと「炎」パーツを装着）を持たせられる。
- ゼンカイジュウドリルに関しては記載されていないが、公式ブログで変形可能であることが紹介されている[7]。
- 合体説明書は3のみ付属、スーパーゼンカイオージュラン・スーパーゼンカイオーブルーン・スーパーツーカイオーの説明が記載されている。ゼンカイジュウオーの合体説明は2のパッケージ裏に記載。
  - 説明書ではスーパー合体時にスーパーゼンカイザーの背中側になる太腿パーツを分離することで変形後も足の可動ができるよう記載されているが、公式ブログでは他にも背中側になる肘を分離しておくことで肘の可動を、シリーズ01、02に付属する胸内部パーツを使うことで胴体ロールが可能で、合体後もフルアクション仕様に出来ることが公開されている[7]。

※SMP [SHOKUGAN MODELING PROJECT] 蒼き流星SPTレイズナー Vol.2（各2100円/9月20日）
1. ザカール
2. エルダール
3. ダンコフ

- 『蒼き流星SPTレイズナー』より。
- エルダールのスネークドリルは5種類付属し、様々なポージングに対応。
- ダンコフには浮遊機雷放出装置、パワーナックルが付属。パワーナックルは装着可能な物と収納用の見栄え重視の2種類が付属する。

※SMP [SHOKUGAN MODELING PROJECT] 太陽の勇者ファイバード（各1800円/9月27日）
1. ファイアージェットA
2. ファイアージェットB
3. フレイムブレスター＆アンドロイド

- 『太陽の勇者ファイバード』より。
- 1と2でファイアージェットが完成。3に付属する合体用アンドロイドと組み合わせることでファイバードに変形、フレイムブレスターを使用して武装合体ファイバードを再現可能。
  - ダイナバスター、フレアミサイル、フレイムキャノンが展開可能。武装合体時の胸部アーマーは上下に回転することで干渉を避けられる。
- 3はアンドロイド（火鳥勇太郎）フルアクションバージョンとフレイムブレスターに加え、上記の合体用アンドロイドとスタイル重視頭部、フレイムソード、必殺技エフェクトが付属。
  - 合体用アンドロイドはDX同様の合体ギミックを採用しているが、本体と背中パーツで色を分けるのが難しかったため、黄色と白の2色が付属する。

※SMP ALTERNATIVE DESTINY 『トップをねらえ！』 ガンバスター（7500円/11月15日）
1. ガンバスター

- 『トップをねらえ!』より。
- 「もう一つのストーリー（運命）を紡ぎ出す」をブランドコンセプトにしたSMP ALTERNATIVE DESTINY第一弾。企画・造形は宮内利尚が担当している。
- スタイリッシュなデザインアレンジを施すと同時に引き出し関節などで可動範囲と自然な造形を両立している。バスターマシンには分離しない。

ミニプラ 全界合体シリーズ05 ゼンリョクイーグル（400円/11月8日）
1. ゼンリョクイーグルA
2. ゼンリョクイーグルB
3. ゼンリョクイーグルC
4. ゼンリョクイーグルD

- 3にはジョイントパーツと台座が付属、また台座にゼンリョクイーグルを搭載するための支柱パーツが2本付属。
  - ジョイントパーツはゼンリョクゼンカイオー合体時、ジュランソード・ジュランシールド・ガオーンクロ―・マジーヌスティック・ブルーンピッカーの5武器を、ゼンリョクゼンカイソードに合体させるために必要なパーツ。
- 全種でゼンリョクイーグルが完成。ゼンリョクゼンカイキャノンに変形可能。
- ゼンリョクイーグルと、ゼンカイジュラン・ゼンカイガオーン・ゼンカイブルーン・ゼンカイマジーヌで、ゼンリョクゼンカイオーに合体可能。胸のギアは手で回せる。
  - パッケージ裏には、ゼンカイジュランら4体は「ゼンカイメタリックVer.」版が映されているが、「ジュラガオーン」・「ブルマジーン」でも合体は可能。
- 合体説明書は1に付属。2にはゼンリョクゼンカイキャノンへの変形が記載。
  - 説明書には、ゼンカイジュランとゼンカイガオーンは単体からの変形が記載されているが、ゼンカイマジーヌとゼンカイブルーンはゼンカイオー ブルマジーンからの変形が記載されている。

※SMP[SHOKUGAN MODELING PROJECT] クラッシュギア BATTLE1（各2200円/12月）
1. ガルダイーグル
2. 鎧輝

- 『激闘!クラッシュギアTURBO』より。
- アニメ劇中のデザインを再現したディスプレイモデル。
- 動力は造形があるだけで当時の玩具のように走行させることは出来ないが、内部に搭載された歯車によりホイールの回転に合わせてウェポンが動作するギミックを再現。

※SMP[SHOKUGAN MODELING PROJECT]クラッシュギアBATTLE1-EX1 ガルダイーグル&レイジングブル&シューティングミラージュセット（6600円/12月）
1. ガルダイーグル&レイジングブル&シューティングミラージュセット

- 『激闘!クラッシュギアTURBO』より。
- 主人公と仲間の機体セット。

※SMP[SHOKUGAN MODELING PROJECT]クラッシュギアBATTLE1-EX2 鎧輝&ディノスパルタン&轟月セット（6600円/12月）
1. 鎧輝&ディノスパルタン&轟月

- 『激闘!クラッシュギアTURBO』より。
- ライバルの機体セット。

※スーパーミニプラ GEAR戦士電童 フルアーマー電童オプションパーツ&ガトリングボア&ドラゴンフレアセット（5400円/1月）
1. FA電童オプションパーツ&データウェポン2体セット

- 『GEAR戦士電童』より。プレミアムバンダイ受注限定販売商品。
- オプションパーツ一式と別売の電童本体を組み合わせることでフルアーマー電童を再現可能。また、各種武装を構えるための新規手首パーツが付属する。
  - デンドーゴーガンは収納状態と展開状態の2種類が付属。矢も収納用と構え用の2種類が付属し、収納用は矢筒に入れられる。
  - 超電童ヨーヨーは腰からはずして組み替えることで刃を展開可能。別売の『スーパーミニプラ 超電磁ロボ コン・バトラーV』に付属する超電磁ヨーヨーエフェクトパーツを使って射出状態を再現可能。
- ガトリングボア、ドラゴンフレアは他のデータウェポン同様、組み替えて電童および凰牙に装備可能。
  - 設定通り全データウェポンの同時装備も可能となっており、DVD第13巻のジャケットで描かれた左腕にバイパーウィップとブルホーンを同時装備するためのパーツも付属する。

ミニプラ 特空機1号セブンガー（3200円/2月）
1. 特空機1号セブンガー

- 『ウルトラマンZ』より。プレミアムバンダイ受注限定販売商品。
- 一部彩色済み。表情変更パーツ2種、差し替え手首（平手、右指さし手）が付属。また、格納庫をイメージした台紙が付属する。
  - 平手には可動軸が入っており、前腕は分離して硬芯鉄拳弾を再現可能。

※スーパーミニプラ バイオドラゴン（10000円/2月）
1. バイオドラゴン

- 『超電子バイオマン』より。プレミアムバンダイ受注限定販売商品。
- 空母形態への変形を再現。バイオジェット1号、2号を格納可能。
- 着陸脚の展開ギミックを再現。左前方の着陸脚にはバイオマンが乗り込む際のエスカレーター展開ギミックを搭載。
- DX版と同様の車輪が付いているが、取り外すことで劇中準拠のスタイルを再現可能。
- オリジナルギミックで機体各部にバイオロボの付属品を収納可能。また、必殺技をイメージしたクリアブルー成型のスーパーメーザーが付属する。

※スーパーミニプラ GEAR戦士電童 超獣王 輝刃（4000円/4月）
1. 超獣王 輝刃

- 『GEAR戦士電童』より。プレミアムバンダイ受注限定販売商品。
- キバストライカー、キバブレイカー、キバスピナーへの4段変形を再現。キバストライカー、キバブレイカーは電童と凰牙に装備可能。
  - 変形に際し、シールが剥がれることを懸念してカラーリングは成型色と塗装で再現される。足首、後ろ脚のウイング以外は差し替えなしの完全変形となる。

※スーパーミニプラ バルジオン（5000円/4月）
1. バルジオン

- 『超電子バイオマン』より。プレミアムバンダイ受注限定販売商品。
- マスプロダクト商品としては初のフルアクション仕様。設定画と劇中のスーツから割り出したスタイルで造形、資料の存在しない背面は映像を元に造形されている。
- バルジオンメーザー、シールドが付属。

※スーパーミニプラ 勇者指令ダグオン ライアン&ガンキッド（5400円/5月）
1. ライアン&ガンキッド

- 『勇者指令ダグオン』より。プレミアムバンダイ受注限定販売商品。
- ライアンはライオソードに変形。ファイヤーダグオン、パワーダグオンに持たせるライオソードも別途付属。手持ち用ライオソードは刀身を差し替えることで通常状態とパース付状態を再現可能。
- ガンキッドはキッドファイター、キッドタンク、無限砲に変形。無限砲はファイヤーダグオン、パワーダグオンに装備可能。ファイヤーダグオン用の合体ジョイントも付属。

※スーパーミニプラ 無敵ロボ トライダーG7 トライダー・シャトル＆トライダー・ニューシャトルセット（11800円/5月）
1. トライダー・シャトル＆トライダー・ニューシャトル

- 『無敵ロボ トライダーG7』より。プレミアムバンダイ受注限定販売商品。
- クローラーパーツが付属し、トライダーG7と合体することで、トライダー・ビーグル、トライダー・フォートレス、トライダー・ニューフォートレスを再現可能。
- クローラーはシャトル内部に搭載可能。
- ニューシャトルは側面のグリップを展開することで第39話でのトライダーがぶら下がるシーンを再現可能な新ギミックが追加。
- トライダー・ビーム・キャノン、ビーグル用手首、グライダーモード用パーツ、フォートレス用パーツが付属。

※スーパーミニプラ GEAR戦士電童 フェニックスエール＆アカツキの大太刀セット（4527円/6月）
1. フェニックスエール＆アカツキの大太刀セット

- 『GEAR戦士電童』より。プレミアムバンダイ受注限定販売商品。
- フェニックスエール、アカツキの大太刀ともにマスプロダクトで立体商品化されるのはこれが初。
- フェニックスエールは40×25センチメートルの大型サイズ。このため専用スタンドで固定されている。アクションポーズ用の翼の可動やファイナルアタック用に翼を下げた状態も再現可能。
- 凰牙のフェニックスエール状態を再現できる刀「海鎚」「雲噛」も付属。収納状態も別パーツで再現。
- アカツキの大太刀は約30センチメートルの長さで再現。刀身はクリアパーツで、見た目を尊重して超音波接着技術を用いて勘合ピンは最小限に抑えられている。
- 電童、凰牙用の武器持ち手首パーツが付属。

※SMP [SHOKUGAN MODELING PROJECT] 百獣合体 ガオマッスル/ガオライノス&ガオマジロ（7500円/9月）
1. ガオマッスル/ガオライノス&ガオマジロ

- 『百獣戦隊ガオレンジャー』より。プレミアムバンダイ限定販売商品。
- ガオゴリラ、ガオベアー、ガオポーラー、ガオライノス、ガオマジロのセット。
- ガオイーグルとガオバイソンが合体した形状固定下半身パーツが付属し、本商品のみでガオマッスル、ガオマッスルストライカーに合体可能。後者への合体時は腹部カバーパーツを使用する。
  - 「ガオキング」とも連動し、ガオキング付属のガオイーグル、ガオバイソンを使用することでフル可動のガオマッスルが完成。ガオキングダブルナックル、ガオキングストライカーへの合体も再現可能。
- DXではむき出しになっていたガオゴリラの合体用フレームは内部に収納出来るようアップデートされている。ガオベアー、ガオポーラーは砲門展開ギミックを再現。ガオマジロはガオライノスの上に乗せられる他、丸まらせることが可能。
- ガオゴリラ用のバナナボム再現パーツ、金属チェーンを使用したマッスルアンカーが付属。

※SMP [SHOKUGAN MODELING PROJECT]蒼き流星SPTレイズナー　レイズナー（設定画ver.）&バックパックセット（7500円/11月）
1. レイズナー（設定画Ver.） & バックパックセット

- 『蒼き流星SPTレイズナー』より。プレミアムバンダイ限定販売商品。
- 頭部を始め各部に新規パーツを使用し、大河原邦男氏の設定画のスタイルを再現。パッケージは大河原邦男氏による描きおろしとなる。
- ウイング・ユニット、グレネードランチャー、フレームランチャーの3種類のバックパックが付属し、換装可能。
  - フレームランチャーは「レイズナー Vol.2」のエルダールと互換性あり。

※SMP [SHOKUGAN MODELING PROJECT] GEAR戦士電童 セルファイター/セルブースター&セルブースターバルハラセット（7500円/10月）
1. セルファイター/セルブースター&セルブースターバルハラ

- 『GEAR戦士電童』より。プレミアムバンダイ受注限定販売商品。
- セルファイターから左右エンジン部を外して組み替えることでセルブースターへの換装を再現。ミサイルランチャー、ランディングギアの展開、ハイパーデンドーデンチの分離を再現。
  - ハイパーデンドーデンチには噴射炎エフェクトが付属。別売りの電童、凰牙にセットすることが可能。
- セルブースターバルハラの大口径ロングレンジビームキャノンは底部のパーツを引くことで展開を再現。
  - バルハラ用のエンジンポッドが付属し、組み替えることで劇中未登場のセルファイター2号機を再現可能。
- 同サイズのベガ&ワルキューレが付属。セルファイターへの格納シーンを再現するためのパーツが付属する。
- 特典として購入者全員にキャラクターデザインの久行宏和氏による描きおろし複製イラスト色紙がプレゼントされる。

ミニプラ 全界合体シリーズPB バトルシーザーロボ（3200円/12月）
- プレミアムバンダイ受注限定販売商品。
- フェイスパーツや胸部の赤いラインは塗装。足首の引き出しギミックや爪先の可動などを盛り込んでいる。
- 頭部を交換することでバトルシーザーロボ2世を再現可能。
- 暗黒剣、ステイシールド、ソードシーザーが付属。

#### 2020年
『魔進戦隊キラメイジャー』がテレビ放映を中心に展開。
※スーパーミニプラ 青の騎士ベルゼルガ物語 Vol.2（各2300円/1月27日）
1. ゼルベリオス
2. ベルゼルガ（スーパーエクスキュージョン）
3. ホイールドッグ

- 『装甲騎兵ボトムズ』の外伝的作品『青の騎士ベルゼルガ物語』より。

※太陽合体 世界のスーパーミニプラ サンバルカン（各2600円/2月10日）
1. コズモバルカン
2. ブルバルカン

- 『太陽戦隊サンバルカン』より。
- 全種でサンバルカンロボに合体可能。
- 太陽剣、バルシールド、バルトンファ、バルハンドが付属。バルハンドはブルバルカンのクレーン部分に装着可能。

ミニプラ 魔進合体シリーズ01 キラメイジン（各360円/3月23日）
1. 魔進ファイヤA
2. 魔進ファイヤB
3. 魔進ファイヤC
4. 魔進マッハ&魔進ショベロー
5. 魔進ジェッタ
6. 魔進ヘリコ

- 1から3で魔進ファイヤが完成。
- 全キラメイ魔進はキラメイストーンモードから魔進モードへ変形が可能（ドリジャン付属のシルバーキラメイストーンは除く）。
- 1から4でランドメイジ、5と6でスカイメイジ、全種でキラメイジンに合体。合体説明書は2に付属する。
  - ランドメイジ、キラメイジンの頭部は前作リュウソウジャーシリーズに引き続き別パーツで再現。設定通り魔進マッハにも頭部が格納されているがシールが極小になってしまうためシルバー一色となっている[8]。
  - 股関節を移動、両腿の側面パーツを腰に収納されたボールジョイントに付け替え、ソール部分を収納されたジョイントに付け替えることで足の可動域を広げることが可能[8]。
  - 魔進ヘリコのスキッドを外して合体することでより密着した状態にできるといったスタイリング優先のギミックも用意されている[8]。
- 各キラメイ魔進は色味を厳選したクリアパーツとホログラム模様入りの銀シールで作品コンセプトを再現する[8]。

ミニプラ 魔進合体シリーズ01 キラメイジンセット（2160円/3月23日）
1. キラメイジン

- 上記商品の全種セット箱。

※スーパーミニプラ 忍者戦士 飛影Vol.1（各2100円/4月27日）
1. 飛影
2. 黒獅子 Aパート
3. 黒獅子 Bパート

- 『忍者戦士飛影』より。シリーズ第1弾で、他の2体やライバル機の零影も予定されている。
- 飛影は設定画を再現しつつ現在の目線でアップデートされており、プロポーションと可動、変形を両立。
- 黒獅子は飛影とのサイズ差を再現するため、スーパーミニプラとしてはイデオンのソル・コンバー以来の分割商品となる。
- 全種で獣魔・黒獅子に合体可能。それぞれの手首と飛影はリアアーマー、黒獅子は頭部周辺をはずすのみ。また、変形した飛影の形状を固定するための固定パーツも付属する。
- バトルショットブレード一式、マキビシランチャー差し替えパーツ、ビームカタナ、忍者刀、ガトリングガンが付属。
  - バトルショットブレードは柄側から小刀を展開した状態との2種、鞘も背負い用とビームガン形態の2種が付属する。忍者刀は劇中でスケルトンから奪ったシーンを再現可能で、獣魔・黒獅子に咥えさせることが可能。ガトリングガンはセンサーの展開を再現。

ミニプラ 魔進合体シリーズ02 キングエクスプレス（各360円/5月4日）
1. 魔進ジョーキーA
2. 魔進ジョーキーB
3. 魔進ジョーキーC
4. 魔進ジョーキーD
5. 魔進エクスプレスA
6. 魔進エクスプレスB

- 1から4で魔進ジョーキーが完成。スモッグジョーキーに変形が可能。
  - スモッグジョーキーは足を上に差し替えることで、足の可動域を広げることができる。なお足を差し替える時は、腕を一旦外してから行う。
- 5と6で魔進エクスプレスが完成。
  - 魔進エクスプレスはDX同様、大きさの関係上、キラメイジンエクスプレスへの合体はオミット。
- 5にはキングエクスプレスの頭部パーツが付属。
  - 設定どおり魔進エクスプレスにも頭部が格納されているが、シールが極小になってしまうため白一色となる。
- スモッグジョーキーと魔進エクスプレス（および頭部パーツ）でキングエクスプレスに合体が可能。
  - 魔進ジョーキーと魔進エクスプレスで魔進ジョーキーエクスプレスに連結が可能。
  - キングエクスプレスは股関節パーツを移動し、両腿側面パーツを上に差し替え、さらにつま先パーツを差し替えることで、足の可動域が広げられる（アクションモード）。

ミニプラ 魔進合体シリーズ02 キングエクスプレスセット（2160円/5月4日）
1. キングエクスプレス

- 上記商品の全種セット箱。

※スーパーミニプラ 青の騎士ベルゼルガ物語 Vol.3（各2500円/6月1日）
1. テスタロッサ
2. ウォリアー1
3. カラミティドッグ（グリーンVer.）

- 『青の騎士ベルゼルガ物語』より。

ミニプラ 魔進合体シリーズSP キラメイジン グリスターインジェクションVer.（各400円/6月15日）
1. 魔進ファイヤA
2. 魔進ファイヤB
3. 魔進ファイヤC
4. 魔進マッハ&魔進ショベロー
5. 魔進ジェッタ
6. 魔進ヘリコ

- 『ミニプラ 魔進合体シリーズ01 キラメイジン』の成型色をメタリックカラー化したスペシャル弾。
- ランドメイジとキラメイジンのフェイスパーツが新規造形で塗装済みとなっている。

※スーパーミニプラ 緊急合体 ビクトリーロボ（各1000円/7月6日）
1. レッドラダー
2. ブルースローワー
3. グリーンホバー
4. イエローアーマー
5. ピンクエイダー

- 『救急戦隊ゴーゴーファイブ』より。
- 全種でビクトリーロボに合体可能。
- 撮影で使用されたミニチュアのイメージを尊重し、密度の高い造形が行われている。
- レッドラダーは差し替えでラダーアームを展開可能、イエローアーマーの後部バケット展開、ピンクエイダーの後部ハッチ展開を再現。
- 劇中の合体シーンを再現するグリーンホバーでレッドラダーやブルースローワーを吊り上げるためのワイヤーパーツが付属。
- ブレイバーソードが付属。

ミニプラ 魔進合体シリーズ03 ギガントドリラー（各360円/7月20日）
1. 魔進ドリジャンA
2. 魔進ドリジャンB
3. 魔進ドリジャンC
4. 魔進ドリジャンD
5. 魔進ドリジャンE
6. 魔進ドリジャンF&オプションパーツ

- 1にはギガントドリラー頭部パーツ・アクションモード用と、シルバーキラメイストーンが付属。
- 全種（頭部パーツとオプションパーツは除く）で魔進ドリジャンが完成。ギガントドリラーに変形が可能。
  - ドリルは手で回転させることが可能。なおDXのような、ドリジャン機体を動かしてドリルを回転させるギミックはオミット。
  - ドリジャンの大アーム（ギガントドリラー左腕）先端には、キラメイストーン（グリーン・イエロー・ブルー・ピンク）を持たせることが可能。またドリジャン本体の空間部（ギガントドリラー頭部）には、キラメイストーン（先述の4体）を収納できる。
  - ギガントドリラー胸部のパーツをフェイスガードにするには、顔面右部のパーツの作動ギミックがオミットされたため、手動となる。ただし右腕のドリルを顔面右部に付けることで、変形途中の形態が再現可能。
  - ギガントドリラー頭部はアクションモード用に差し替えることで、頭部が回転できる。
  - ギガントドリラー右肩には、ショベローを武装することが可能。
- 6に付属のオプションパーツはスモッグジョーキーの両脚で、「キングエクスプレス」（およびセット）にはなかった足甲が付いている。差し替えることで、スモッグジョーキーの安定感が増す。なお差し替えた状態で魔進ジョーキーへの変形や、キングエクスプレスへの合体はできない。
- 合体説明書は2のみ。
- 4と5のランナー番号が製作ミスで入れ替わっているため、双方のパッケージ裏の組み立て説明に合わせて記載されている。

ミニプラ 魔進合体シリーズ03 ギガントドリラーセット（2160円/7月20日）
1. ギガントドリラー

- 上記商品の全種セット箱。

※スーパーミニプラ 忍者戦士 飛影Vol.2（各2100円/8月10日）
1. 飛影
2. 鳳雷鷹 Aパート
3. 鳳雷鷹 Bパート

- 『忍者戦士飛影』より。シリーズ第2弾。
- 2と3で鳳雷鷹が完成。全種で空魔・鳳雷鷹の合体を再現可能。
- 飛影は付属武器をサンダーアローガンに変更。サンダーアローガンはライフルとシールドに分離可能。
- 鳳雷鷹の武器はグリップパーツを差し替えることで長剣と大輪剣を再現可能。長剣は設定通り折りたためる。

ミニプラ 魔進合体シリーズ04 キラメイウエポン（各360円/8月17日）
1. 魔進ローランド
2. 魔進リフトン
3. 魔進キャリー
4. 魔進ダストン
5. 魔進マゼラン

- 全種ともクリアパーツの比重は高く、4・5に至ってはオールクリアパーツになっている。
- 全種ともキラメイストーンから魔進モード、そしてキラメイウエポンモードに変形が可能。
- キラメイウエポンはキラメイジン（またはランドメイジ）やギガントドリラーに武装が可能。
  - パッケージには記載されていないが、DX同様、キングエクスプレスの左腕にも武装が可能。
- 全種にはキラメイジン（またはランドメイジ）左腕武装用補助パーツ（イエローパーツ）が付属、また2にはウエポン変型後の大型フォークパーツが付属。
  - 補助パーツはショベローのジョイントパーツと差し替えてから武装合体することで、武装させたキラメイウエポンをしっかり支えることが可能。

※スーパーミニプラ スパイダーマン レオパルドン（4500円/8月31日）
1. レオパルドン

- 『スパイダーマン 東映テレビシリーズ』より。
- マーベラーからレオパルドンへ変形。スパイダーマシンGP7の格納を再現。変形は手首のみ差し替えだが、手首は脚部カバー裏側に取り付けておくことができる。
- ソードビッカー、スパイダープロテクター、スパイダーマシンGP7格納シーン、ソードビッカー投擲シーン、アークターン・アームロケット発射シーン再現用の各種エフェクトパーツ、専用台座付属。
- 台座には各付属品を収納可能。

※スーパーミニプラ 青の騎士ベルゼルガ物語 Vol.4（各2500円/9月14日）
1. レグジオネータ
2. ファニーデビル
3. カラミティドッグ（レッドVer.）

- 『青の騎士ベルゼルガ物語』より。

ミニプラ 魔進合体シリーズ05 キングエクスプレスザビューン（各360円/10月12日）
1. 魔進ザビューンA
2. 魔進ザビューンB
3. 魔進ザビューンC
4. 魔進ザビューンD
5. 魔進エクスプレスA
6. 魔進エクスプレスB

- 1にはキングエクスプレスザビューンの頭部パーツが付属。2には「キラメイウエポン」と同形の「左腕武装用補助パーツ」が付属。
- 5と6は「キングエクスプレス」の再発売版だが、成形色が変更されている。
- 1から4で魔進ザビューンが完成。
- ザビューンは「銃&スクリュー砲モード」（ザビューンマグナム）・「バズーカー武装モード」・「槍武装モード」にそれぞれ変形し、ランドメイジに武装合体が可能。
  - 映像同様キラメイジンにも武装可能だが、DX版と同じく胸エンブレム（ヘリコのローターと後半分）が邪魔になるため、前向きにはできない。
  - 左腕に武装合体（主にバズーカーや槍）する時には、「左腕武装用補助パーツ」をショベローの1パーツと差し替えてから合体させる。
- 全種でキングエクスプレスザビューンに合体可能。
  - エクスプレスは「キングエクスプレス」版でも可能。
  - キングエクスプレス同様「アクションモード」へ変形が可能。なおキングエクスプレスザビューンの頭部は、通常は1付属の頭部パーツに差し替えるが、アクションモードの時は、エクスプレスに格納されている「白色頭部」に、ザビューン後部に装備されている「ヘッドギアパーツ」を装着させる。
- 合体説明書は2に付属。

ミニプラ 魔進合体シリーズEX グレイトフルフェニックス（各500円/11月16日）
1. 魔進ハコブーA
2. 魔進ハコブーB
3. 魔進ハコブーC
4. 魔進ハコブーD
5. 魔進オラディン

- 1と2には補助パーツ、5にはグレイトフルフェニックスの頭部パーツが付属。
- 1から4で魔進ハコブーが完成。DX版と同様、カーゴモードに変形して「キラメイジン」の各キラメイ魔進を搭載可能。
  - 搭載合体の際には、1の補助パーツをファイヤの先端底部、2の補助パーツをジェッタの後方に装着させる。
- 全種でグレイトフルフェニックスに合体可能。
  - オラディン合体時、DX版に見られた「オラディン頭部に両脇のパーツが合体してグレイトフルフェニックスのヘッドギアとなる」ギミックはオミットされ、手動となる。
- 合体説明書は無し。2のパッケージ裏には「ハコブーの合体準備状態への変形」、3には「ハコブーのキラメイストーン変形」、4には「ハコブーのカーゴモードへの変形&搭載」、5には「オラディンのキラメイストーン変形」と「グレイトフルフェニックスへの変形合体&アクションモードへの変形」がそれぞれ記載されている。

※スーパーミニプラ 勇者指令ダグオン（各1800円/11月）
1. ファイヤーストラトス&ファイヤーラダー&ファイヤーレスキュー
2. ファイヤージャンボ A
3. ファイヤージャンボ B

- 『勇者指令ダグオン』より。
- 2と3でファイヤージャンボが完成。全種でファイヤーダグオンに合体可能。
- ファイヤーストラトスはダグファイヤーへの変形を再現したフルアクションモデルとファイヤーダグオンとの合体を再現する非変形合体モデルの2種セット。
- ファイヤーラダー、ファイヤーレスキューはファイヤージャンボに格納可能。
- 見栄え重視頭部、ファイヤーブラスター、ファイヤーブレード差し替えパーツ、差し替え手首が付属。
- ファイヤージャンボのファイヤーベースへの変形はオミットされているが、それに近い変形を行うことは可能。

※スーパーミニプラ 勇者王ガオガイガー ガオガイゴー（6500円/1月）
1. 覚醒人凱号（ガイゴー）
2. ステルスガオーII
3. ライナーガオーII
4. ドリルガオーII
5. ガトリングドライバー

- 『勇者王ガオガイガーFINAL』より。プレミアムバンダイ受注限定販売商品。
- 覚醒人凱号はアクセプトモードからアクティブモードへ変形、全機でガオガイゴーに合体可能。
- 覚醒人凱号はテレビ版『勇者王ガオガイガー FINAL GRAND GLORIOUS GATHERING』のDVD-BOX特典だった「PROJECT Z」版のため、GGGマークは緑で『覇界王〜ガオガイガー対ベターマン〜』のGGGブルー版ではない。
- 凱号以外のアイテムは既発売の物の金型を流用しているため、既発売の商品でも合体可能。
  - ガオガイゴー頭部は新規造形で顎の長さや色味が変更されている。ガイゴー形態用の見栄え重視頭部も付属。

※スーパーミニプラ 勇者王ガオガイガー 天竜神（6500円/1月）
1. 天竜神
2. 光竜（ビークル形態/ロボット形態）
3. 闇竜（ビークル形態/ロボット形態）

- 『勇者王ガオガイガーFINAL』より。プレミアムバンダイ受注限定販売商品。
- 女性型のプロポーションを再現するため各形態を独立させており、合体ギミックはない。
- ダブル・リム・オングルのエフェクトパーツが付属。

※スーパーミニプラ バイカンフー（8000円/2月）
1. ロムストール&ケンリュウ&バイカンフー

- 『マシンロボ クロノスの大逆襲』より。プレミアムバンダイ受注限定販売商品。1986年の「ミニプラ マシンロボパイルフォーメイション」の以来の商品化となる。
- マトリョーシカ式の合体システム「パイルフォーメイション」を完全再現。
  - ケンリュウ、バイカンフーの各パーツは裏側からジョイントで接続されており最低限の可動が可能だが、付属のアクションフレームを使用することで広い可動範囲を確保できる。
- 原作の作画による変化を再現するため形状の異なる頭部アンテナ・肩・膝パーツがそれぞれ付属。
- 剣狼と流星（大・小）、天空真剣極意・二刀一刃（運命両断剣・ツインブレード）、パイルガード、拳法アクションを再現する手首が各形態ごとに付属。ロムの差し替え頭部2種も付属する。
  - 流星は原作ではロム形態でのみ使用したが、『スーパーロボット大戦MX』での活躍で知名度が上がったことを考慮して、バイカンフーサイズのものも付属する。

※スーパーミニプラ ビッグスケール ジャガーバルカン（11000円/2月）
1. ジャガーバルカン

- 『太陽戦隊サンバルカン』より。プレミアムバンダイ受注限定販売商品。
- 全長24cm、全高16cm（展開時、高さ25cm、横幅40cm）の大型商品。コズモバルカン、ブルバルカンを格納可能。

※スーパーミニプラ 超獣機神ダンクーガ ブラックカラーVer.（10400円/3月）
1. ダンクーガ ブラックカラーVer.

- 『超獣機神ダンクーガ』より。プレミアムバンダイ受注限定販売商品。
- 既発売のダンクーガとオプションパーツのセットで、オリジナルカラーに変更されている。
- スーパーミニプラ初の水転写式デカールが付属する。

※スーパーミニプラ 超獣機神ダンクーガ ブラックウイング（4500円/5月）
1. ブラックウイング

- 『超獣機神ダンクーガ』より。プレミアムバンダイ受注限定販売商品。
- 一部差し換えでヒューマノイドモードに変形可能。
- 既発売のダンクーガまたは上記ブラックカラーVer.と合体してファイナルダンクーガを再現可能。
- 差し替え手首、ファイナル断空砲砲口パーツ、合体用ジョイントパーツ、専用スタンドが付属。

※スーパーミニプラ ギャレオリア・ロード（4200円/4月27日）
1. ギャレオリア・ロード

- 『覇界王〜ガオガイガー対ベターマン〜』より。漫画『覇界王〜ガオガイガー対ベターマン〜 the COMIC』第2巻特装版限定商品（価格と発売日は書籍のもの）。
- 既発売のジェネシックガオガイガーにコネクト可能。ジェネシックガオガイガー本体は付属しない。
- 付属スタンドはジェネシックガオガイガーにも使用可能。

※スーパーミニプラ 連結合体 グランドライナー（12000円/7月）
1. グランドライナー

- 『救急戦隊ゴーゴーファイブ』より。プレミアムバンダイ受注限定販売商品。
- ゴーライナー1から5が合体し、グランドライナーを再現可能。
- 合体時は全高約27cm、全幅約23cmの大型商品。別売りの各99マシンを格納可能。
- 蛇腹状の専用パーツを使用することで肘の折り曲げを再現。膝、股関節が可動。ゴーライナー2のミサイルハッチが展開し、必殺技を再現可能。
- グリーンホバー用のカーゴパーツが付属。

※スーパーミニプラ 特急武装 ライナーボーイ（4500円/9月）
1. ライナーボーイ

- 『救急戦隊ゴーゴーファイブ』より。プレミアムバンダイ受注限定販売商品。
- マックスライナー、マックスシャトルに変形可能。
  - マックスライナー形態では、『スーパーミニプラ 連結合体 グランドライナー』と連結可能。
  - DXと違い、上半身と下半身を分割することなく劇中通りの変形をすることが可能。
- 別売りの『スーパーミニプラ 緊急合体 ビクトリーロボ』と合わせることでマックスビクトリーロボに合体可能。
  - ライナーボーイの両腕が変形するマキシマムキャノンは設定通り折りたためる他、劇中スーツ同様にコンパクトな収納状態のものと交換できる。
  - 合体シーン再現用にビクトリーロボ用の手首パーツが付属。
- 特徴的な各パネル部分にはDX玩具を意識し、スーパーミニプラ初のホロシールを採用する。

※スーパーミニプラ ブラック マックスビクトリーロボ（9500円/12月）
1. ブラック マックスビクトリーロボ

- 『救急戦隊ゴーゴーファイブ』より。プレミアムバンダイ受注限定販売商品。
- ビクトリーロボとライナーボーイのセット商品。当時発売されたDX商品と同様、黒基調の成型色に変更されている。本商品では劇中のカラーを再現しているため、DXとは一部カラーリングが異なる。
  - 各商品の付属品も全てセットされており、各形態も再現可能。シールは新規のものが付属する。
- 原作最終回で使用したマックスビクトリーロボサイズのブレイバーソードが新規造形で付属。

### 2010年代

#### 2019年
『騎士竜戦隊リュウソウジャー』がテレビ放映を中心に展開。前年に引き続きセット版も展開されるが、一部の商品にはセット版のパッケージングが存在しないものもある。
※スーパーミニプラ 真（チェンジ!!）ゲッターロボ Vol.2（各2150円/1月14日）
1. 真ゲッター1
2. ゲッタードラゴン
3. ブラックゲッター

- 『真ゲッターロボ 世界最後の日』より。
- スーパーミニプラ ゲッターロボシリーズ第2弾。

※スーパーミニプラ 電磁合体ギャラクシーメガ マルチ合体デルタメガ（各3200円/1月14日）
1. ギャラクシーメガ
2. デルタメガ

- 『電磁戦隊メガレンジャー』より。
- スーパー戦隊ロボリメイク第4弾。全種でスーパーギャラクシーメガに合体できる。前腕を取り外すことでスーパーギャラクシーナックルの再現が可能。
- 1はメガシャトルとメガシップへ分離変形可能。メガサーベル、ブースターライフル、メガシールドが付属。
  - DXの玩具オリジナルだったメガシップにブースターライフルを取り付けるギミックも再現。
- 2はシャトルモードへ変形可能。表情のついた両手も付属する。

ミニプラ マシンロボデュエル（各300円/2月18日）
1. ポリスロボエース
2. エクスプレスロボハリー
3. ジェットロボスカイ
4. ショベルロボディグ
5. デモンタクシーロボスペード
6. デモンエクスプレスロボラッシュ
7. デモンジェットロボクロウ
8. デモンショベルロボブローク

- 「マシンロボシリーズ」より。全8種だが、そのうち4種がリデコとなる。
- それぞれに付属する武器パーツを組み合わせることでアームズボーイ、デモンボーイが完成。

ミニプラ 騎士竜合体シリーズ01 キシリュウオースリーナイツ（各350円/4月1日）
1. ティラミーゴA
2. ティラミーゴB
3. ティラミーゴC
4. トリケーン+合体パーツ
5. アンキローゼ+合体パーツ

- 1から3でティラミーゴが完成。キシリュウオーへ変形可能。全種でキシリュウオースリーナイツに合体可能。
  - キシリュウオーへの変形のうち、ティラミーゴ上半身の変形は、映像やDX版のような反転ではなく差し替え式。
  - ティラミーゴのキャノンパーツ・ドリルパーツはダミーになっているが、4、5に付属のパーツと差し替えることで可動を再現。
  - 2にはパーツ同士の干渉を防ぐための、小型のリュウソウジョイントが付属している。
- 1、4、5には頭部パーツ（1はレッドリュウソウル、4はブルーリュウソウル、5はピンクリュウソウル）が付属。この頭部パーツを使うことでキシリュウオートリケーン、キシリュウオーアンキローゼも再現可能。
  - 合体はDX同様、各部のリュウソウジョイントで行われる。リュウソウルの「ソウルモード」と「ナイトモード」への変形はオミットされている（以後の頭部パーツも同じ）。
- この他キシリュウオーやキシリュウオースリーナイツは、「キシリュウオーカミツキアーム」や「キシリュウオーフォートレス」などといった、様々な形態に変形が可能。
- 合体説明書は1のみ付属。説明書には「キシリュウオースリーナイツ」・「キシリュウオートリケーン」・「キシリュウオーアンキローゼ」・「キシリュウオーフォートレス」の合体説明が記載されている。
  - キシリュウオー変形説明は、2と3のパッケージ裏に記載されている。

ミニプラ 騎士竜合体シリーズ01 キシリュウオースリーナイツセット（1750円/4月1日）
1. キシリュウオースリーナイツ

- 上記商品の全種セット箱。

ミニプラ 騎士竜合体シリーズ02 キシリュウオーファイブナイツ&ディメボルケーノ（各350円/5月27日）
1. ティラミーゴA
2. ティラミーゴB
3. ティラミーゴC
4. トリケーン+合体パーツ
5. アンキローゼ+合体パーツ
6. タイガランス
7. ミルニードル
8. ディメボルケーノ

- 1 - 5はキシリュウオースリーナイツと同一金型の再発売版。
- 6 - 8には頭部パーツが付属（6はグリーンリュウソウル、7はブラックリュウソウル、8はメラメラソウル）。
- 8のオレンジパーツ（ディメボルケーノの鶏冠や背ビレなど）は、クリアパーツを使用。
- 1 - 6でキシリュウオータイガランスに合体可能。
- 1 - 5・7でキシリュウオーミルニードルに合体可能。
- 1 - 7でキシリュウオーファイブナイツに合体可能。
- 1 - 3・8でキシリュウオーディメボルケーノに合体可能。
  - いずれの合体も「騎士竜合体シリーズ01」でも可。
  - キシリュウオーディメボルケーノ合体後は、ディメボルケーノ胴体脇のパーツ（ギガントキシリュウオーの頭部）が余剰となるが、DX版と同じく後頭部（ティラミーゴのシッポ上部）に合体させることで余剰がなくなる。
- キシリュウオーファイブナイツの合体説明書は6のみ付属。キシリュウオータイガランスは6、キシリュウオーミルニードルは7、キシリュウオーディメボルケーノは8のパッケージ裏側に、それぞれ合体説明が記載。
- 9月23日には全種再発売。セットを丸ごと後日再発売するのは異例。

ミニプラ 騎士竜合体シリーズ02 キシリュウオーファイブナイツ&ディメボルケーノセット（2800円/5月27日）
1. キシリュウオーファイブナイツ&ディメボルケーノ

上記商品の全種セット箱。
※スーパーミニプラ 天空合体 ジェットイカロス（各1000円/6月17日）
1. ジェットホーク
2. ジェットコンドル
3. ジェットオウル
4. ジェットスワン
5. ジェットスワロー

- 『鳥人戦隊ジェットマン』より。
- スーパー戦隊ロボリメイク第5弾。全種でイカロスハーケン・ジェットイカロスを再現可能。
- DXとは一部異なる変形となっているが、DX同様の余剰パーツで変形合体を再現。
- バードニックセイバーを始め、劇中に登場した多彩な武装も全て付属する。

ミニプラ 騎士竜合体シリーズ03 キシリュウネプチューン&ディメボルケーノ（350円/7月22日）
1. モサレックスA
2. モサレックスB
3. モサレックスC
4. アンモナックルズ+合体パーツ
5. ディメボルケーノ

- 5はキシリュウオーファイブナイツと同一金型の再発売版。
- 1から3でモサレックスが完成。
- モサレックスとアンモナックルズでキシリュウネプチューンに合体可能。
  - モサレックス変形の時、頭の部分（キシリュウネプチューンのフェイスガード）を首部分の両脇に差し替えることで、キシリュウネプチューンの頭部を目立たせることができる。
- モサレックス、5、アンモナックルズでスピノサンダーに合体可能。
- モサレックス、5、キシリュウオーでギガントキシリュウオーに合体可能。
  - いずれも、ディメボルケーノは「キシリュウオーファイブナイツ」版でも可能。
- 4にはキシリュウネプチューンの頭部パーツ（ゴールドリュウソウル）、キシリュウオーの頭部パーツ（アップデート版）、平手、可動リュウソウル（レッドリュウソウル・ナイトモード）、リュウソウジョイントminiが付属。
  - アップデート版キシリュウオーの頭部はミニプラシリーズ初の塗装済みパーツで顔のデザインを再現。可動リュウソウルはDX同様、ティラミーゴの上に立たせることが可能[9]（ただしDX版のようなジョイントが無いので完全には立たせられない）。
- ギガントキシリュウオーとスピノサンダーの合体説明書は1のみ付属。キシリュウネプチューンの合体説明は2のパッケージ裏側に記載。

ミニプラ 騎士竜合体シリーズ03 キシリュウネプチューン&ディメボルケーノセット（1750円/7月22日）
1. キシリュウネプチューン&ディメボルケーノ

上記商品の全種セット箱。
※スーパーミニプラ 勇者王ガオガイガー6（各1700円/7月22日）
1. ジェネシックギャレオン（ジェネシックガイガー）
2. ガジェットガオー
3. プロテクトガオー&ブロウクンガオー
4. ストレイトガオー&スパイラルガオー

- 『勇者王ガオガイガーFINAL』より。
- 全種でジェネシックガオガイガーに合体可能。1は第1弾のパーツは流用されておらず、完全新規造形となっている。ギャレオンの頭部は差し替えなしで変形可能。
  - 2にはジェネシックガイガーとジェネシックガオガイガーの見栄え重視の頭部パーツがそれぞれ付属、ガジェットフェザーの展開を再現。首は取り外し可能で、今までの立体物で再現されていなかったガジェットツールの射出を再現可能。
  - 3の2体には見映え重視の尾ひれパーツが付属。4のドリルはデザイン再現版と円錐状態の2種類が付属。
  - 1に付属するパーツとガイガーの腕を交換することでガジェットガオーをより密着させた状態で合体可能。
- 手首4種、ウィルナイフ、ボルティングドライバー（ボルト3種）、ヘルアンドヘヴン用手首3種、ブロウクンマグナム再現パーツ、プロテクトシェード再現パーツが各箱に分けて収録される。
- 説明書に記載されていないが、ストレイトとスパイラルをジェネシックガイガーの腕部に装着可能。ただしガオガイガー（ガオファイガー）とは異なり前後逆に装着する。

※スーパーミニプラ 青の騎士ベルゼルガ物語 Vol.1（各2300円/7月）
1. ベルゼルガBTS
2. デスメッセンジャー
3. シャドウフレア

- 『青の騎士ベルゼルガ物語』より。
- アーマードトルーパーのミニプラ化は初。サイズは1/48スケールで統一されている。内部コックピットも再現。
- ベルゼルガの特徴的なパイルバンカーなどの武装と共通規格の手首が付属。ただし強度の関係上アームパンチの機能は再現されていない。一部パーツ差し替えで降着状態を再現可能。

ミニプラ 騎士竜合体シリーズ04 キシリュウジン（各350円/8月5日）
1. ディノミーゴA
2. ディノミーゴB
3. ディノミーゴC
4. コブラーゴ

- ディノミーゴはティラミーゴの成形色を変更し、新規パーツを追加した商品。そのため一部余剰パーツが存在する。
  - ただし、2の「ダミードリルパーツ」と「ダミーキャノンパーツ」は、他の竜装合体などで使用が可能。
- 1から3でディノミーゴが完成。ディノミーゴの前足にはナイトビュービューソード（コブラーゴのシッポ）を持たせることが可能。
- ディノミーゴとコブラーゴでキシリュウジンに合体可能。
- 2には小型リュウソウジョイント（「- スリーナイツ」2に付属の同パーツと同じ）、4にはキシリュウジン頭部パーツ（ビュービューソウル）がそれぞれ付属。
- キシリュウジン（ディノミーゴ）はキシリュウオー（ティラミーゴ）が必要な全ての形態において、その代わりに利用し、新たな形態を作ることができる。その逆に、コブラーゴはキシリュウオーに合体させることが可能。またナイトビュービューソードはキシリュウオーやキシリュウネプチューンに持たせることが可能。

※スーパーミニプラ SSSS.GRIDMAN（各2400円/9月）
1. グリッドマン（合体用差し替えパーツ含む）
2. バトルトラクトマックス
3. バスターボラー&グリッドマンキャリバー
4. スカイヴィッター

- 『SSSS.GRIDMAN』より。
- 全種でフルパワーグリッドマンに合体可能。また、2から4を合体させることでパワードゼノンを再現可能。個別の合体形態も再現できる。
  - グリッドマンの上腕は固定形状のパーツと交換し、手首も専用パーツと交換する必要がある（前者は一応交換せずとも合体可能）。
  - パワードゼノンは顔面パーツと腿となるドリルを交換する。
  - グリッドマンキャリバーはアックス部を挟み込む形にアレンジされており、合体時には専用の大型刀身パーツと交換する。
- グリッドマンは着ぐるみのプロポーションを再現、特撮版のアシストウェポンの装着も可能となっている。

※スーパーミニプラ 超獣機神ダンクーガ（各2800円/9月）
1. イーグルファイター、ランドクーガー、ビームランチャー
2. ランドライガー、飛行ブースター
3. ビッグモス

- 『超獣機神ダンクーガ』より。
- イーグルファイターは各形態固定で3種付属（彩色は頭部形態以外は一部のみ）。ランドクーガー、ランドライガー、ビッグモスは一部差し換えで変形。
  - ビッグモスにはアクション用の断空砲が付属、展開を再現するには1に付属の断空砲パーツが必要となる。
- 全種でダンクーガに合体可能。飛行ブースターあり/なしの2形態を再現、ブースターのキャノンは前に倒すことができる。ブースター装着時は断空砲を取り外すかアクション用との交換が必要。
- 1、2に付属の武装パーツを合体させることでダイガンや断空砲フォーメーションを再現可能。

ミニプラ 騎士竜合体シリーズ05 竜装合体（各350円/10月14日）
1. モサレックスA
2. モサレックスB
3. モサレックスC
4. アンモナックルズ
5. シャインラプター
6. シャドーラプター
7. パキガルー

- 1 - 4はキシリュウネプチューン&ディメボルケーノと同一金型の再発売版。
- 5 - 7には頭部パーツが付属（5はカガヤキソウルとコスモソウル、6はクラヤミソウル、7はドッシンソウル）。また5と6にはリュウソウジョイントmini（4に付属の同パーツと同型）、7にはチビガルーがそれぞれ付属、チビガルーはパキガルーの胴体やブースター（シッポ）上部の空間に収納可能。
- 5と6でコスモラプターに合体可能。
- モサレックス・アンモナックルズ・コスモラプター・頭部パーツ（コスモソウル）でキシリュウネプチューンコスモラプター合体可能。
  - キシリュウネプチューンは「キシリュウネプチューン&ディメボルケーノ」でも可。
- キシリュウオー・コスモラプター・頭部パーツ（コスモソウル）でキシリュウオーコスモラプターに合体可能。
  - キシリュウオー・キシリュウネプチューンとも、シャインラプターやシャドーラプターとの単独合体も可能。なおシャインラプター単独合体時の頭部パーツは、カガヤキソウルを使用、またシャドーラプター単独合体時の頭部パーツは、クラヤミソウルを使用。
  - なおシャインラプターとシャドーラプターは、映像やDX版とは異なり、パーツ分解の時は右前足と左前足を差し替え交換する必要がある。
  - パッケージ表には、5はキシリュウオーシャインラプター、6はキシリュウネプチューンシャドーラプターを記載、キシリュウオーコスモラプターとキシリュウネプチューンコスモラプターはパッケージ裏に記載されている。
- キシリュウオースリーナイツと7（チビガルーを含む）でキシリュウオーパキガルーに合体可能。
- コスモラプター（&シャインラプターとシャドーラプター）関連の合体説明書は5のみ付属。キシリュウオーパキガルーの合体説明は7のパッケージ内に記載。

ミニプラ 騎士竜合体シリーズ06 ヨクリュウオー（各350円/11月11日）
1. ヨクリュウオーA
2. ヨクリュウオーB
3. ヨクリュウオーC
4. ヨクリュウオーD

- 全種でプテラードンが完成。ピーたんとヨクリュウオーに変形可能。
- 1には頭部パーツ（ヒエヒエソウル）とリュウソウジョイントminiが付属。また2にはリュウソウジョイントminiと「キングキシリュウオー用頭部パーツ」が付属。
- 頭部パーツを始め、一部のパーツ（プテラードンの嘴や外側の翼など）には、クリアパーツを使用。
- キシリュウオー・ヨクリュウオー・パキガルーでキシリュウオージェットに合体可能。
- ティラミーゴとプテラードンでプティラミーゴに合体可能。
- キシリュウオー・キシリュウネプチューン（アンモナックルズは除く）・ヨクリュウオーでキングキシリュウオーに合体可能。
  - キングキシリュウオー合体時の頭部は、「キシリュウオー頭部パーツ」（通常版）を装着させた後、胸パーツ（ヒエヒエクロー）から顔面を出して装着させるパターンと、「キシリュウオー頭部パーツ」（アップデート版）の一部のパーツを、2に付属しているパーツに差し替えてから装着させる（ヒエヒエクローは顔面を出さずに装着）パターンがある。後者の場合は頭部を動かすことができる。
- 合体説明書は4のみ付属で、キシリュウオージェットとキングキシリュウオーへの合体が記載。
  - ピーたんへの変形は2、ヨクリュウオーへの変形は3、プティラミーゴへの合体は4の、それぞれのパッケージ裏に記載。

※スーパーミニプラ 超電磁ロボ コン・バトラーV（各1800円/12月）
1. バトルジェット&バトルクラフト
2. バトルクラッシャー&ツインランサー
3. バトルタンク&超電磁ヨーヨー
4. バトルマリン

- 『超電磁ロボ コン・バトラーV』より。
- 全種でコン・バトラーVに合体可能。
  - バトルジェットは単体用と合体用の2種類があり、頭部を交換することで合体完了前のシャッターが閉じた頭部も再現可能。
  - バトルタンクのアームは差し替えで再現、合体時には余剰となる。バトルマリンにはバトルタンク輸送状態を再現するパーツが付属。バトルクラフトはドリルの展開を再現。
  - 一部パーツ差し替えでグランダッシャーへ変形可能。
- 超電磁ヨーヨー、ツインランサーが付属。

※スーパーミニプラ 真（チェンジ!!）ゲッターロボ Vol.3（5000円/2月）
1. ゲッターライガー、ゲッターポセイドン、オプションパーツ

- 『真ゲッターロボ 世界最後の日』より。プレミアムバンダイ受注限定販売商品。
- スーパーミニプラ ゲッターロボシリーズ第3弾。

※スーパーミニプラ 電光超人グリッドマン ダイナドラゴン（4500円/2月）
1. ダイナドラゴン

- 『電光超人グリッドマン』より。プレミアムバンダイ受注限定販売商品。
- キングジェット、ダイナファイターが合体し、ドラゴンフォートレス、ダイナドラゴンを再現可能。一部差し換えパーツで合体を再現している。
- ダイナファイターはドラゴニックキャノンへの変形も再現。
- 別売りのグリッドマンと合体し、合体竜帝キンググリッドマンを再現可能。

※スーパーミニプラ 電光超人グリッドマン ダイナドラゴン&グリッドマンシグマセット（6000円/2月）
1. ダイナドラゴン&グリッドマンシグマセット

- 『電光超人グリッドマン』より。プレミアムバンダイ受注限定販売商品。
- 上記商品にグリッドマンシグマをセットにした豪華版。
- 商品単体でキンググリッドマンシグマに合体可能。その際にシグマの頭飾りを取り外す必要がある。別売りのゴッドゼノンと合体してサンダーグリッドマンシグマも再現できる。

※スーパーミニプラ 勇者王ガオガイガー プライヤーズ（4000円/3月）
1. プライヤーズ（DP-C1・DP-R2・DP-L3）&専用台座

- 『勇者王ガオガイガー』より。プレミアムバンダイ受注限定販売商品。
- DP-C1の手首を外すのみでディメンジョンプライヤーへ完全変形合体。別売りのガオガイガーにツールコネクト可能。直列形態も再現できる。
  - 付属の台座で支えることで巨大なプライヤーを保持。外したDP-C1の手首も台座にセット可能。
- プライヤー先端部のジョイントを出すことでゴルディオンハンマーを保持可能。

※スーパーミニプラ 真（チェンジ！！）ゲッターロボ Vol.4（6500円/5月）
1. 真ゲッター2、真ゲッター3、オプションパーツ

- 『真ゲッターロボ 世界最後の日』より。プレミアムバンダイ受注限定販売商品。
- スーパーミニプラ ゲッターロボシリーズ第4弾。
- 真ゲッター1用の大型のバトルウィングが付属。ゲッター3の大雪山おろしパーツを使うことで真ゲッター3の必殺技を再現可能。

※スーパーミニプラ 超弩級 ジェットガルーダ（6000円/6月）
1. ジェットガルーダ

- 『鳥人戦隊ジェットマン』より。プレミアムバンダイ受注限定販売商品。
- DX同様の変形でバードガルーダからジェットガルーダへ変形可能。手首可動の追加により劇中同様のランディング状態も可能。
- 同月発売のジェットイカロスと組み合わせてハイパーハーケン・グレートイカロスを再現可能。
  - DXに存在したハイパーハーケン合体補助用の台座はなくなっている（接続ジョイントを用いて合体する）。

※スーパーミニプラ SSSS.GRIDMAN グリッドナイト&グリッドマン（Initial Fighter）セット（5000円/9月）
1. グリッドナイト/グリッドナイトキャリバー/グリッドナイトサーキュラー/交換用手首
2. グリッドマン（Initial Fighter）/グリッドビーム/グリッドライトセイバースラッシュ/交換用手首

- 『SSSS.GRIDMAN』より。プレミアムバンダイ受注限定販売商品。
- 各種交換用手首とエフェクトパーツが付属。それぞれアシストウェポンとの合体が可能。

※スーパーミニプラ 超獣機神ダンクーガ オプションパーツセット（2000円/9月）
1. 超獣機神ダンクーガ オプションパーツ（断空剣・強化ウイング）

- 『超獣機神ダンクーガ』より。プレミアムバンダイ受注限定販売商品。
- OVA版ダンクーガを再現するための強化ウイングと断空剣のセット。断空剣は差し替えで収納状態を再現可能。腰部バーニアも別パーツで再現。
- 強化ウイングは背部装甲を取り外した箇所に取り付ける。その際には可動用の断空砲に差し替える（アクション用では取り付け不可）。

※スーパーミニプラ 超電磁ロボ コン・バトラーV オプションパーツセット（3200円/12月）
1. オプションパーツセット

- 『超電磁ロボ コン・バトラーV』より。プレミアムバンダイ受注限定販売商品。
- 超電磁スピン（超電磁ギムレット）、バトルガレッガー、ビッグブラスト、ビッグブラスト・ディバイダー、アトミックバーナーの武器セット。
  - ビッグブラスト・ディバイダーは先端部を差し替えることで小型弾頭が露出した状態も再現可能。
- 組み替えることでバトルマシン、コン・バトラー形態の両方で使える台座が付属。

#### 2018年
『快盗戦隊ルパンレンジャーVS警察戦隊パトレンジャー』がテレビ放映を中心に展開。前年に引き続き、セット版も展開される。
※スーパーミニプラ 勇者王ガオガイガー3 超竜神（各1800円/1月22日）
1. 氷竜
2. 炎竜

- 『勇者王ガオガイガー』より。
- スーパーミニプラ ガオガイガーシリーズ第4弾。
- 差し替えによりビークルモードへ変形、超竜神へ合体可能。
- イレイザーヘッド付属。弾頭部を差し替えることでイレイザーヘッドL、XLを再現可能。
- 付属のジョイントパーツを取り付けることでダブルトンファーを再現可能。ジョイントパーツはイレイザーヘッド用スタンドに取り付けて保管できる。また、説明書や公式ブログでの言及はないが、ラダーとクレーンの先にミラーシールドを取り付けることもできる。
- シリーズの中でも大胆な差し替えギミックを採用しており、全形態で共通するパーツは中型ロボの上半身とクレーン/ラダー、ミラーシールド、超竜神頭部のみ。完全変形合体する試作も制作されていたが、プロポーションや強度といった問題があったため、このような形態に作り直したとのこと。
  - 合体用の上半身はスーパーロボット超合金を参考にしており、劇中通りに左右分離する構造ながら腰の回転を再現している。

ミニプラ VSビークル合体シリーズ01 ルパンカイザー（各350円/3月6日）
1. レッドダイヤルファイター
2. ブルーダイヤルファイター
3. イエローダイヤルファイター
4. グッドストライカーA
5. グッドストライカーB

- 4、5でグッドストライカーが完成。全種でルパンカイザーに合体可能。
- ダイヤルファイター3体は、機体上部のダイヤルを回転させることが可能。また「アタックモード」に変形可能だが、DX版のように「ダイヤルを回転して変形させる」機能はオミットされている。これは以後発売のダイヤルファイターも同じ。
- グッドストライカーは、ダイヤルファイターモードとトリガーマシンモードの2モードに変形可能。
- 食玩「快盗戦隊ルパンレンジャーVS警察戦隊パトレンジャー ハイパーアイテムズ」のVSチェンジャーと連動し、なりきり遊びができる。
  - 連動するには、ダイヤルファイターは3に付属するボーナスパーツ、グッドストライカーは4に付属するボーナスパーツが必要。
- レッドダイヤルファイターの説明書に間違いがあり、シール1、2はB1パーツを取り付けた後、左右を入れ替えてシールの突起が上になるように貼る必要がある。
  - 商品パッケージでも間違えているが、公式ブログの写真で正しい状態を確認できる[10]。
- 合体説明書は1のみ。各ダイヤルファイターやグッドストライカーとも変形が簡単なため、全て説明書の表に記載、裏には記載されてない。

ミニプラ VSビークル合体シリーズ01 ルパンカイザーセット（1750円/3月6日）
1. ルパンカイザー

- 上記商品の全種セット箱。

※スーパーミニプラ 超獣合体 ライブロボ（各1400円/3月19日）
1. ジェットファルコン
2. ランドライオン
3. アクアドルフィン

- 『超獣戦隊ライブマン』より。
- 大獣神に続くスーパー戦隊ロボリメイク第2弾。購入者アンケートで人気が高かったことから商品化された。
- 全種でライブロボが完成。超獣剣、ライブシールドが付属。
- 1に付属する台座でジェットファルコンの飛行状態やランドライオンの疾走状態を再現可能。また、交換用手首やジョイントを取り付けておくこともできる。
- ランドライオンの変形を忠実に再現しているが、プロポーションを重視して肩の位置を変更したり、ライオンカノンをDXの位置と劇中の位置を選んで取り付けたりすることができる。
- ライブシールドはDXや劇中と違って左腕に取り付けることはできない。
- 後述の「- ライブボクサー」のパッケージと組み合わせるとDXのセット箱を再現できる。

ミニプラ VSビークル合体シリーズ02 パトカイザー（各350円/4月3日）
1. トリガーマシン1号
2. トリガーマシン2号
3. トリガーマシン3号
4. グッドストライカーA
5. グッドストライカーB

- 4、5はルパンカイザーと同一金型の再発売版。全種でパトカイザーに合体可能。
- 1号、2号、3号は「アタックモード」に変形可能だが、サイズの小ささもあってトリガー部分はダミー（グッドストライカーも同じ）。従ってDX版のような「トリガーを引いて変形」の機能はオミット（以後のトリガーマシンも同じ）。また、3号の警棒は差し替えで展開する。
- 頭部前面に取り付ける大きさ重視の頭部パーツがオマケパーツとして付属。
- 食玩「快盗戦隊ルパンレンジャーVS警察戦隊パトレンジャー ハイパーアイテムズ」のVSチェンジャーと連動し、なりきり遊びができる。
  - トリガーマシンの連動は2に付属のボーナスパーツが必要。
- パトカイザーとルパンカイザーは両腕のジョイントが共通であるため、両腕の換装（カエマショータイム）が可能。
- 合体説明書は4の「グッドストライカーA」のみ。

ミニプラ VSビークル合体シリーズ02 パトカイザーセット（1750円/4月3日）
1. パトカイザー

- 上記商品の全種セット箱。

ミニプラ VSビークル合体シリーズ03 武装合体（各350円/5月22日）
1. サイクロンダイヤルファイター
2. トリガーマシンバイカー
3. シザーダイヤルファイター
4. トリガーマシンクレーン
5. ブレードダイヤルファイター&トリガーマシンドリル

- 1、2、3は「アタックモード」に変形可能。3とブレードダイヤルファイター、4とトリガーマシンドリルはドッキング可能。また4のクレーン先端の上部にトリガーマシンドリルを始め、他のトリガーマシン・ダイヤルファイターを合体させることが可能（パトカイザーストロング形態でも可）。
- ブレードダイヤルファイターは剣に変形後の刀身部を映像に近くするため、DX版よりも翼が大きい。なおハンマーダイヤルファイターへの変形はオミット。
- 1、3、ブレードダイヤルファイターはルパンカイザーと合体し、それぞれルパンカイザーサイクロン、ルパンカイザーナイトが完成。なおサイクロンダイヤルファイターの合体時には、機体底のジョイント部を覆っているパーツを外してから合体する（パーツは合体時には余剰）。
- 2、4、トリガーマシンドリルはパトカイザーと合体し、それぞれパトカイザーバイカー、パトカイザーストロングが完成する。他の機体と換装も可能。
- 「- ルパンカイザー」付属のボーナスパーツとそれぞれに付属の補助パーツを使うことでVSチェンジャーとの連動も可能。
  - この補助パーツの一部を使うことでVSビークル合体シリーズの各商品を「快盗戦隊ルパンレンジャーVS警察戦隊パトレンジャー 勇動」のフィギュアに装備させる連動遊びができる。
- 全種とも合体説明書は付属せず、パッケージ裏の組み立て説明の下部に記載されている。

ミニプラ VSビークル合体シリーズSP01 ルパンカイザー&パトカイザー クリアver.（各400円/6月18日）
1. レッドダイヤルファイター
2. ブルーダイヤルファイター
3. イエローダイヤルファイター
4. トリガーマシン1号
5. トリガーマシン2号
6. トリガーマシン3号
7. グッドストライカーA
8. グッドストライカーB

- 「ルパンカイザー」「パトカイザー」をクリアパーツで成型したスペシャル弾。

※スーパーミニプラ 勇者王ガオガイガー4 ガオファイガー（各1100円/6月26日）
1. ファントムガオー（ガオファー）
2. ステルスガオーIII
3. ライナーガオーII
4. ドリルガオーII

- 『勇者王ガオガイガー』より。
- スーパーミニプラ ガオガイガーシリーズ第6弾。
- ガオファイガーへ合体可能。
- 説明書に記されていないが、ガオファーにステルスガオーIIIやドリルガオーIIを武装合体することが可能。ステルスガオーIII装着時にはガオファイガー用のジョイントを介して接続する。
- ディバイディングドライバーは劇中同様、先端の取り外しが可能。ゴルディオンハンマー（マーグハンド）を装着することも可能だが、接続軸がゆるいためやや不安定となる。

ミニプラ VSビークル合体シリーズ04 エックスエンペラー（各350円/7月23日）
1. エックストレインシルバー
2. エックストレインゴールドA
3. エックストレインゴールドB
4. エックストレインファイヤー
5. エックストレインサンダー

- 2と3でエックストレインゴールドが完成。全種でエックスエンペラーガンナー、エックスエンペラースラッシュの2形態に合体可能。
- エックストレインファイヤーとエックストレインサンダーは、それぞれエックストレインシルバーとエックストレインゴールドに連結が可能。またルパンカイザーやパトカイザーの両腕に換装が可能。
- エックスエンペラーへの合体は映像と同じく、エックストレインゴールドとエックストレインシルバーをX状に合体させてから始めるが、大きさの関係上、エックストレインファイヤーとエックストレインサンダーを一旦分離してから合体し、ファイヤーとサンダーを再合体させる。
- 各VSビーグル先端に搭載されているジョイントは、通常のジョイントの他、ボールジョイントに変更することができる。これにより、エックスエンペラー合体後のポーズにバリエーションが増えた。
- Xチェンジャーへの変形はパーツ保持の関係上オミットされているが、それに近い変形を行うことは可能。ただし保持することはできない。
- 「- ルパンカイザー」「- パトカイザー」それぞれの1 - 3とグッドストライカーと組み合わせることでグッドクルカイザーVSXに合体可能。
  - 合体の際、DXにはない腿の補助パーツを取り付けるようになっている。
  - 合体説明書は4のみに付属だが、「エックスエンペラーガンナー&エックスエンペラースラッシュへの合体」と「グッドクルカイザーVSXへの合体」の2つが付属している。
- VSチェンジャーとの連動はオミットされている。

ミニプラ VSビークル合体シリーズ04 エックスエンペラーセット（各1750円/7月23日）
1. エックスエンペラー

- 上記商品の全種セット箱。

ミニプラ ガンダムビルドダイバーズ スーパーショックガンダム（各480円/7月17日）
1. ショックガンダム
2. SGガンダム
3. SGシャア専用ザク
4. SGニューガンダム
5. SGサザビー

- 『ガンダムビルドダイバーズ』より。
- 全種でスーパーショックガンダムに合体。
- ガンプラ「HGBD 1/144 ガンダムダブルオーダイバー」他とも連動し、パーツを取り付けることが可能。ジョイントはボールジョイントと軸ジョイントにそれぞれ対応している。

※スーパーミニプラ 巨神ゴーグ（各2100円/7月24日）
1. ゴーグ
2. マノン・ガーディアン

- 『巨神ゴーグ』より。
- ゴーグには180mm砲とレーザー砲が付属。また、頭部に乗せられる田神悠宇のフィギュアが付属し、胸部ハッチを開くことができる。
- マノン・ガーディアンにはレーザー砲2門が付属し、背中に背負ったり手に持たせることが可能。

ミニプラ VSビークル合体シリーズ05 ルパンレックス（各350円/8月13日）
1. レッドダイヤルファイター
2. ブルーダイヤルファイター
3. イエローダイヤルファイター
4. ジャックポットストライカーA
5. ジャックポットストライカーB
6. ジャックポットストライカーC

- 1、2、3はルパンカイザーと同一金型の再発売版。
- 4、5、6でジャックポットストライカーが完成。
- ジャックポットストライカーはグッドストライカーの成形色を変更し、新規パーツを追加した商品。玩具版と異なり、主砲の回転やマントの可動が追加されている。
- ルパンレックスの剣はジャックポットストライカーの底部に装着可能。剣を取り外す必要はあるが、グッドストライカー同様、保持パーツを介してVSチェンジャーに装着可能。
- 全種でルパンレックスに合体可能。

※スーパーミニプラ 百獣王ゴライオン（各980円/8月27日）
1. 黒獅子
2. 赤獅子
3. 緑獅子
4. 青獅子
5. 黄獅子

- 『百獣王ゴライオン』より。
- 5体が合体してゴライオンが完成。
- それぞれに付属する15個の武器が合体してオリジナル武器「メガブラスター」が完成する。他に十王剣、スペースカッターが付属。
- 黒獅子を除く4体に形状重視の頭部が付属するが、一部色分けされていない箇所がある（シールで補う仕様）。
- 超合金魂同様、お座りポーズを取ることができるが、青獅子と黄獅子の腰は可動しない。

※スーパーミニプラ ライドアーマー（各3000円/9月17日）
1. ライドアーマー キメラ（カンガルーパーツ付属）
2. VAVA専用ライドアーマー（ホークユニット付属）

- 『ロックマンX』より。
- 『ロックマンX』に登場するライドアーマーを立体化。ミニプラ初のゲーム作品の商品化となる。かつて発売された組み立て式玩具「ロックマンX メガアーマー」をリスペクトしている。
- 同時発売の「66アクションダッシュ ロックマン2」にラインナップされるロックマンX、VAVAを乗せることが可能。
- 1に各付属パーツを換装することで「ホーク形態」「カンガルー形態」を再現することができる。

※スーパーミニプラ 真（チェンジ!!）ゲッターロボ Vol.1（各1700円/9月24日）
1. ゲッター1
2. ゲッター2
3. ゲッター3

- 『真ゲッターロボ 世界最後の日』より。
- スーパーミニプラ ゲッターロボシリーズ第1弾。
- 合体ギミックはオミットされ、アクション性を重視したキットになっている。
- 1には平手とゲッターウィング、2にはゲッタートマホーク×2、ゲッターマシンガン×2、差替え用ブースターパーツ、スタンドパーツ2種、3には大雪山おろし再現用の腕パーツがそれぞれ付属し、劇中の必殺技を再現できる。

※スーパーミニプラ 忍者合体 無敵将軍（各1100円/9月24日）
1. レッドサルダー
2. ホワイトカーク
3. イエロークマード
4. ブルーロウガン
5. ブラックガンマー

- 『忍者戦隊カクレンジャー』より。
- スーパー戦隊ロボリメイク第3弾。全種で無敵将軍が完成。
- 各獣将の武器と火炎将軍剣が付属。獣将の武器はDX版同様、組み合わせて無敵将軍に持たせることが可能。
- 無敵将軍の兜はDX同様の収納が可能。合体の都合上、イエロークマード・ブラックガンマーの頭部は余剰パーツとなるが、胴体に収納スペースがあり、そこに入れることで余剰なく合体することができる。
- サルダー脚部後部の接続を外すことでスカートの可動範囲を広げることができる。
- プレミアムバンダイ限定販売の隠大将軍&ツバサマルセットのツバサマルと組み合わせることでスーパー無敵将軍を再現可能。

ミニプラ VSビークル合体シリーズ01：Re ルパンカイザー（各350円/10月15日）
1. レッドダイヤルファイター
2. ブルーダイヤルファイター
3. イエローダイヤルファイター
4. グッドストライカーA
5. グッドストライカーB

- シリーズ01のリニューアルパッケージ版。整形色やシールは同じだが、膝関節の強化がなされている。
- 3月発売分で誤記された1の説明表示は修正されている。

ミニプラ VSビークル合体シリーズEX（各500円/11月12日）
1. マジックダイヤルファイター
2. トリガーマシンスプラッシュ
3. ルパンマグナム
4. サイレンストライカー
5. ビクトリーストライカー

- 1、2は「- ルパンカイザー」と組み合わせることでルパンカイザーマジック、ルパンカイザースプラッシュマジックを再現可能。
  - 1の鉄球に内蔵された手首は差し替えで再現、左右に対応するため両手分の手首が付属する。2は頭部を一度分解してボーナスパーツを使用することで頭部回転を実現。
- 3は銃モードからロボモードへ変形可能。またブルーダイヤルファイター・イエローダイヤルファイターと合体してルパンマグナムスペリオルを再現可能。
- 5はサイレンストライカーの収納ギミックはオミットされている。
- 1、2、4とグッドストライカーでサイレンルパンカイザーに合体可能。
- 1、2、5とグッドストライカーでビクトリールパンカイザーに合体可能。なお「飛行モード」への変形はオミット。
- VSチェンジャーとの連動は不可（VSチェンジャーの再販がなかったため）。
- 合体解説書は1のみ付属で、全て合体の解説のみ記載。各VSビークルの変形はパッケージ裏に記載。

※スーパーミニプラ 電光超人グリッドマン（各1500円/11月26日）
1. グリッドマン
2. サンダージェット
3. ツインドリラー
4. ゴッドタンク

- 『電光超人グリッドマン』より。
- 2 - 4でゴッドゼノンに合体。全種で合体超神サンダーグリッドマンを再現可能。
- 1にプラズマブレード、3にバリアーシールドと組み換えパーツが付属。1と3を組み合わせてグリッドマンソードを再現可能。サンダーアックスの再現はパーツ数の関係上オミットされている。
- 劇中と異なり、サンダーグリッドマンの肩部（ツインドリラーの前部パーツ）はサンダージェット側に接続される。これは可動範囲の確保のための仕様である。
- グリッドマンソードの組み換え方法が異なって表示されているが、設定同様の形状に組み換えることが可能。その際にはバリアーシールドの中央部分と基部を取り外し、反転させてグリップ後部に取り付ける。

ミニプラ ガンダムビルドダイバーズ グレートショックガンダム（各480円/11月）
1. ショックガンダムMk-II
2. SGガンダムアストレイ レッドフレーム
3. SGガンダムアストレイ ブルーフレーム
4. SGニューガンダムセカンド
5. SGサザビーセカンド

- 『ガンダムビルドダイバーズ』より。
- 全種でグレートショックガンダムに合体。スーパーショックガンダムと合体することでキングショックガンダムが完成する。
- 1、4、5は「- スーパーショックガンダム」のリデコキットで、1はカラーリングが変更され、一部新規パーツが付属、4がHi-νガンダムカラー、5が百式カラーに変更されている。
- 2と4は武器とカラーリング以外同型となっている。

※スーパーミニプラ 勇者王ガオガイガー5（各1500円/12月）
1. ボルフォッグ
2. マイクサウンダース13世
3. バリバリーンセット

- 『勇者王ガオガイガー』より。
- スーパーミニプラ ガオガイガーシリーズ第7弾。

※スーパーミニプラ 獣騎神キングブラキオン（12000円/2月）
1. キングブラキオン

- 『恐竜戦隊ジュウレンジャー』より。
- スーパーミニプラ ジュウレンジャーシリーズのトリを飾るアイテム。全長約290mm、全高約160mmというシリーズ最大スケール。プレミアムバンダイ受注限定販売商品。
- ミニプラ初の電動走行ギミックを搭載し、前足を動かしながら走行する。タイヤは合成ゴム製。モーターユニットが入るため、一部工場組み立て済み。
- 既発売の大獣神かドラゴンシーザーと組み合わせて超獣戦車キングタンカー、大獣神・ドラゴンシーザーと合体して究極大獣神となる。大獣神が持つ鎖は金属チェーンが採用されている。

※スーパーミニプラ 機甲界ガリアン 邪神兵（7000円/2月）
1. 邪神兵

- 『機甲界ガリアン』より。
- スーパーミニプラ ガリアンシリーズ第3弾。プレミアムバンダイ受注限定販売商品。
- 特徴である蛇のような下半身は多関節によるフル可動。関節ジョイントは共通のため、複数個使用することでさらに伸ばすことができる。
- 巨大鎌、専用台座が付属。

※スーパーミニプラ 勇者王ガオガイガー 金色の勇者王（5200円/3月）
1. ギャレオン（ガイガー）
2. ステルスガオー
3. ライナーガオー
4. ドリルガオー
5. マーグハンド
6. ゴルディオンハンマー

- 『勇者王ガオガイガー』より。
- 「- 勇者王ガオガイガー」「- 勇者王ガオガイガー2」をセットにしたプレミアムバンダイ受注限定販売商品。
- 劇中のゴルディオンハンマー発動シーンを再現し、3種類の金成形色、金彩色、金メッキなどを採用したスペシャルバージョン。

※スーパーミニプラ 戦闘メカザブングル アニメカラーVer.（2000円/3月）
1. ザブングル

- 『戦闘メカ ザブングル』より。
- 「- 戦闘メカザブングル」のブングルスキッパーとブングルローバーをセットにし、設定画のカラーリングを再現した「映像居酒屋 ロボ基地」とプレミアムバンダイ限定販売商品。

※スーパーミニプラ 超獣合身 ライブボクサー（4500円/3月）
1. ライブボクサー

- 『超獣戦隊ライブマン』より。
- プレミアムバンダイ限定販売商品。
- バイソンライナーとサイファイヤーの2体セット。合体してライブボクサーが完成。
- 同月発売のライブロボと合体してスーパーライブロボを再現可能。
- ライブロボほどではないものの可動範囲は広く、旧ミニプラではできなかった飛行ポーズを再現することができる。

※スーパーミニプラ 無敵超人ザンボット3 ザンボット・ムーンアタック Special Ver.（5556円/3月）
1. ザンボット3

- 『無敵超人ザンボット3』より。
- 「- 無敵超人ザンボット3」の全種をセットにしたプレミアムバンダイ受注限定販売商品。
- 「ザンボット・ムーンアタック」をイメージして一部メッキ加工が施されている。

※スーパーミニプラ 勇者王ガオガイガー 撃龍神（4000円/6月）
1. 撃龍神

- 『勇者王ガオガイガー』より。
- プレミアムバンダイ限定販売商品。
- 風龍と雷龍の2体セット。合体して撃龍神が完成。超竜神の金型を一部流用。
- 以前発売の超竜神と組み替え合体で幻竜神と強龍神を再現可能。胸部パーツはゲージの色が異なるものが2種付属し、それを取り付ける。

※スーパーミニプラ 巨神ゴーグ ラブル・ガーディアン（2500円/7月）
1. ラブル・ガーディアン

- 『巨神ゴーグ』より。
- プレミアムバンダイ限定販売商品。
- 胸部ハッチが展開できる他、劇中に登場した形状違いを再現するための差し替え頭部パーツが7種付属する。武器としてレーザー砲一式が付属。

※スーパーミニプラ 機甲界ガリアン 飛甲兵ウィンガル（2500円/8月）
※スーパーミニプラ 機甲界ガリアン 飛甲兵ウィンガル・ジー（3400円/8月）
- 『機甲界ガリアン』より。
- スーパーミニプラ ガリアンシリーズ第4弾。プレミアムバンダイ受注限定販売商品。
- 飛行状態で飾るための専用スタンド、斧、斧を脛に装着できる交換パーツが付属。ウィンガル・ジーは頭部形状と一部成形色が異なる。
- ウィンガル・ジー付属のコンテナパーツとウィンガル2体を使うことで飛行輸送用機甲兵ツウィンガルを再現可能。

※スーパーミニプラ 五神合体 隠大将軍&ツバサマルセット（7500円/9月）
1. 隠大将軍
2. ツバサマル

- 『忍者戦隊カクレンジャー』より。
- プレミアムバンダイ限定販売商品。
- 5体の超忍獣が合体して隠大将軍が完成。ツバサマルと合体してスーパー隠大将軍を再現可能。
- 余剰パーツはゴッドサルダーの手首および武器のみだが、手首はゴッドクマード内部に収納できる。隠大将軍の手首は玩具同様、ゴッドクマードに取り付けることが可能。
- ゴッドガンマーの前足を後ろに収納することで股間の可動範囲を広げることができる。その際に腿のパネルをモールドのある面に裏返して付け直す。

※スーパーミニプラ 勇者王ガオガイガー SPパックセット（2200円/10月）
1. SPパック×4
2. ペンシルランチャー（氷竜用）
3. ペンシルランチャー（炎竜用）

- 『勇者王ガオガイガー』より。
- プレミアムバンダイ限定販売商品。
- 「- 超竜神」「- 撃龍神」用の追加オプションセット。

※スーパーミニプラ 機甲界ガリアン 飛甲兵ウィンガル・ジー ハイ・シャルタット機（5400円/12月）
- 『機甲界ガリアン』より。
- スーパーミニプラ ガリアンシリーズ第5弾。プレミアムバンダイ受注限定販売商品。
- ハイ・シャルタット専用機をフルメッキで再現。基本的な商品内容は「- 飛甲兵ウィンガル・ジー」と同様だが、コンテナパーツは削除されている。

※スーパーミニプラ 勇者王ガオガイガー ビッグボルフォッグ（5500円/12月）
1. ボルフォッグ（ホログラフィックカモフラージュver.）&ガングルー&ガンドーベル&付属物

- 『勇者王ガオガイガー』より。
- プレミアムバンダイ限定販売商品。
- ボルフォッグはホログラフィックカモフラージュをイメージしたクリア成型。通常版同様、ビークル形態への変形も可能。
- ガングルー、ガンドーベルは一部差し替えにより変形・合体。ビッグボルフォッグ胴体は非変形の物を使用する。
- 金成形のシルバークロス、ジェットワッパーが付属。

#### 2017年
『宇宙戦隊キュウレンジャー』がテレビ放映を中心に展開。前年度から引き続き、細かいパーツ単位での色分けを再現している他、以下のような特徴がある。
- キーアイテムである「キュータマ」はクリアパーツ成型になっており、キュータマごとに成形色が異なる。2015年度のゲキアツダイオーも同様に一部パーツがクリア成型だったが価格が若干高くなっており、この時の評判が悪かったため、通常成形色も考慮されていたが、コストを切り詰めていった結果、従来通りの価格に抑えることに成功した[11]。
- これまでは一部の限定商品のみだった全種セットを初期からバラ売りと同時展開。

※スーパーミニプラ ウォーカーギャリア（各850円/1月31日）
1. ギャリィ・ホバー
2. ギャリィ・ウィル
3. クラブタイプ+オプション
4. レッグタイプ+オプション

- 『戦闘メカ ザブングル』より。
- 「スーパーミニプラ」シリーズの第3弾。
- 1と2でウォーカーギャリアに合体可能。3にはウォーカーギャリア用バズーカ、4にはウォーカーギャリア用ライフルと劇中のサイズ比を再現した小型のレッグタイプが付属。
- 「クラブタイプ」と「レッグタイプ」はレッドとモスグリーンの2種類がある。

ミニプラ キュータマ合体シリーズ01 キュウレンオー（各350円/2月21日）
1. シシボイジャーA
2. シシボイジャーB
3. オオカミボイジャー
4. オウシボイジャー
5. カメレオンボイジャー
6. カジキボイジャー

- 1、2でシシボイジャー完成。
- 全種でキュウレンオーに合体可能。腕と脚のキュウボイジャーは換装可能。
- キュータマ内部のパネルには、片方にエンブレム、もう片方にコクピットとキュウレンジャーが描かれている。キュータマ本体部は手動で回転（マワスライド）させることが可能（内部パネルは回転不能）。
- 合体説明書は1のみ付属。その説明書は初めて艶入り紙を使用。
- 説明書には基本形態となる「キュウレンオー01、03、05、0709」のほか、右腕がオウシ、左腕がオオカミ、右脚がカジキ、左脚がカメレオンとなる形態の合体説明も記載。

ミニプラ キュータマ合体シリーズ01 キュウレンオーセット（2100円/2月21日）
1. キュウレンオー

- 上記商品の全種セット箱。

※スーパーミニプラ 勇者王ガオガイガー（各950円/2月28日）
1. ガイガー（ギャレオン）
2. ステルスガオー
3. ライナーガオー&ディバイディングドライバー
4. ドリルガオー

- 『勇者王ガオガイガー』より。
- 「スーパーミニプラ」シリーズの第4弾。初の「勇者シリーズ」製品。
- 全種でガオガイガーに合体可能。各武装形態も再現可能となっている。2にライナーガオー接続用アームが付属。
- 「ステルスガオー」の飛行状態を再現する専用スタンド、ディバイディングドライバー、ヘルアンドヘブン再現用の手首が付属。
- ギャレオンからガイガーに変形する際はギャレオン頭部と尻尾を差し替える。

ミニプラ キュータマ合体シリーズ02 キュウレンオー2（各350円/3月14日）
1. シシボイジャーA
2. シシボイジャーB
3. サソリボイジャー
4. テンビンボイジャー
5. ヘビツカイボイジャー
6. ワシボイジャー

- 1と2は「キュウレンオー」の再発売版だが、キュータマ内部パネルのシールが異なる。
- 全種で「キュウレンオー01, 02, 04, 06, 08」に合体可能（シシボイジャーは「キュウレンオー」でも可）。
- 「キュウレンオー」の（シシボイジャー除く）キュウボイジャーとの換装が可能。なおワシボイジャーをキュウレンオーの背中に合体する時は、キュウレンオー背中のジョイントパーツを左右入れ替える必要がある。
- 3と6にはそれぞれ「肘関節用パーツ」が付属しており、3・4・5・6を肘を曲げた状態で腕に合体する時に関節部に装着させる。
- 4と5は脚または腕に変形させる時、一旦キュータマを外した後、肘&膝ジョイント部を出してキュータマを再合体させる必要がある。
- 説明書は6のみ付属で、今まで通りの艶無し紙を使用。説明書には「キュウレンオー01, 02, 04, 06, 08」の合体説明として、「右腕ワシ・左腕サソリ・右脚ヘビツカイ・左脚テンビン」と、「右腕ヘビツカイ・左腕テンビン・右脚ワシ・左脚サソリ」の2形態を紹介（双方とも胴体はシシ）。

ミニプラ キュータマ合体シリーズ02 キュウレンオーセット2（2100円/3月14日）
1. キュウレンオー2

- 上記商品の全種セット箱。

※スーパーミニプラ 進化合体 大獣神（各920円/3月21日）
1. 守護獣ティラノザウルス
2. 守護獣ジュウマンモス
3. 守護獣トリケラトプス
4. 守護獣サーベルタイガー
5. 守護獣プテラノドン

- 『恐竜戦隊ジュウレンジャー』より。
- 「スーパーミニプラ」シリーズの第5弾。ミニプラ初のリメイクアイテム。
- 全種で大獣神が完成。旧商品ではオミットされていたダイノタンカーへの合体も可能。
- 恐竜剣ゴッドホーンが付属。

ミニプラ キュータマ合体シリーズ03 リュウテイオー（各350円/5月2日）
1. リュウボイジャーA
2. リュウボイジャーB
3. リュウボイジャーC
4. オオグマボイジャー・コグマボイジャー
5. サソリボイジャー

- 1・2・3でリュウボイジャーが完成。
- 4はクマボイジャーに合体が可能。
- 5は「キュウレンオー2」の再発売版だが、キュータマ内部パネルのシールが異なる。
- 全種で「リュウテイオー02, 10, 11」に合体可能（サソリボイジャーは「キュウレンオー2」でも可）。
- 両腕はシシボイジャー以外のキュウボイジャーとの換装が可能。またクマボイジャーはキュウレンオーの腕や脚に合体が可能。
- 「キュウレンオー」全種とリュウテイオー全種で「リュウテイキュウレンオー01, 02, 03, 05, 07, 09, 10, 11」に合体が可能。
- リュウテイキュウレンオーは両腕・両脚・両肩の砲塔の換装が可能。
- コグマボイジャーの顔部は、シールを貼るのと1にあるパーツを付けるの2パターンがある。
- リュウテイキュウレンオー合体説明書は4のみ付属（クマボイジャーのキュウレンオー合体説明付き）。リュウテイオーの合体説明は2のパッケージ裏に記載。

ミニプラ キュータマ合体シリーズ04 リュウテイオーセット（1750円/5月2日）
1. リュウテイオー

- 上記商品の全種セット箱。

ミニプラ キュータマ合体シリーズSP01 キュウレンオー グリスターインジェンクションVer.（各400円/6月6日）
1. シシボイジャーA
2. シシボイジャーB
3. オオカミボイジャー
4. オウシボイジャー
5. カメレオンボイジャー
6. カジキボイジャー
7. サソリボイジャー
8. テンビンボイジャー
9. ヘビツカイボイジャー
10. ワシボイジャー

- 「キュウレンオー」「キュウレンオー2」をメタリックで成型した商品。
- ミニキュータマのコクピットに座ったキュウレンジャーを再現できる新規パーツが付属する。
- 当初は前年のSP弾同様のクリアカラーの予定だったが、ユーザーがネットにアップした塗装されたミニプラの写真をヒントにメタリック成型となった。強度の問題があったため、通常のミニプラで使用する樹脂より強度の高い高級樹脂を使用している。「グリスターインジェクション」というタイトルは「光り輝く」を意味する「Glitter」とプラモデルの成型方法である「射出」を意味する「Injection」を組み合わせた造語[12]。

※スーパーミニプラ 勇者王ガオガイガー2（各950円/6月20日）
1. マーグハンド
2. ゴルディオンハンマー&ガトリングドライバー&ウルテクポッド
3. ステルスガオーII

- 『勇者王ガオガイガー』より。
- 「スーパーミニプラ」シリーズの第6弾。
- 2のウルテクポッド、3でステルスガオーIIが完成。ステルスIIの本体カバーは取り外し不可。第1弾と組み合わせてスターガオガイガーを再現可能。プロテクトウォール、ブロウクンファントムも再現。
- 1、2でゴルディーマーグが完成。ゴルディータンクへの変形も可能でマーグハンドとゴルディオンハンマーに分離しガオガイガーに装備可能。ハンマーヘル&ヘブン用の杭とゾンダー核も付属する。

※スーパーミニプラ 機甲界ガリアン（各1900円/7月）
1. ガリアン重装改
2. 鉄巨神ガリアン

- 『機甲界ガリアン』より。
- 「スーパーミニプラ」シリーズの第7弾。
- 1はガリアン飛装改、ガリアン自走改への分離変形はパーツ差し替えで再現可能。また、改装前のガリアンの組み換えおよびガリアン飛装型への変形も可能。

ミニプラ キュータマ合体シリーズ04 ギガントホウオー（各350円/7月25日）
1. ギガントホウオーA
2. ギガントホウオーB
3. ギガントホウオーC
4. ギガントホウオーD
5. ギガントホウオーE
6. ギガントホウオーF

- 全種でギガントホウオー（+ホウオウベース）に合体可能。ホウオウボイジャー、ホウオウステーション、ホウオウベースの各分離形態も再現可能。またホウオウボイジャーは、ホウオウベースに搭載して出撃形態にすることが可能。
- ホウオウボイジャーからギガントホウオーに変形した時は、ホウオウボイジャーの中央部パーツ（ギガントホウオーの脚と脚の間）は余剰パーツとなる。
- ホウオウミニキュータマはラメ入りのクリアパーツ成型。
- ギガントホウオー、ホウオウベース、シシボイジャー、オオカミボイジャーからクマボイジャーまでのキュータマ計10体でキュータマジンに合体可能。
- キュータマジンの合体説明書は6のみ。

ミニプラ キュータマ合体シリーズ04 ギガントホウオーセット（2100円/7月25日）
1. ギガントホウオー

- 上記商品の全種セット箱。

※スーパーミニプラ ドラゴンシーザー（3500円/7月31日）
1. ドラゴンシーザー

- 『恐竜戦隊ジュウレンジャー』より。
- 「スーパーミニプラ」シリーズの第8弾。一種類でドラゴンシーザーが完成。
- 大獣神と組み合わせて剛龍神、獣帝大獣神に合体可能。なお剛龍神顔面は差し替え式になっている。
- 獣帝大獣神は、DX版と同じ「右腕にスピニングシーザー、左腕にブレストラー」（劇中未登場）形態にできる。

※ミニプラEX マイクロ合体シリーズ キュウレンオー（各278円/8月1日）
1. シシボイジャー
2. オオカミボイジャー&カメレオンボイジャー
3. オウシボイジャー&カジキボイジャー

- 前年度から展開の始まった「マイクロ合体シリーズ」の商品でミニプラとは非連動。キュータマはクリア成型ではない。
- 全種でキュウレンオーに合体可能。手足の入れ替え合体もできる。

ミニプラ キュータマ合体シリーズ05 ケルベリオス（各350円/8月15日）
1. ケルベロスボイジャーA
2. ケルベロスボイジャーB
3. ヘビツカイボイジャー
4. オウシボイジャー
5. カメレオンボイジャー
6. カジキボイジャー

- 1、2でケルベロスボイジャーが完成。3 - 6は過去商品の再発売版。
- ケルベロスボイジャーはシシボイジャーの成形色を変形し、新規パーツを追加した商品。そのため一部余剰パーツが存在する。またケルベロスボイジャー正面両脇の「ドーベルマンヘッド」と「ブルドッグヘッド」の台座は、キュータマ台座パーツの一部を流用している。
- 全種でケルベリオスに合体可能。ケルベロスミニキュータマはクリアパール成型。
- 合体後、上半身をケルベロスボイジャーと同形態に変形させることで、必殺技「ケルベリオスファイナルインパクト」形態を再現できる。
- シシボイジャー、リュウボイジャー、ギガントホウオー以外との組み換え合体も可能。なお肩部合体は「ドーベルマンヘッド」と「ブルドッグヘッド」をキュータマと取り換えてから合体させることも可能。
- 合体説明書は2のみ付属。

ミニプラ キュータマ合体シリーズ06 オリオンバトラー（各350円/10月17日）
1. オリオンバトラーA
2. オリオンバトラーB
3. オリオンバトラーC
4. オリオンバトラーD
5. オリオンバトラーE
6. オリオンバトラーF

- 全種でオリオンバトラーが完成。バトルオリオンシップ、オリオンボイジャーへ分離変形可能。
- DX同様、これまで発売されたミニプラ キュータマ合体シリーズのキュウボイジャーにミニキュータマをドッキングする動きを再現できる。
- バトルオリオンシップ甲板にはキュータマを分離したキュウボイジャー（シシ・リュウ・ホウオウ・ケルベロスを除く）を搭載可能。
- バトルオリオンシップ甲板後部にワシボイジャー・ヘビツカイボイジャー・テンビンボイジャーを搭載し、後部に「キュウレンオー01, 03, 05, 07, 09」・「リュウテイオー02, 10, 11」・「ギガントホウオー」を並べることで、「キュウキョクギャラクシー」形態を再現可能。
- 合体説明書は4のみ付属（表はバトルオリオンシップとオリオンボイジャーへの分離、裏はキュウボイジャー搭載）。

ミニプラ キュータマ合体シリーズ06 オリオンバトラー セット（2100円/10月17日）
1. オリオンバトラー

- 上記商品の全種セット箱。

ミニプラ キュータマ合体シリーズSP02 グリスターインジェクションver.（各400円/11月）
1. ギガントホウオーA
2. ギガントホウオーB
3. ギガントホウオーC
4. ギガントホウオーD
5. ギガントホウオーE
6. ギガントホウオーF
7. リュウボイジャーA
8. リュウボイジャーB
9. リュウボイジャーC
10. コグマボイジャー&オオグマボイジャー

- グリスターインジェクションver.の第2弾。第1弾で販売されなかったリュウテイオー、ギガントホウオーをメタリック成型で発売。
- 第1弾同様、ミニキュータマのコクピットに座ったキュウレンジャーを再現できる新規パーツが付属する。

※スーパーミニプラ 無敵超人ザンボット3（950円/11月）
1. ザンボエース
2. ザンバード
3. ザンブル
4. ザンベース

- 『無敵超人ザンボット3』より。
- 「スーパーミニプラ」シリーズの第9弾。2 - 4でザンボット3に合体可能。
- 1はアクション重視でザンバードへの変形も可能だが、合体はできない。2はプロポーションを重視した合体用のザンバードとホルスタージェットなどの武器がセットされている。

ミニプラ キュータマ合体シリーズ07 コジシボイジャー&モライマーズロボ&ミニキュータマセット（各350円/11月28日）
1. コジシボイジャーA
2. コジシボイジャーB
3. モライマーズロボA
4. モライマーズロボB
5. ミニキュータマセットA
6. ミニキュータマセットB

- 1と2でコジシボイジャーが完成。
- コジシボイジャーの顔面パーツは「目穴あり」と「目穴なし」の2種類あり。それによって貼るシールも異なる。
- コジシボイジャーとシシボイジャー・カジキキュータマ・カメレオンキュータマ・オウシキュータマ・オオカミキュータマでスーパーシシボイジャーに合体可能。またコジシボイジャーとキュウレンオーでスーパーキュウレンオーに合体可能（双方ともシシキュータマは除く）。スーパーシシボイジャーは上部4つのキュータマ、スーパーキュウレンオーは手足の入れ替え合体が可能。またスーパーキュウレンオーのキャノン砲は、左側に合体させることも可能。
- スーパーシシボイジャー&スーパーキュウレンオーへの合体説明書は1のみ（前者は表、後者は裏）で、「- キュウレンオー」以来の艶入り紙を使用。
- モライマーズロボは初立体化。DX未発売の敵ロボのミニプラ化は初となる。2種で完成するが、キュウレンオーと同じ大きさとなる。モライマーズへの変型はオミット。
- ミニキュータマセットは劇中でロボが使用したスキルキュータマのセット。購入者アンケートの自由記入欄で要望が多かったことから収録が決まったとのこと[13]。

※スーパーミニプラ 戦闘メカザブングル ウォーカーマシンバザーアイテムセット（2000円/1月23日受注開始、5月発送）
1. ブーメラン・イディオム（ウォーカーギャリア用）
2. 5連装ミサイルランチャー（ウォーカーギャリア用）
3. 3連ランチャー（トラッド11タイプ、ギャロップタイプ用）
4. オープントップキャビンパーツ（クラブタイプ用）
5. サブングル膝関節可動域拡大パーツ（ザブングル用）

- 『戦闘メカザブングル』より。
- 「スーパーミニプラ 戦闘メカザブングルシリーズ」の拡張アイテムセット。プレミアムバンダイ受注限定販売商品。

※スーパーミニプラ 機甲界ガリアン 人馬兵プロマキス（2500円/9月）
※スーパーミニプラ 機甲界ガリアン 人馬兵プロマキス・ジー（2500円/9月）
※スーパーミニプラ 機甲界ガリアン 人馬兵プロマキス/プロマキス・ジー 同時購入セット（5000円/9月）
- 『機甲界ガリアン』より。
- プレミアムバンダイ受注限定販売商品。個別購入とセット購入がある。
- 頭部とシールドの造形が異なる以外は共通の内容。ボーナスパーツとしてガリアンソード抜刀再現パーツが付属し、第7弾のガリアンと組み合わせて遊べる。
- アンテナなどの細かいパーツは一部塗装済み。

※スーパーミニプラ キングジェイダー（12000円/12月）
- 『勇者王ガオガイガー』より。
- 「スーパーミニプラシリーズ」第10弾。プレミアムバンダイ受注限定販売商品。
- ジェイアークから分離してジェイダーへ変形・キングジェイダーへ合体可能。ジェイライダー形態も再現できる。キングジェイダー時の全高は28cmとスーパーミニプラ史上最大。
- キングジェイダー合体時はジェイアーク艦橋およびジェイダー上半身より一回り小さいプロポーション重視の頭部を使用する。
- ジェイダー用のプラズマソード、プラズマウイング、ジェイクォースに取り付けられる原種核が付属。

#### 2016年
『動物戦隊ジュウオウジャー』がテレビ放映を中心に展開。この年のミニプラシリーズには従来の製品と異なる特徴がみられる。
- パッケージ正面の画像が完成品のものになり、また全種共通になった。
- 1箱あたりの成型色が増え、さらに別の箱から足りない色のパーツを補う場合もある。またそれに伴い、シールの枚数が少なくなった。特に「コンドルワイルド」の「キューブコンドルA」、「ドデカイオー」の「キューブホエールD」「キューブホエールE」はパーツの色分けのみで完成し、シールが付属しない。
- 組み立て説明のイラストの一部が3D風になった。

ミニプラ 動物合体シリーズ01 ジュウオウキング（各350円/2月23日）
1. キューブイーグルA
2. キューブイーグルB
3. キューブシャーク
4. キューブライオン
5. キューブキリン&キングソード

- 各キューブは劇中の設定に従い、「キューブモード」「動物モード」に変形可能。さらにジュウオウキューブウエポンは「ウエポンモード」にもなり、ジュウオウキングなどに武装可能。02以降のシリーズでも同様[注 8]。
- キューブイーグルの完成には1、2、3が必要。
- キューブシャークの完成には3、4が必要。尾の変形は差し替え式。
- 1 - 4でジュウオウキング1・2・3（表記は「ジュウオウキング」）に合体可能。頭部になる「ビッグキングソード」は2に付属するが、後述の可動のために設定よりも刀身が短く、キューブイーグルすら貫通しない。
- 武器のキングソードは2および5にそれぞれ付属する。前者はビッグキングソードに収納し顔の回転ギミックを再現するもの、後者は見栄えを重視した大きめのもの。いずれもジュウオウキングに持たせることが可能。
- キューブシャーク内部には合体時の可動軸がある。さらにキューブライオンは左右分割、足首のボールジョイントへの付け替えが可能で、これらのギミックによりDX版では不可能だった足の分割および可動が再現されている。
- キューブシャークのナンバー面の裏には通常は使わないグリップがあり、背面や手に付けるオリジナルギミックが可能。

ミニプラ 動物合体シリーズ02 ジュウオウワイルド（各350円/4月19日）
1. キューブゴリラA
2. キューブゴリラB
3. キューブタイガー
4. キューブエレファント
5. キューブモグラ

- キューブゴリラの完成には1、2が必要。
- キューブゴリラ、キューブタイガーの変形は差し替え式。
- 1 - 4でジュウオウワイルド6・5・4（表記は「ジュウオウワイルド」）に合体可能。ジュウオウキングと同様足が分割し可動するが、キューブエレファントは左右非対称に分かれる。またジュウオウワイルド下腕部は内側に曲げられるので、合体後の構えの再現が可能。なお「ワイルドロケットナックル」発射のギミックはオミットされている。
- ジュウオウワイルド腰部のキューブタイガーおよび脚部のキューブエレファントはそれぞれキューブシャーク、キューブライオンと換装可能で、劇中およびDX版で紹介されたさまざまな形態[注 9] を再現できる。
- ジュウオウキング全種およびジュウオウワイルド全種でワイルドジュウオウキングに合体可能。キングソードおよび各種ジュウオウキューブウエポンを武装できる。

※スーパーミニプラ 戦闘メカ ザブングル（各850円/6月28日）
1. ブングル・スキッパー
2. ブングル・ローバー
3. トラッド11タイプ+オプションセットA
4. ギャロップタイプ+オプションセットB

- 『戦闘メカ ザブングル』より。
- 高級版「スーパーミニプラ」の第1弾。ザブングルを筆頭に、登場したウォーカーマシーンから「トラッド11」と「ギャロップ」の2体を発売。
- 1にはライフル、3にはザブングル用3連バズーカと9連ミサイル、4にはホバギーとザブングル用4連ハンドキャノンがそれぞれ付属。ライフル、バズーカ、ミサイル、キャノンは全てザブングルに武装可能。キャノンは左右逆に取り付けることが可能。
- 1と2でザブングルに合体可能。1の翼は破損状態のものが付属し、差し替えることでザブングル2号機を再現可能。また1と2をそれぞれ地上走行形態に変形させ、ザブングルカーにも合体可能。
- ブングル・スキッパーの後輪、フロント部、ブングル・ローバーの「ザブングルの大腿部」の収納、翼の変形、運転席の展開、ザブングルカーの連結部、コンテナの変形はパーツ差し替え。
- 「トラッド11」と「ギャロップ」の成型色はサンドイエローとグリーンの2種類があり、外箱からは確認できない。

ミニプラ 動物合体シリーズ03 トウサイジュウオー（各350円/7月12日）
1. キューブライノスA
2. キューブライノスB
3. キューブライノスC
4. キューブライノスD
5. キューブウルフ
6. キューブクロコダイル

- キューブライノスの完成には1 - 4が必要。後部のトレーラーはジョイントパーツを使用して前部のトラクターと連結し、キューブウルフやキューブクロコダイルをはじめ各種ジュウオウキューブを搭載可能。
- キューブウルフの完成には5に加え、3に付属するパーツが必要。
- キューブクロコダイルの尾の変形は差し替え式。
- 全種でトウサイジュウオーに合体可能。腕部の合体には前述のジョイントパーツを使用。また合体の説明書は6のみに付属する。
- キューブクロコダイルとキューブウルフはDX版同様、ジュウオウキングおよびジュウオウワイルドの下半身に合体可能（前者は腰部、後者は脚部）[注 10]。足は分割するが膝は曲げられず、説明書通りに組み立てると余剰パーツが発生する。

ミニプラ 動物合体シリーズ04 コンドルワイルド&ジュウオウキューブウエポン（各350円/8月9日）
1. キューブコンドルA
2. キューブコンドルB
3. キューブタイガー
4. キューブエレファント
5. キューブクマ
6. キューブコウモリ

- キューブコンドルの完成には1、2が必要。キューブゴリラのパーツを一部流用している。頭部と尾はDX版と異なり別パーツになっているが、ジョイントで接続可能。
- 3と4は「ジュウオウワイルド」の再発売版。
- 1 - 4でコンドルワイルドに合体可能。劇中およびDX版と異なりキューブコンドル頭部は余剰パーツとなるが、グリップを展開して手に持たせられるオリジナルギミックがある。「ジュウオウワイルド」同様、「コンドルロケットナックル」発射ギミックはオミット。
- 5はDX同様クマアックスの刃の出し入れはオミットされているため、劇中よりも刃渡りは小さい。
- 5にはワイルドジュウオウキング右腕部の補強パーツが付属し、ジュウオウキューブウエポンを持たせた際重さで腕が下に曲がるのを防ぐ。補強パーツは通常時はキューブゴリラの左腕部に収納できる。
- 5、6およびジュウオウキング全種、ジュウオウワイルド全種、トウサイジュウオー全種でワイルドトウサイキングに合体可能。なおビッグキングソードは、5に付属する大型の刀身パーツを介して右腕に取り付ける。また合体の説明書は6のみに付属する。
- コンドルワイルドは脚の換装が可能。またキューブコンドルはキューブゴリラが必要な形態の代わりに合体が可能。

※ミニプラEX マイクロ合体シリーズ01 ワイルドトウサイキング（各400円/8月23日）
1. ジュウオウキングセット
2. ジュウオウワイルドセット
3. キューブライノスセット

- ミニプラと非連動の新シリーズで、サイズはその半分程度。
- 1はキューブイーグル、キューブシャーク、キューブライオン、キューブクロコダイル、キューブキリン、キューブコウモリ、ジュウオウキング頭部、ビッグワイルドキャノン（表記は「バズーカ」）のセット。
- 2はキューブゴリラ、キューブエレファント、キューブタイガー、キューブウルフ、キューブモグラ、キューブクマ、ジュウオウワイルド頭部、ビッグキングソード（刀身のみ）のセット。
- 3でキューブライノスが完成し、他のジュウオウキューブを搭載可能。
- 1および2のジュウオウキューブは動物モードに変形可能（キューブタイガー以外は差し替え式）。ジュウオウキューブウエポンは非変形の単一パーツ（動物モードのみ）。
- 3、キューブクロコダイル、キューブウルフでトウサイジュウオーに合体可能。またジュウオウキングやジュウオウワイルドも完成するが、積み重ねるだけでキューブの接続はできない。
- 全種でワイルドトウサイキングに合体可能。

ミニプラ 動物合体シリーズSP01 ワイルドジュウオウキング クリアバージョン（各400円/9月13日）
1. キューブイーグルA
2. キューブイーグルB
3. キューブシャーク
4. キューブライオン
5. キューブキリン&キングソード
6. キューブゴリラA
7. キューブゴリラB
8. キューブタイガー
9. キューブエレファント
10. キューブモグラ

- 「ジュウオウキング」と「ジュウオウワイルド」をクリアパーツで成型した製品。

ミニプラ 動物合体シリーズ05 ドデカイオー（各350円/10月11日）
1. キューブホエールA
2. キューブホエールB
3. キューブホエールC
4. キューブホエールD
5. キューブホエールE
6. キューブホエールF

- 全種でキューブホエールが完成。ドデカイオーに変形可能。
- カイオースピアの伸縮およびドデカイオーの顔面のスライドのギミックはオミットされている。
- ジュウオウキング全種、ジュウオウワイルド全種、トウサイジュウオー全種（キューブライノスDを除く）、キューブクマ、キューブコウモリ、ドデカイオー全種でワイルドトウサイドデカキングに合体可能。DX版と異なり肘が可動し、足はハの字形となる。
- ワイルドトウサイドデカキングへの合体には付属のジョイントパーツを使用し、8つのジュウオウキューブを積み重ねて両足にするギミックや、キューブライノスの接続を再現する。不使用時はキューブホエール内部に収納可能。一方キューブホエール下部のキャノン砲「ビッグホエールバレル」[注 11]、キングソード2種、ビッグキングソード、ワイルドキャノン、ビッグワイルドキャノン、キューブライノスの角パーツ、ジョイントパーツ、トレーラーは余剰となる。
- 合体説明書には遊び終わったらそれぞれのジュウオウキューブに戻すよう注意書きがある。

※スーパーミニプラ 伝説巨神イデオン（各900円/10月29日）
1. ソル・アンバー
2. ソル・バニアー
3. ソル・コンバーA
4. ソル・コンバーB

- 『伝説巨神イデオン』より。
- 「スーパーミニプラ」シリーズの第2弾。
- 3と4でソル・コンバーが完成。
- 全種でイデオンに合体可能。
- ソル・アンバーの左右伸縮、クローラーの変形、手首収納、ソル・バニアーの運転席、胴体伸縮、車輪の変形、ソル・コンバーの膝の伸縮、運転席、車輪はパーツ差し替え。
- このセットのみでは各メカの2段変形は不可能。

※スーパーミニプラ 伝説巨神イデオン -発動セット-（4800円/10月29日）
1. イデオンセット

- 『伝説巨神イデオン』より。
- 先述の「イデオン」をワンセットにし、さらに「波動ガン」をセットした特別版。
- 両手に「波動ガン」を装備可能。さらに平手が付属する。
- ソル・アンバーはイデオ・デルタ、ソル・バニアーはイデオ・ノバ、ソル・コンバーはイデオ・バスタに、それぞれ変型が可能。変形には追加パーツを用いる。
- パッケージは書き下ろしのイラストを採用。

ミニプラ 動物合体シリーズSP02 トウサイジュウオー&ジュウオウキューブウエポン クリアバージョン（各400円/11月8日）
1. キューブライノスA
2. キューブライノスB
3. キューブライノスC
4. キューブライノスD
5. キューブウルフ
6. キューブクロコダイル
7. キューブクマ
8. キューブコウモリ

- 「トウサイジュウオー」と、「コンドルワイルド」のキューブクマとキューブコウモリをクリアパーツで成型した製品。
- 5に付属の「ビッグキングソード刀身部」と「ワイルドジュウオウキング右腕部の補強パーツ」もクリアパーツで成型。

※ミニプラEX マイクロ合体シリーズ01 ワイルドトウサイドデカキング（各400円/11月15日）
1. キューブホエールAセット
2. キューブホエールBセット
3. ジュウオウキングセット
4. ジュウオウワイルドセット
5. キューブライノスセット

- 「マイクロ合体シリーズ」の第2弾で、新たにキューブホエール2セットを発売。3 - 5は「マイクロ合体シリーズ01」の再発売版。
- 1はキューブホエール本体部とカイオースピアのセット。
- 2はドデカイオー脚部（キューブホエール・アニマル形態の尾ビレ）、ビッグホエールバレル、ワイルドトウサイドデカキング脚部の補助パーツのセット。
- 1と2（補助パーツを除く）でキューブホエール完成。ドデカイオーに変形可能。
- 全種でワイルドトウサイドデカキングに合体可能（余剰パーツ有り）。脚部となるキューブアニマル合体には、2に付属している補助パーツを使って合体させる。

ミニプラ 動物合体シリーズ06 キューブオクトパス&ジュウオウキューブウエポンEX（各350円/12月6日）
1. キューブオクトパス
2. キューブシマウマ
3. キューブカモノハシ
4. キューブヒョウ
5. キューブフクロウ

- 1とジュウオウキング1 - 3（ただしビッグキングソードは使用せず）でジュウオウキングオクトパスに合体可能。
- 1は胴体を浮かせてから、脚を手動で回転できるギミックあり。ジュウオウキングオクトパス時では背中のプロペラ「ビッグオクトパステンタクル」（キューブオクトパスの脚）を手動回転が可能。
- 2 - 5は既発売のジュウオウキューブウエポンのリデコ品だが、3はクチバシ、5は顔部分が新規となっている。なお、3 - 5には一部余剰パーツが存在する[注 12]が、2のキングソード（長刀）と4の「ワイルドジュウオウキング右腕補強パーツ」は使用可能。
- 2 - 5はウエポン形態に変形して各ロボット[注 13]に武装可能。また「ワイルドジュウオウキング」・「ワイルドトウサイキング」・「ワイルドトウサイドデカキング」のパーツとして合体も可能。
- 合体説明書は1のみ付属。

ミニプラ 動物合体シリーズSP03 ドデカイオー クリアバージョン（2400円/12月13日）
- 「ドデカイオー」をクリアパーツで成形した商品。6種が全てセットになっている。

※スーパーミニプラ 戦闘メカ ザブングル「再発売版」（各850円/12月24日）
1. ブングル・スキッパー
2. ブングル・ローバー
3. トラッド11タイプ+オプションセットA
4. ギャロップタイプ+オプションセットB

- 『戦闘メカ ザブングル』より。
- 「ブングル・スキッパー」と「ブングル・ローバー」の一部金型改修、タイヤと武器と関節の成型色を変更、「トラッド11」と「ギャロップ」の成型色を変更した再発売版。
- 「トラッド11」と「ギャロップ」の成型色はオリーブドラブとサンドイエローの2種類があり、カラーA（オリーブドラブカラー）、カラーB（サンドイエローカラー）と外箱から確認できるよう改められた。

ミニプラ 動物合体シリーズ ジュウオウキング クリアラメVer.（非売品）
- ジュウオウジャーチョコキャンペーン当選商品で、ジュウオウキングの成型色をクリアラメに変更したもの。

1. ジュウオウキング

ミニプラ 動物合体シリーズ ジュウオウワイルド クリアラメVer.（アパレル限定）
- アパレル商品に付属するもので、ジュウオウワイルドの成型色をクリアラメに変更したもの。括弧内はキットが付属するアパレル商品。

1. キューブゴリラ（半袖パジャマ）
2. キューブタイガー（ボクサーブリーフ2枚組）
3. キューブエレファント（半袖Tシャツまたはトートバッグ）
4. キューブモグラ（バッグ）

ミニプラ 動物合体シリーズ ワイルドトウサイキングセット（7000円/10月26日予約開始、12月10日発送開始）
- パール色成型に変更したジュウオウキング、ジュウオウワイルド、トウサイジュウオー、全ジュウオウキューブウエポンがセットとなったプレミアムバンダイ受注限定販売商品。
- 新規パーツとして、ジュウオウキング頭部の分割を変更し、額パーツをメッキ化。キューブシャーク、キューブライオン、キューブクロコダイルの肉抜き部分を埋めるパーツが追加されている。

#### 2015年
『手裏剣戦隊ニンニンジャー』がテレビ放映を中心に展開。
ミニプラ シュリケン合体シリーズ01 シュリケンジン（各350円/3月24日）
1. オトモ忍 シノビマル
2. オトモ忍 ドラゴマル
3. オトモ忍 ダンプマル
4. オトモ忍 ワンマル+オトモ忍 ビュンマルA
5. オトモ忍 ビュンマルB

- 4と5でビュンマルが完成。ビュンマル後部の凹み（シュリケンジンの左スネ）にはワンマルを収納可能。
- 全種でシュリケンジン、シュリケンジンドラゴが完成。
- 1はミニオトモ忍シュリケン（アカ）付属。
- 2はミニオトモ忍シュリケン（アオ）付属。

ミニプラ シュリケン合体シリーズ02 バイソンキング（各350円/5月26日）
1. バイソンキングA
2. バイソンキングB
3. バイソンキングC
4. バイソンキングD

- 全種でバイソンキングが完成、オトモ忍ロデオマルとバイソンキングバギーに分離可能。またバイソンキングバギーにはロデオマルを搭乗可能。
- 1はミニオトモ忍シュリケン（スターニンジャー）付属。ミニオトモ忍シュリケンはバイソンキングバギーの後部パーツとなる。
- シュリケンジン全種とバイソンキング全種でキングシュリケンジンに合体可能。
- ロデオマルは、シュリケンジンの胴体に合体可能。

ミニプラ シュリケン合体シリーズ03 集結! オトモ忍（各350円/6月23日）
1. オトモ忍 サーファーマル
2. オトモ忍 UFOマル
3. オトモ忍 パオンマル
4. オトモ忍 シノビマル
5. オトモ忍 ドラゴマル
6. オトモ忍 ダンプマル
7. オトモ忍 ワンマル+オトモ忍 ビュンマルA
8. オトモ忍 ビュンマルB

- 4 - 8は「シュリケンジン」の再発売版（シノビマルとドラゴマルはミニオトモ忍シュリケン付属）。
- 1・2・3はいずれもミニオトモ忍シュリケンを分離し、人型へ変型可能。
- 1と4 - 8でシュリケンジンサーファーが完成。
- 2と4 - 8でシュリケンジンUFOが完成。
- 3 - 8でシュリケンジンパオーンが完成。
- サイズの関係上、UFOマル（人型）の胴体と頭、サーファーマル（人型）の頭の部分は、それぞれ差し替え式となっている。
- サーファーマルはDX版同様、（ミニオトモ忍シュリケンを除く）バイソンキングバギーとの合体が可能。

ミニプラ シュリケン合体シリーズ04 ライオンハオー（各540円/8月11日）
1. ライオンハオーA
2. ライオンハオーB
3. ライオンハオーC
4. ライオンハオーD
5. ライオンハオーE

- 全種でライオンハオーが完成。ライオンハオージョウに変型可能。
- 1は「アカニンジャー超絶」人形が付属（「立ちポーズ」と「座りポーズ」の2タイプ有り）。「立ちポーズ」はライオンハオージョウ上部、「座りポーズ」はライオンハオー胴体部のライオンの口にそれぞれ搭載可能、人形や搭載部パーツには穴や突起が無いので、固定搭載はできない。またライオンハオー時は、「立ちポーズ」は胴体とライオンの口の間に逆さに取り付ける。
- 2はミニオトモ忍シュリケン付属。
- シュリケンジン全種・バイソンキング全種・ライオンハオー全種で覇王シュリケンジンに合体可能。覇王シュリケンジン頭上にはアカニンジャー超絶（「座りポーズ」）を搭載可能。
- ライオンハオーから覇王シュリケンジンへ変型させる時には、映像のようにライオンハオー上半身を反転させることはできないため、差し替え式になっている。このほか、アカニンジャー超絶（2ポーズ）を分離させるため、ライオンの顔の部分も差し替え、また大砲パーツ（バイソンキングの両脚部）を装着させるためのジョイントパーツがライオンハオー腕中にあるため、一旦腕を分離し、ジョイントパーツを覇王シュリケンジンの拳に差し替えてから、腕を再合体させる。
- ライオンハオー・覇王シュリケンジン共々、両腕は動かせるが、両足は固定されているので動かせない。

ミニプラ シュリケン合体シリーズSP ダイノマル&シュリケンジン アッパレクリアバージョン（各432円/9月15日）
1. オトモ忍 ダイノマル
2. オトモ忍 シノビマル
3. オトモ忍 ドラゴマル
4. オトモ忍 ダンプマル
5. オトモ忍 ワンマル+オトモ忍 ビュンマルA
6. オトモ忍 ビュンマルB

- 「シュリケンジン」をクリアパーツで成型。これに、『手裏剣戦隊ニンニンジャー THE MOVIE 恐竜殿さまアッパレ忍法帖!』に登場したダイノマルをクリアパーツ成型して発売。映画登場メカがクリアパーツ成型版で発売されるのは、これが初。ただし通常成形色のダイノマルは発売されていない。
- シノビマルとドラゴマルにそれぞれ付属の「ミニオトモ忍シュリケン」も、クリアパーツ仕立て。
- 1はミニオトモ忍シュリケンを分離して、人型に変型可能。
- 全種でシュリケンジンダイノが完成（シュリケンジンは「シュリケンジン」「集結! オトモ忍」でも可）。
- DX版同様、シュリケンジンダイノは右手の「ダイノマルドリル」（恐竜モードのシッポ）の替わりに、もう片方の「恐竜モードの腕」を持たせ、双方とも「ダイノマルハンマー」状態にすることが可能。

ミニプラ シュリケン合体シリーズ05 ゲキアツダイオー（各410円/11月3日）
1. オトモ忍 ホウオウマル
2. オトモ忍 セイリュウマル
3. オトモ忍 ゲンブマル
4. オトモ忍 ビャッコマル
5. オトモ忍 パンダマル
6. オトモ忍 マゴイマル

- ゲンブマル以外の5種は、「アッパレクリアバージョン」のダイノマルに使用されたオレンジクリアパーツ成形色を、パーツの一部に使用。
- 1はミニオトモ忍シュリケン付属（これにもオレンジクリアパーツ使用）。
- 全種でゲキアツダイオーが完成。
- 各オトモ忍にはニンニンジャーを模したミサイルが付属。ゲキアツダイオーの胸部に搭載し、背中のダイヤルを回すと、ミサイルが発射され、必殺技「ゲキアツ大フィーバー」を再現できる。
- ゲキアツダイオー全種、バイソンキング全種、ライオンハオー全種で覇王ゲキアツダイオーに合体可能。

#### 2014年
『烈車戦隊トッキュウジャー』がテレビ放映を中心に展開。
ミニプラ 烈車合体 トッキュウオー（各300円/3月18日）
1. レッドレッシャー
2. ブルーレッシャー
3. イエローレッシャー+フミキリケン
4. グリーンレッシャー
5. ピンクレッシャー

- 各烈車は連結可能で、全種で約650mmの長さになる。連結の順番は自由に入れ替え可能。余剰となるフミキリケンは、レッドレッシャー上部に取り付けられる。
- 全種でトッキュウオーが完成。
- ブルーレッシャー、グリーンレッシャーを分割してレッドレッシャーに合体させることで腰部などの回転軸が機能し、可動範囲はDX版を大きく上回る。DX版同様に分割せずそのまま合体させることも可能。
- 劇中のレッドレッシャーの変形は差し替えで表現されている。フェイスカバーの開閉は省略され、頭部は横向きに収納する。

ミニプラ 烈車合体ディーゼルオー（各300円/5月13日）
1. ディーゼルレッシャーA
2. ディーゼルレッシャーB
3. カーキャリアレッシャー
4. タンクレッシャー

- 1と2でディーゼルレッシャーが完成。
- 全種でディーゼルオーが完成。首は動かないが、可動はDX版を遥かに上回る。
- カーキャリアレッシャーの「ダッシュカー」は、DX版のような塗装はされておらず、分離もできない。
- トッキュウオー全種と3でトッキュウオーカーキャリア、4でトッキュウオータンクに合体可能。
- トッキュウオー全種とディーゼルオー全種で超トッキュウオーに合体可能。頭部の変形はパーツを付け替えて再現する。

ミニプラ 烈車合体 武装烈車（各300円/6月17日）
1. ポリスレッシャー
2. ファイヤーレッシャー
3. シールドレッシャー
4. レッドレッシャー
5. ブルーレッシャー
6. イエローレッシャー+フミキリケン
7. グリーンレッシャー
8. ピンクレッシャー

- 4 - 8は「トッキュウオー」の再発売版。
- 1および4 - 8（トッキュウオー）でトッキュウオーポリスに合体可能。
- 2とディーゼルオー全種でディーゼルオーファイヤーに合体可能。
- 3はシグナルシールドに変形し、トッキュウオーに武装可能。同様にディーゼルオーにも武装できる。
- 「トッキュウオーファイヤー」「ディーゼルオーポリス」への合体も紹介されている。

ミニプラ 烈車合体ビルドダイオー（各300円/7月29日）
1. ビルドレッシャーA
2. ビルドレッシャーB
3. ビルドレッシャーC
4. ドリルレッシャー

- 1 - 3でビルドレッシャーが完成。ビルドダイオーに変形する。
- 4は転がし走行に合わせてドリルが回転する。
- 全種でビルドダイオードリルに合体可能。
- 4とトッキュウオーでトッキュウオードリルに合体可能。
- 1 - 3、トッキュウオー、ディーゼルオー全種で超超トッキュウダイオーに合体可能。ビルドダイオー上半身の変形は差し替えで表現する。またビルドレッシャー後方車両の中央部（ビルドダイオー腰部）はDX版同様、外さずに合体させる。DXと異なり外すことも可能だが、ジョイントがないため余剰扱いになる。

ミニプラ 烈車合体サファリガオー（各300円/8月26日）
1. サファリレッシャー（ライオン）
2. サファリレッシャー（イーグル）
3. サファリレッシャー（ワイルドキャット）
4. サファリレッシャー（アリゲーター）
5. サファリレッシャー（パンダ）+シッポブレード

- 「トッキュウオー」の成型色を変更し、新規パーツを追加した製品。全種でサファリガオーが完成し、ロボモードに変形可能。
- 各烈車の名称はDX版に倣い、劇場版とは異なる（「○○レッシャー」→「サファリレッシャー（○○）」）。
- トッキュウオー同様シッポブレードは「（ライオン）」上部に取り付けられるが、追加パーツと干渉するためフミキリケンとは向きが前後逆になる。

ミニプラ 烈車合体EX 超トッキュウオー レインボークリアスペシャル（各350円/9月23日）
1. レッドレッシャー
2. ブルーレッシャー
3. イエローレッシャー+フミキリケン
4. グリーンレッシャー
5. ピンクレッシャー
6. ディーゼルレッシャーA
7. ディーゼルレッシャーB
8. カーキャリアレッシャー
9. タンクレッシャー

- 「トッキュウオー」と「ディーゼルオー」をクリアパーツで成型、ホロシールを使用した特別版、レインボーラインを輝きながら走る烈車をイメージしている。

ミニプラ 烈車合体EXハイパーレッシャテイオー（各500円/11月4日）
1. ハイパーレッシャーA
2. ハイパーレッシャーB
3. ハイパーレッシャーC
4. ハイパーレッシャーD

- 全種でハイパーレッシャーが完成。ハイパーレッシャテイオー、ハイパーレッシャターミナルに変形可能。
- ハイパーレッシャターミナルは約300mmに渡る長さで、別売の烈車を搭載可能。
- ハイパーレッシャテイオー全種および「トッキュウオー」「ディーゼルオー」「武装烈車」「ビルドダイオー」の各烈車の先頭車両（それぞれの「レインボークリアスペシャル」版でも代用可）でトッキュウレインボーが完成。全高約270mmに達する。両足のキャノン砲を「レインボービームキャノン」として両腕に装備可能。また拳に「トッキュウオー」付属のフミキリケンを持たせることができる（「サファリガオー」のシッポブレードでも可）。
- DXと比較してもハイパーレッシャテイオーの可動は腕部のみ、トッキュウレインボーに至っては可動箇所は存在しない（DXで可動できた肩部も固定）。

ミニプラ 烈車合体EX レインボークリアスペシャル2（各350円/11月18日）
1. ビルドレッシャーA
2. ビルドレッシャーB
3. ビルドレッシャーC
4. ドリルレッシャー
5. ポリスレッシャー
6. ファイヤーレッシャー
7. シールドレッシャー

- 「ビルドダイオー」と、「武装烈車」の1 - 3をクリアパーツで成型、ホロシールを使用した特別版。

#### 2013年
『獣電戦隊キョウリュウジャー』がテレビ放映を中心に展開。
ミニプラ カミツキ合体キョウリュウジン（各300円/3月26日）
1. ガブティラA（上半身）
2. ガブティラB（下半身）
3. ステゴッチ
4. ドリケラ

- 1と2でガブティラが完成。
- 全種でキョウリュウジンに合体可能。
- 頭部はヘルメットごと取り付ける方式。
- 組みやすさを追求し、従来の製品に比べると組み立てが簡略化されている。
- ミニプラ キョウリュウジャーのシリーズは全て「獣電池」の付属は無く獣電池装填のギミックはオミットされている。
- この製品以降「ロボシリーズ」の表記が廃止されている。

ミニプラ カミツキ合体獣電竜（各300円/4月9日）
1. パラサガン
2. ザクトル
3. アンキドン

- 1、2、ガブティラでキョウリュウジンウエスタンに合体可能。
- 3、ガブティラ、ドリケラでキョウリュウジンマッチョに合体可能。
- この製品以降パッケージ下部に開封のためのミシン目がつけられている。

ミニプラ カミツキ合体プテライデンオー（各300円/6月18日）
1. プテライデンオー（プテラゴードン）A
2. プテライデンオー（プテラゴードン）B
3. ブンパッキー

- 1と2でプテライデンオーが完成。プテラゴードンに変形する。顔面の変形はパーツ交換で再現し、余剰パーツは腰または尾に取り付ける。肘関節はカミツキ合体前のみ前後に可動。
- 1、2、パラサガン、ザクトルでプテライデンオーウエスタンに合体可能。
- 1、2、キョウリュウジン全種でライデンキョウリュウジンに合体可能。プテラゴードンの口内に別の顔パーツがあるが、取り外し可能。
- プテラゴードンの口中にある獣電池は露出する関係上、先端部分のみ再現されている。
- 3、ガブティラ、アンキドンでキョウリュウジンカンフーに合体可能。
- ブンパッキーの鎖は劇中とは異なる形状。

ミニプラ カミツキ合体プレズオー（各300円/7月23日）
1. プレズオー（プレズオン）A
2. プレズオー（プレズオン）B
3. プレズオー（プレズオン）C
4. ガブティラA（上半身）
5. ガブティラB（下半身）
6. ステゴッチ
7. ドリケラ

- 1 - 3でプレズオーが完成。プレズオンやプレズオン ロケットモードに変形する。肘関節は通常の腕パーツに設けられている。
- 1 - 5とブンパッキーでバクレツキョウリュウジンに合体可能。
- DX玩具版同様「右のブレズナックル」が付属しているので、ブレズキャノンの替わりに右腕に装着可能。また両腕に他の獣電竜を合体させることも可能。
- 4 - 7は「キョウリュウジン」の再発売版。キョウリュウジンが完成。

ミニプラ カミツキ合体スピノダイオー（各300円/8月13日）
1. トバスピノA
2. トバスピノB
3. アンキドン
4. ブンパッキー
5. パラサガン
6. ザクトル

- 1と2でトバスピノが完成。
- 1 - 4でスピノダイオーが完成。
- 3 - 6は「獣電竜」および「プテライデンオー」の再発売版。
- トバスピノの口内には獣電池の装填口のモールドがある。
- トバスピノはガブティラが必要なすべての合体においてその代わりに使用し、新たな合体パターンを作ることができる[注 14]。

ミニプラ カミツキ合体ギガントブラギオー（各350円/11月19日）
1. ギガントブラギオー（ブラギガス）A
2. ギガントブラギオー（ブラギガス）B
3. ギガントブラギオー（ブラギガス）C

- 1 - 3でギガントブラギオーが完成。ブラギガスに変形する。
- ガーディアンズのレリーフ部分にはメタリックシールを使用。
- ギガントブラギオー全種、キョウリュウジン、パラサガン、ザクトルでギガントキョウリュウジンに合体可能。「ギガントクラウン」となるガブティラの尾は合体時に正面になる部分が成型色（黒色）のままだが、3にその部分を覆うシールが付属する。シールはトバスピノにも流用可能。
- バックパックを分離して手に持たせ、蓋を開くと、「超獣電オールギガントエクスプロージョン」発射態勢を取れる。

ミニプラ カミツキ合体 ライデンキョウリュウジン 稲妻ブレイブフィニッシュver.（3500円/10月11日予約受付開始、2014年1月発送）
- キョウリュウジンおよびプテライデンオーをラメ加工を施した2色のクリアゴールドで成型し、シールをゴールドを基調としたメタリックシールに変更したセット販売商品。
- プレミアムバンダイ受注限定品。

#### 2012年
『特命戦隊ゴーバスターズ』がテレビ放映を中心に展開。
ミニプラ 特命合体ゴーバスターエース（各300円/3月中旬）
1. ゴーバスターエースA
2. ゴーバスターエースB

- 全種でゴーバスターエースが完成。
- ミニプラ単体では初の4モード変形を実現し、「バスタービークル CB-01 チーター」（チダ・ニック有/無）、「バスターアニマル CB-01 チーター」に変形可能。2.に付属のチダ・ニックはチーター頭部へ変形可能。
- エースの脚部の変形は差換え式[注 15]。その他ブレードのスライドは差換え式、バスターアニマル形態の上腕部は前脚、後脚とも簡略化されているなどミニプラ独自のアレンジがなされている。
- パッケージに「接着剤工具不要」と表記されるようになった。

ミニプラ 特命合体ゴーバスターオー（各300円/4月中旬）
1. ゴーバスターエースA
2. ゴーバスターエースB
3. バスターアニマル GT-02 ゴリラA
4. バスターアニマル GT-02 ゴリラB
5. バスターアニマル RH-03 ラビット

- 1.と2.はゴーバスターエースの再発売版。
- 3.と4.で「バスターアニマル GT-02 ゴリラ」が完成。3.に付属のゴリサキ・バナナはゴリラ頭部へ変形可能。「ゴリラ」および「ラビット」はそれぞれ3モード変形し、バスタービークル（ゴリサキ・バナナまたはウサダ・レタス有/無）に変形可能。
- 全種でゴーバスターオーに合体可能。
- 合体の際、エースのバイザーは後頭部に取り付ける[注 15]。ゴーバスターオーのマスクに本体とは別の顔が存在する。5.の前脚部は、劇中やDX版と異なり背面に取り付ける。

ミニプラ 特命合体バスターヘラクレス（各300円/7月中旬）
1. ゴーバスタービートA
2. ゴーバスタービートB
3. バスターアニマル SJ-05スタッグビートル

- 1.と2.でゴーバスタービートが完成。「バスタービークル BC-04 ビートル」、「バスターアニマル CB-04 ビートル」の3モードに変形可能。脚部の変形は差換え式[注 16]。右手首は伸縮ギミック付き。腕部の取り付けは劇中設定と異なり胸パネルを開かなければならない。
- 3.は「バスタービークル SJ-05 スタッグビートル」に変形可能。ただし「バスタービークル BC-04 ビートル」には搭載不可。
- 全種でバスターヘラクレスに合体可能。顔パーツの展開ギミックは省略されており、バスターヘラクレス用のものに付け替え[注 15]、余剰の顔パーツは右腕部のクレーン裏側に取り付ける。また頭部にはバスターヘラクレスの素顔がさらにモールドされている。
- 3.とゴーバスターエースでゴーバスターエーススタッグカスタムに合体可能。
- バスターヘラクレス全種とゴーバスターオー全種でグレートゴーバスターに合体可能。ゴーバスターエースの両肩を一旦取外し3.の翼に付属の延長パーツを挟んで両肩を前方にずらす形で取り付ける[注 17]。ラビット前脚部は、劇中やDX版と異なり1.の先端部裏側に取り付ける。

ミニプラ 特命合体ゴーバスターケロオー（各300円/8月中旬）
1. ゴーバスターエースA
2. ゴーバスターエースB
3. バスターアニマル GT-02 ゴリラA
4. バスターアニマル GT-02 ゴリラB
5. バスターアニマル RH-03 ラビット
6. バスターアニマル FS-0O フロッグ

- 1. - 5.はゴーバスターオーの再発売版。ゴーバスターオーに合体可能。
- 6.は「バスタービークル FS-0O フロッグ」に変形可能。シタベロパンチはフロッグの口内に収納せず、機体下部に取り付ける（バスタービークル時はスタンドの代わりになる）。オタマミサイルは手動の簡易発射ギミック（押込み式）付。
- 1. - 4.と6.でゴーバスターケロオーに合体可能。腕部の爪部分の展開は、スクリューを逆さに付け替えることで再現。マスクから覗くエースの目は、シールで再現。

ミニプラ 特命合体タテガミライオー（各300円/11月中旬）
1. タテガミライオーA
2. タテガミライオーB
3. タテガミライオーC

- 全種で「バディゾード LT-06 タテガミライオー」が完成。
- 「バディビークル LT-06 タテガミライオー」と「バディアニマル LT-06 タテガミライオー」の3モードに変形可能。またその両モードともゴーバスターエースが搭乗（ライドオン）可能。
- ゴーバスターオー内の「バスターアニマル GT-02 ゴリラ」と「バスターアニマル RH-03 ラビット」でゴーバスターライオーに合体可能。タテガミライオー時の顔パーツは取り外し、股下に取り付ける。
- タテガミライオー全種、「ゴリラ」、「ラビット」、バスターヘラクレス全種でゴーバスターキングに合体可能。

ミニプラ 特命戦隊ゴーバスターズ 〜6大ロボ、完成!!編〜（各300円/11月下旬）
1. ゴーバスターエースA
2. ゴーバスターエースB
3. バスターアニマル GT-02 ゴリラA
4. バスターアニマル GT-02 ゴリラB
5. バスターアニマル RH-03 ラビット
6. ゴーバスタービートA
7. ゴーバスタービートB
8. バスターアニマル SJ-05 スタッグビートル

- 『ゴーバスターオー』と『バスターヘラクレス』の再発売版。
- シールはメタリックシール。

ミニプラ 特命合体ゴーバスターオー 〜メテオライトver.〜（2500円/10月1日予約受付開始、2013年1月発送）
- 『ミニプラ 特命合体ゴーバスターオー』をラメ加工を施したクリアカラーで成型し、シールをメタリックシールに変更したセット販売商品。
- プレミアムバンダイ受注限定品。

#### 2011年
『海賊戦隊ゴーカイジャー』がテレビ放映を中心に展開。
ミニプラ 海賊合体ゴーカイオー（各300円/3月上旬）
1. ゴーカイガレオン
2. ゴーカイジェット
3. ゴーカイトレーラー
4. ゴーカイレーサー
5. ゴーカイマリン（大砲付）

- 全種でゴーカイオーに合体可能。
- 1のゴーカイダイヤルのオープンギミックはオミットされている。劇中設定とDX玩具版と異なりガレオンのみ前面腰パーツに一旦取外したハッチを取付けて開閉を再現。船首甲板のモールドなどが省略されているが、シールで再現。
- 5の大砲は小型の伸縮式。1のハッチ内にセット可能。
- DX玩具版と異なり各関節などの可動性とプロポーションの両立を重視した設計のため、ガレオンの胴回りが細くハッチ内が狭いなど、別売りのゴーカイマシンの合体パーツは各ハッチ内への劇中設定通りの格納合体は不可能で、主に胸部と腕部は合体パーツが突出した合体形態となる。

ミニプラ 海賊合体ゴーカイマシン（各300円/5月上旬）
1. マジドラゴン
2. パトストライカー
3. ガオライオンA
4. ガオライオンB

- 3と4でガオライオンが完成。
- ゴーカイオー全種と1でマジゴーカイオー、2でデカゴーカイオーに合体可能。
- ゴーカイオーのガレオン、ジェット、レーサーとガオライオンでガオゴーカイオーおよびシンケンゴーカイオーに合体可能。
- ゴーカイオーへの劇中設定通りの格納合体は設計の事情などでオミットされている。
- DX玩具版同様、シンケンゴーカイオーの「烈火大斬刀」はガオライオンの胴体を変型させるため、映像よりも比率が小さい。

ミニプラ 海賊合体 豪獣神（各300円/7月下旬）
1. 豪獣神A
2. 豪獣神B
3. 豪獣神C

- 全種で豪獣神が完成。豪獣ドリルと豪獣レックスまでの3モードに変形可能。
- 2とゴーカイオー内の1と3と5で豪獣ゴーカイオーに合体可能。
- 劇中設定と異なり腕の関節部は腕周りが細長く組換え差換え変形を要する。

ミニプラ 海賊合体ゴーカイオー 〜必殺ゴーカイホーVer〜（各300円/8月中旬）
1. ゴーカイガレオン（ゴーカイホー付）
2. ゴーカイジェット（エネルギー砲弾付）
3. ゴーカイトレーラー（エネルギー砲弾付）
4. ゴーカイレーサー（エネルギー砲弾付）
5. ゴーカイマリン（エネルギー砲弾付）

- ゴーカイオーに必殺技「ゴーカイスターバースト」を再現する大型のゴーカイホーおよび腕部、脚部のエネルギー砲弾パーツが追加された再発売版。
- 全種でゴーカイオーに合体可能。
- 成型色は劇中を踏襲したものに変更され（ガレオン内のゴーカイケン、トレーラーは濃い黄色）、シールも変更または追加された。ジェットの一部であるゴーカイオーのメットは砲弾パーツランナー内に新規造型で黒色のものが付属。

ミニプラ 海賊合体ゴーカイマシン2（各300円/9月中旬）
1. 風雷丸A
2. 風雷丸B
3. マジドラゴン
4. パトストライカー
5. ガオライオンA
6. ガオライオンB

- ゴーカイマシンに風雷丸を追加した再発売版。
- 1と2で風雷丸が完成。風雷丸とゴーカイオーでハリケンゴーカイオーに合体可能。
- ゴーカイオーへの劇中設定通りの格納合体は設計の事情などでオミットされている。

ミニプラ 海賊合体カンゼンゴーカイオー（各300円/11月中旬）
1. エンジンマッハルコンA
2. エンジンマッハルコンB
3. エンジンマッハルコンC
4. ゴーカイガレオン（ゴーカイホー付）

- 1 - 3でエンジンマッハルコンが完成。全種でカンゼンゴーカイオーに合体可能。4は再発売版。
- 1 - 3とゴーカイオーの1と2と4でゴーオンゴーカイオーに合体可能。
- 『ゴーオンジャー』同様、マッハルコンの「炎神ソウル」と「カンゼンソウル」は付属しないので、ソウル挿入はオミットされている。
- 1と2には簡易成型の小さな豪獣神の腕パーツが付属し、これを使用することで全4種のみでカンゼンゴーカイオーへの合体が可能となっている。なお、「豪獣神」腕パーツの使用も可能。2には小さなゴーカイケンも付属し、通常のものと使い分けることができる。

ミニプラ 海賊合体ゴーカイオー 〜オールクリアカラーVer.〜（2000円/11月2日予約受付開始、2012年2月発送）
- 「ミニプラ 海賊合体ゴーカイオー 〜必殺ゴーカイホーVer〜」をクリアカラーで成型し、シールをメタリックシールに変更したセット販売商品。
- プレミアムバンダイ受注限定品。

#### 2010年
『天装戦隊ゴセイジャー』がテレビ放映を中心に展開。
※ゴセイジャー天装！（各300円/2月下旬）
1. テンソウダー
2. ゴセイブラスター
3. FAゴセイジャーレッド

- 1はミニプラとの連動が明記されていないものの、ゴセイグレートに持たせるためのグリップが存在する。

ミニプラ 天装合体ゴセイグレート（各300円/3月中旬）
1. ゴセイドラゴン
2. ゴセイシャーク・ゴセイフェニックス
3. ゴセイスネーク
4. ゴセイタイガー（ウイングパーツ付）

- 1と4に付属のウイングパーツでゴセイドラゴンが完成。全種でゴセイグレートに合体可能。
- DX玩具版同様、17箇所のゴセイヘッダー用ジョイントが存在する。
- 足首は内側にも曲がり、接地時により安定する工夫がされている。

※天装戦隊ゴセイジャー ゴセイバスター（各300円/4月上旬）
1. スカイックソード
2. スカイックショット&ランディッククロー
3. ランディックアックス
4. シーイックボウガン

- 1はミニプラとの連動が明記されていないものの、ゴセイグレートに持たせるためのグリップが存在する。

ミニプラ 天装合体データスハイパー（各300円/5月中旬）
1. データスハイパーA
2. データスハイパーB
3. シーイックブラザー
4. ランディックブラザー
5. スカイックブラザー

- 1と2でデータスハイパーが完成。待機モードとデータスまでの3モードに変形可能。
- ゴセイグレートと3でシーイックゴセイグレート、4でランディックゴセイグレート、5でスカイックゴセイグレートにそれぞれ合体可能。
- ゴセイグレートとデータスハイパーがスーパー合体してハイパーゴセイグレートに合体可能。

ミニプラ 天装合体ゴセイグランド（各300円/7月中旬）
1. ゴセイグランディオンA
2. ゴセイグランディオンB
3. ゴセイスカイオン
4. ゴセイシーレオン

- 1と2でグランディオンが完成。全種でゴセイグランドに合体可能。1に付属のグランディオンヘッダーはゴセイナイトに変形可能だが、直立させることはできず、また拳の出し入れはオミットされている。
- ゴセイグレートとゴセイグランドがスーパー合体してグランドゴセイグレートに合体可能。ただし劇中の武器を再現するにはデータスハイパーに含まれるマンタ・クワガ・タカヘッダーが必要。

ミニプラ 天装合体ワンダーゴセイグレート（各300円/8月上旬）
1. ゴセイワンダーA
2. ゴセイワンダーB（ウイングパーツ付）
3. ミスティックブラザー
4. ゴセイドラゴン
5. ゴセイシャーク・ゴセイフェニックス
6. ゴセイスネーク
7. ゴセイタイガー（ウイングパーツ付）

- ゴセイグレートにゴセイワンダーとミスティックブラザーを追加した再発売版。
- 1と2でゴセイワンダーが完成。3を除いた他全種でワンダーゴセイグレートに合体可能。4 - 7はゴセイグレートに合体可能。
- 3とゴセイグレートでミスティックゴセイグレートに合体可能。3とデータスハイパーでミスティックデータスハイパーに合体可能。
- ワンダーゴセイグレートはゴセイグレートが必要なすべての合体においてその代わりに使用し、新たな合体パターンを作ることができる。

※スーパーゴセイジャーアイテムズ（各300円/8月下旬）
1. ゴセイテンソード
2. テンソウダー
3. FAスーパーゴセイレッド

- 一部塗装済み半完成品。
- 1と3はミニプラとの連動が明記されていないものの、ヘッダーを他のミニプラに付けることができる。
- 2はゴセイジャー天装！版よりも一回り小さく、ゴセイグレート用のグリップも存在しない。

ミニプラ 天装合体ゴセイアルティメット（各300円/10月下旬）
1. ゴセイアルティメットA
2. ゴセイアルティメットB
3. ミラクルゴセイヘッダーセット

- 全種でゴセイアルティメットが完成。マシンモードおよびロボモードに変形可能。腕関節の伸縮、収納ギミックはオミットされている。
- ゴセイグレートとゴセイアルティメットでアルティメットゴセイグレートに合体可能。自立には付属のスタンドが必要。スタンドは各種ヘッダーのディスプレイや、アルティメットの腹部の穴を利用したマシンモードの飛行時の再現に使用できる。また、アルティメットソードはグリップが違うためゴセイグレートには持たせることができない。
- ミラクルゴセイヘッダー各種はゴセイマシンなどに装着可能だが、他のヘッダーより小さいサイズ。

ミニプラ 天装合体ゴセイジャー 「三大ロボ降臨編」（各300円/11月中旬）
1. ゴセイドラゴン
2. ゴセイシャーク・ゴセイフェニックス
3. ゴセイスネーク
4. ゴセイタイガー（ウイングパーツ付）
5. データスハイパーA
6. データスハイパーB
7. ゴセイグランディオンA
8. ゴセイグランディオンB
9. ゴセイスカイオン
10. ゴセイシーレオン

- 『天装合体ゴセイグレート』、『天装合体データスハイパー』（一部）、『天装合体ゴセイグランド』の再発売版。
- シールはメッキ調のメタリックシール。
- グランドゴセイグレートの合体説明書から、クワガ・マンタ・タカヘッダー（別売り）を武器に取り付けられる件が削除されている。また、グランドゴセイグレートパッケージ写真は、武器を持たせていない状態のものとなっている。

### 2000年代

#### 2009年
『侍戦隊シンケンジャー』がテレビ放映を中心に展開。
※miniミニプラ シンケンジャー折神獣（各180円/2月中旬）
一.獅子折神
二.龍折神
三.熊折神
四.猿折神
五.亀折神
- アニマルモードのみで変形はオミットされている。
- 通常のミニプラ版よりも一回り以上小さいサイズ。

ミニプラ ケータイ捜査官7「ケータイメカ大集合編」（各350円/2月下旬）
01.フォンブレイバー7
02.フォンブレイバー01
03.フォンブレイバー3
04.フォンブレイバー4
05.フォンブレイバー5（ジーン）
06.フォンブレイバー6（ロク）
07.ブーストフォンシーカー
08.ブーストフォンスピーカー
09.ブーストフォングラインダー
10.ブーストフォンデモリッション
- 『ケータイ捜査官7』より。
- 「ミニプラ ケータイ捜査官7」と「ミニプラ ケータイ捜査官7〜ゼロワン登場編〜」のラインナップに、フォンブレイバー4, 5, 6を追加した再発売版。再発売も含まれているものの、新製品が入った全10種類は「炎神合体 エンジンオーG9」でも実現されていない[注 18]。
- 雑誌付録であったフォンブレイバー2はラインナップから外されている。
- 01 - 06は07 - 10とそれぞれ合体可能。
- シールはホイルシールに改められている。

ミニプラ 侍合体シンケンオー（各300円/3月中旬）
01.獅子折神
02.龍折神（ダイシンケン付）
03.熊折神（侍秘伝シールド付）
04.亀折神・猿折神
- 全種でシンケンオーに合体可能。ダイシンケン刀身のモールドは省略されているが、シールで再現。
- 各種エンブレムモードからアニマルモードへ変形可能。獅子折神のエンブレムモードは頭部可動のためにクリアランスを大きくとっており、また獅子の前脚やシンケンオーの腿パーツが収納できないことから劇中と大きく異なるフォルムになっている。
- 秘伝シールドのディスクは食玩のシンケンマル付属ディスクと交換可能。秘伝シールドのシールの模様は劇中設定やDX玩具版とは異なる。
- 兜は、不使用時には2の龍折神の足を利用して左かかと部に着けることができる。

※miniミニプラ シンケンジャー折神獣2（各180円/4月上旬）
01.ダイテンクウ
02.兜折神
03.舵木折神
04.虎折神
- ダイテンクウの分離はオミットされている。またダイテンクウ以外の各種合体ギミックもオミットされている。
- ダイテンクウ以外の各種は、miniミニ侍秘伝ディスクを手動で回転させることができる。

ミニプラ 侍合体ダイテンクウ（各300円/5月中旬）
01.兜折神
02.舵木折神
03.虎折神
- 全種でダイテンクウに合体可能。頭部の収納ギミックはオミットされている。
- 各種はシンケンオーに武装合体可能。頭部装着の構造がDX玩具版とは異なるため、兜折神の頭部回転ギミックはオミットされている。
- 各種ミニ侍秘伝ディスクが回転可能。各ディスクは秘伝シールドやシンケンマルのディスクとの互換性があるが、秘伝シールドのみ大きさが違うため各折神に装着することはできない。兜折神は連動して脚が上下に動くギミックあり。
- ダイテンクウとシンケンオーでテンクウシンケンオーに合体可能。
- 説明書通りにテンクウシンケンオーを組み立てると虎折神のドリルの向きが劇中設定とは逆になる。

ミニプラ ケータイ捜査官7NEXT（各350円/6月下旬）
01.フォンブレイバー7
02.ブーストフォンオブサーバー
03.フォンブレイバージャッジ
04.ブーストフォンハイシーカー
- 『ケータイ捜査官7NEXT』より。
- 01は02と、03は04とそれぞれ合体可能。
- 01と03は成型色とシールが異なるのみなので、フォンブレイバー7とブーストフォンハイシーカー、フォンブレイバージャッジとブーストフォンオブサーバーという組み合わせでも合体は可能。
- 01は以前販売されていたものとはシールの柄が異なる（合体時のディスプレイ部）。
- 02と04はボーイズトイ事業部から発売されたDXフォンブレイバー各種とも合体可能。

ミニプラ 侍合体イカダイカイオー（各300円/8月上旬）
01.海老折神A
02.海老折神B
03.烏賊折神A（ミニ侍秘伝ディスク付）
04.烏賊折神B（ミニ侍秘伝ディスク付）
- 01と02で海老折神、03と04で烏賊折神が完成。全種でイカダイカイオー（ダイカイオーキタ）に合体可能。
- 01と02はダイカイオーに変形可能。ヒガシ・ミナミ・ニシの各モードを再現可能。ハサミは一旦取り外してから肩に着ける構造となっている。扇はDX玩具版と異なり立った状態で持たせることができる。なお頭部ディスクは回転は可能だが、取り外すことはできない。
- 海老折神とシンケンオーがスーパー合体してダイカイシンケンオーに合体可能。
- 03と04とシンケンオーでイカシンケンオーに合体可能。03と04とダイテンクウでイカテンクウバスターに合体可能。イカテンクウバスターは脚の部分の装着構造がDX玩具版とは異なるため、烏賊折神の右腕の先の部分は上にしか曲がらない。
- 海老折神とシンケンオーがスーパー合体してダイカイシンケンオーに合体可能。
- 03の海老ディスクと04の烏賊ディスクは海老折神のハサミや烏賊折神に装着できる。03の烏賊ディスクはそれらより一回り大きく、劇中同様折り畳める。

※極めろシンケンジャー（各300円/8月中旬）
1.インロウマル
2.恐竜折神
3.シンケンマル
- 2とシンケンオーでキョウリュウシンケンオーに合体可能。またグリップ内部の部品を利用することでシンケンオーなどに劇中同様に持たせることができる。
- 1と3はミニプラとの連動が明記されていないものの、シンケンオーなどに持たせることができる（3の仕組は2と同様）。

ミニプラ 超侍合体テンクウシンケンオー（各300円/8月中旬）
01.獅子折神
02.龍折神（ダイシンケン付）
03.熊折神（侍秘伝シールド付）
04.亀折神・猿折神
05.兜折神
06.舵木折神
07.虎折神
- 『侍合体シンケンオー』と『侍合体ダイテンクウ』の再発売版。
- シールはメッキ調。
- 侍秘伝シールドのグリップが以前発売されたものよりも長くなっている。
- テンクウシンケンオーへの合体説明書の内容が以前発売されたものとは一部異なる（虎折神のドリルの向きが劇中設定と同じ向きに修正されている）。

ミニプラ 侍合体ダイゴヨウ（各300円/9月下旬）
01.ダイゴヨウ（提灯モード）
02.ダイゴヨウ（十手モード）
03.サカナマル
- 01と02でダイゴヨウが完成。提灯モード・十手モードに変形可能。
- 01にはミニ侍秘伝ディスクとダミー足パーツ（提灯モードのみの非変形）が、02には変形可能な足パーツが付属する。
- ダイゴヨウはシンケンオーと手足を交換可能。またオリジナルギミックとして、ジョイント部を折り曲げることにより、ダイカイオーの腕を装着可能（海老刀も持たせられる）。
- 腹部からミニ侍秘伝ディスクを発射するギミックがあるが、DX玩具版とは異なり複数のディスクを収納することはできない。
- 提灯モードにはシンケンオーなどに持たせるためのグリップが存在する。また、十手モードはダイゴヨウの親指を利用してでシンケンオーに持たせることができる。

※超えろ！シンケンジャー（各300円/11月上旬）
1.モウギュウバズーカ
2.インロウマル
3.シンケンマル
- 1はミニプラとの連動が明記されていないものの、グリップがあり劇中同様モウギュウダイオーなどに持たせることが可能。
- 3は『極めろ』とは成型色が異なる。また2011年、『ゴーカイチェンジキット』の1つとして再発売された（本体の成型色は『極めろ』と同じ黒色）。

ミニプラ 侍合体モウギュウダイオー（各500円/11月中旬）
01.牛折神A（武器付）
02.牛折神B（腕パーツ付）
- 全種で牛折神が完成。モウギュウダイオーに変形可能。
- パッケージには「シンケンジャーロボシリーズSP」と記載されている。
- モウギュウダイオーとシンケンオー・ダイテンクウ・イカダイカイオーがスーパー合体してサムライハオーに合体可能。歴代の製品の中でも、エンジンオーG12と共に最大級のサイズ[注 19]となる（前部から後部までの厚みはこちらの方が上）。
- サムライハオーはモウギュウダイオー胴体部と左右足部とが分離している、背部のイカテンクウバスター部に延長用の補助パーツが付くなど、劇中設定とDX玩具版とも異なる構成となっている。
- モウギュウダイオー、サムライハオーはDX玩具版と異なり足が動かせるため、可動範囲でDX玩具版を大幅に上回る。
- 恐竜折神を右手に持たせて、キョウリュウサムライハオーとすることが可能。

ミニプラ ケータイ捜査官7NEXT「新フォンブレイバーNEXT登場編」（各350円/11月中旬）
01.フォンブレイバーNEXT
02.フォンブレイバー7
03.フォンブレイバー01
04.フォンブレイバー3
05.ブーストフォンオブサーバー
06.ブーストフォンハイシーカー
- 『ケータイ捜査官7NEXT』より。
- 05と06は01 - 04とそれぞれ合体可能。
- 05と06はボーイズトイ事業部から発売されたDXフォンブレイバー各種とも合体可能。
- 05と06は以前発売されたものとは成型色が異なる（05は白→濃いオレンジ、06はオレンジ→水色）。

ミニプラ 真侍合体ダイカイシンケンオー（各300円/12月上旬）
01.獅子折神
02.龍折神（ダイシンケン付）
03.熊折神（侍秘伝シールド付）
04.亀折神・猿折神
05.兜折神
06.舵木折神
07.虎折神
08.海老折神A
09.海老折神B
10.烏賊折神A（ミニ侍秘伝ディスク付）
11.烏賊折神B（ミニ侍秘伝ディスク付）
- 『侍合体シンケンオー』と『侍合体ダイテンクウ』と『侍合体イカダイカイオー』の再発売版。
- 再版とはいえ、11種のラインナップは史上最多。
- シールは一部仕様が異なる通常の紙タイプ。通常のシールになった理由は「再版のシールと新製品のシールが異なると合体したときに違和感がでる」という購入者の意見を取り入れたため[14]。

#### 2008年
『炎神戦隊ゴーオンジャー』がテレビ放映を中心に展開。
ミニプラ 汎用人型決戦兵器エヴァンゲリオン（各380円/3月上旬）
1. EVA初号機（プログナイフ・パレットライフル・交換用手首付）
2. EVA弐号機（プログナイフ・パレットライフル・ソニックグレイブ・交換用手首付）
3. EVA零号機（改）（プログナイフ・パレットライフル・交換用手首付）

- 『新世紀エヴァンゲリオン』より。
- 交換用手首は平手と拳の2種類が付属。
- 市販ミニプラで初めて、対象年齢15歳以上と定められている。

ミニプラ 炎神合体エンジンオー（各300円/3月下旬）
01.エンジンスピードル
02.エンジンバスオン
03.エンジンベアールV（ゴーオンソード付）
- 全種でエンジンオーに合体可能。
- 03に付属のゴーオンソードは変形して02に格納可能。シャーシはVシールドに変形させて装備可能。
- ミニプラ ゴーオンジャーのシリーズは全て「炎神ソウル」は付属せずソウルの挿入ギミックはオミットされている。

ミニプラ 炎神合体ゴーオンガンバルオー（各300円/4月下旬）
01.エンジンバルカ
02.エンジンガンパード
03.エンジンキャリゲーターA
04.エンジンキャリゲーターB
- 03と04でキャリゲーターが完成。全種でガンバルオーおよびキャリアーモードに合体可能。
- 01と02はエンジンオーに武装合体可能。
- エンジンオーとゴーオンガンバルオーがスーパー合体してエンジンオーG6に合体可能。
- 商品登録の都合上、「ゴーオン」ガンバルオーという商品名になっている。

ミニプラ ケータイ捜査官7（各350円/5月中旬）
1. フォンブレイバー7
2. フォンブレイバー3
3. ブーストフォンシーカー
4. ブーストフォンスピーカー

- 『ケータイ捜査官7』より。
- 1は3と、2は4とそれぞれ合体可能。
- 1と2は成型色とシールが異なるのみなので、フォンブレイバー7とブーストフォンスピーカー、フォンブレイバー3とブーストフォンシーカーという組み合わせでも合体は可能。
- 1と2はDXフォンブレイバー7（および、同一金型のDX製品）と同じ変形ギミックを有する。そのため、プロポーションは劇中のCG、プロップ、超合金などと異なる。ただし、DXフォンブレイバー7や携帯電話実機のフォンブレイバー7では強度重視にアレンジされていた肩と足の付け根の形状が劇中準拠となっている。

ミニプラ 炎神合体セイクウオー（各300円/7月中旬）
01.エンジントリプター（エンジンジャンボエールウイングA付）
02.エンジンジェットラス（エンジンジャンボエールウイングB付）
03.エンジンジャンボエール（ボディ）
- 01と02内のウイングパーツと03でエンジンジャンボエールが完成。全種でセイクウオーに合体可能。
- ジャンボエールはジェットモードに変形可能。
- 01と02のトリプターおよびジェットラスはエンジンオーに武装合体可能。
- セイクウオーとエンジンオー・ゴーオンガンバルオーがスーパー合体してエンジンオーG9に合体可能。ただしエンジンオーの頭部および肩を一旦取り外したり、G9のフェイスパーツが2つに分かれているなど、劇中設定およびDX玩具版のいずれとも合体方法が異なる箇所がある。

ミニプラ 炎神合体炎神大将軍（各300円/8月中旬）
01.炎神烈鷹
02.炎神獅子之進
03.炎神月之輪
04.エンジンバルカ
05.エンジンガンパード
06.エンジンキャリゲーターA
07.エンジンキャリゲーターB
- 01 - 03（パッケージ表記は「炎神合体 炎神大将軍」）は炎神大将軍に合体可能。
- エンジンオーの成型色変更、（炎神剣やジョイントなど）一部パーツ追加版。メッキ調のメタリックシール付属。全体的にエンジンオーよりも関節が硬く調節されている。
- 04 - 07（パッケージ表記は「炎神合体 ゴーオンガンバルオー」）はゴーオンガンバルオーの再発売版。
- 全種を使用した、エンジンオーG6に似た合体も紹介されている。またバルカやガンパードを始め、トリプターやジェットラスを両腕に「装着合体」（炎神武装）することが可能[注 20]。

ミニプラ ケータイ捜査官7「ゼロワン登場編」（各350円/9月下旬）
1. フォンブレイバー7
2. ブーストフォングラインダー
3. フォンブレイバー01
4. ブーストフォンデモリッション

- 『ケータイ捜査官7』より。
- 1は2と、3は4とそれぞれ合体可能。
- 1と3は成型色とシールが異なるのみなので、フォンブレイバー7とブーストフォンデモリッション、フォンブレイバー01とブーストフォングラインダーという組み合わせでも合体は可能。
- 1は以前販売されていたものとはシールの柄が異なる（合体時のディスプレイ部）。
- 1ならびに3（第1弾のフォンブレイバー7、フォンブレイバー3と同一金型）は、ブーストフォンデモリッションのゴーグルパーツを嵌めるためのスリットがディスプレイ側面に追加された。この金型改修は、本弾以降のフォンブレイバー（完全に別デザインのNEXT除く）にも踏襲されている。

ミニプラ 炎神合体エンジンオーG9 （各300円/11月上旬）
01.エンジンスピードル
02.エンジンバスオン
03.エンジンベアールV（ゴーオンソード付）
04.エンジンバルカ
05.エンジンガンパード
06.エンジンキャリゲーターA
07.エンジンキャリゲーターB
08.エンジントリプター（エンジンジャンボエールウイングA付）
09.エンジンジェットラス（エンジンジャンボエールウイングB付）
10.エンジンジャンボエール（ボディ）
- 「炎神合体 エンジンオー」「炎神合体 ゴーオンガンバルオー」「炎神合体 セイクウオー」の再発売版。
- シールはホログラム調のラメが入った特別仕様となっている（ホイルシールではない）。
- バスオンは獅子之進ほどの関節の硬さはないが、G9（G12）の重量に耐えられるほどの硬さに調節されている。ベアールVのシャーシには月之輪にあった追加ジョイントはない。
- ジャンボエールの成型色が群青色からスカイブルーに変更された。

ミニプラ 炎神合体キョウレツオー（各300円/11月中旬）
01.エンジンキシャモスA
02.エンジンキシャモスB
03.エンジンティライン
04.エンジンケライン
- 01と02でエンジンキシャモスが完成。全種でキョウレツオーへの合体および列車形態へ連結可能。変形パターンはDX玩具版と異なる箇所がある。
- キョウレツオーとエンジンオー・ゴーオンガンバルオー・セイクウオー（エンジンオーG9全種）がスーパー合体してエンジンオーG12に合体可能。過去に発売されたミニプラの中でも最大サイズ[注 19]となる。

ミニプラ ケータイ捜査官7 フォンブレイバー2（1429円/12月1日）
- 『ケータイ捜査官7』より。
- 雑誌『Newtype THE LIVE』2009年1月号付録（価格と発売日は雑誌のもの）。
- 形状はフォンブレイバー7,3,01と同様。シールにはフォンブレイバー7の別表情シールも付属する。組立図、ならびにシールは『Newtype THE LIVE』本誌に組み込まれている。

※ゴーオンジャー ファイナルウェポン（各500円/12月下旬）
01.ゴローダーGT
02.カンカンマンタンガン
- 01はホイールモードに変形可能。バックパックはホイールモード用スターターを兼ねる。本体にセット可能なエンジンソウル（トウコンソウル）付。
- 02はカンカンバーとマンタンガンのセット。付属のマンタンガンは新規造型でゴーオンジャーキット版よりも小さいサイズ。

サウンドミニプラ しゃべるケータイ捜査官7（各600円/12月下旬）
1. フォンブレイバー7
2. フォンブレイバー01
3. フォンブレイバー3

- 『ケータイ捜査官7』より。
- 音声ギミックを内蔵している（各5パターンずつ）。初の音声ギミックを内蔵したミニプラ（ミニプラ単体の場合）。なお、収録音声は全て、DXフォンブレイバー7、01、3からの流用である。それぞれにシークレットボイスがひとつ設けられていた。このシークレットボイスは、再生される確率が他の音声より低くなっている。
- 音声ユニット部（下半身）以外はミニプラ版の流用となっている。音声ギミック部（下半身）はミニプラ版よりも厚みがあるため、変形機構がミニプラ版と異なる箇所がある。

#### 2007年
『獣拳戦隊ゲキレンジャー』がテレビ放映を中心に展開。
ミニプラ 獣拳合体ゲキトージャ（各300円/3月中旬）
1. ゲキタイガー
2. ゲキチーター（交換用手首付）
3. ゲキジャガー（交換用手首付）

- 全種でゲキトージャに合体可能。1の顔面収納がオミットされていて下あご内に顔面が一体成型で存在する。
- 作品のテーマとして「拳法」を取り入れているためか、可動範囲も歴代トップクラスを誇る。
- 2と3にはミニプラとして初となる交換用の手首が付属しており（不使用時は腹部に収納）、これまで以上にアクションフィギュア的な要素が織り込まれている。
- 3体の尾を組み合わせた武器ゲキセツコンは、ボールジョイントにより4箇所で可動する。

ゲキレンジャーパワーアームズ（各300円/4月下旬）
1. ゲキエレファント
2. ゲキハンマー
3. ゲキバズーカ

- 1と「獣拳合体ゲキトージャ」でゲキエレファントージャに合体可能。
- 1のゲキエレファントージャの顔面は変形前の収納がオミットされているため合体前でも顔面が露出した形態となる。
- 3はミサイル発射ギミック付。

ゲキレンジャーエアロアームズ（各300円/5月中旬）
1. ゲキバット
2. ゲキファン
3. FA（ファイティングアクション）ゲキレッド

- 1と「獣拳合体ゲキトージャ」でゲキバットージャに合体可能。
- 3はミニプラ独自のギミックとして他の製品の武器（ゲキセツコン、エレハンマー、バットミサイル、シャークセイバー、激臨剣、リンカメレオン、砕大剣）を手に持たせることが可能。またゲキバットを背面に取り付けることもできる。

ゲキレンジャーセイバーアームズ（各300円/6月下旬）
1. ゲキシャーク
2. ゲキセイバー
3. アクションゲキトージャ

- 1と「獣拳合体ゲキトージャ」でゲキシャークトージャに合体可能。
- 3は一部パーツ（頭部、手首、武器など）が「獣拳合体ゲキトージャ」と互換性がある他、背面のダイヤルを回すことで必殺技を再現することも可能となっている。また、ゲキエレファント、ゲキバット、ゲキシャーク、リンライオン&リンカメレオンと「獣拳合体ゲキトージャ」の合体においてゲキトージャの代わりに使用可能。

ミニプラ 獣拳合体ゲキファイヤー（各300円/8月中旬）
1. ゲキゴリラ
2. ゲキペンギン&ジェットボード（ゲキファイヤーヘルメット付）
3. ゲキガゼル

- 全種でゲキファイヤーに合体可能。
- ゲキトージャと脚部を交換可能。
- ゲキエレファント、ゲキバット、ゲキシャークと合体可能。全ての合体で余剰パーツがある。
- 2のジェットボードに付属するヘルメットのシールは、眼があるものとないものの2種から選択する。

ミニプラ リンライオン&リンカメレオン（500円/8月下旬）
リンライオン&リンカメレオン
- 「獣拳合体ゲキトージャ」と組み合わせてゲキリントージャに合体可能。
- 激臨剣の柄とリンカメレオンの舌はボールジョイントになっており、ゲキセツコンなどを接続することができる。

ミニプラ 獣拳武装ゲキトージャ（各300円/9月中旬）
1. ゲキタイガー
2. ゲキチーター（交換用手首付）
3. ゲキジャガー（交換用手首付）
4. ゲキエレファント
5. ゲキバット
6. ゲキシャーク

- 「獣拳合体ゲキトージャ」とゲキエレファント・ゲキバット・ゲキシャークの再発売版。
- シールをホイルシールに改めたもの。

※獣拳変身ゲキバイオレット（各300円/9月下旬）
1. ゲキウルフ（交換用手首付）
2. ゴングチェンジャー
3. FA（ファイティングアクション）ゲキバイオレット

- 一部塗装済み半完成品。
- 1と「獣拳合体ゲキトージャ」の1と3でゲキトージャウルフに合体可能。専用の手首も付属する。
- 3はFAゲキレッド同様、各種武器を装備可能。

サイダイオー&サイブレード（各500円/11月下旬）
1. サイダイオー
2. サイブレード

- 1はサイダインに変形可能。パーツの一部に軟質素材を使用。ゲキトージャ1（上半身）およびゲキファイヤー1（上半身）と合体可能。劇中設定と異なりゲキトージャやゲキファイヤーよりもスケール的に一回り以上小さいサイズ。森永の食玩プラモ版との連携も可能。
- 2はオリジナルのミサイル発射ギミック付。超獣拳変身ゲキレンジャーのゲキクローと合体可能。

ミニプラ 獣拳合体ゲキファイヤー「特別版」（1000円/12月下旬）
- 「獣拳合体ゲキファイヤー」3体の一部成型色を変更の上で特製化粧箱にまとめた限定品。
- 通常版の赤の部分の成型色をクリアレッドに変更、シールの色がメッキ調になっている。
- セブン-イレブン限定商品。

#### 2006年
『轟轟戦隊ボウケンジャー』がテレビ放映を中心に展開。
ミニプラ ゴーゴーダイボウケン（各300円/3月）
1. ゴーゴーダンプ
2. ゴーゴーフォーミュラ&ゴーゴードーザー（ゴースコッパー付）
3. ゴーゴージャイロ&ゴーゴーマリンダイバー（ゴーピッカー付）

- 全種でダイボウケンおよびゴーゴートレーラーに合体可能。
- 2に付属のゴースコッパーと3に付属ののゴーピッカーは轟轟剣に合体可能。
- 登録の都合上、「ゴーゴー」ダイボウケンという名称になっている。

ミニプラ パワー武装ゴーゴービークル（各300円/4月）
1. ゴーゴードリル
2. ゴーゴーショベル
3. ゴーゴーミキサー
4. ゴーゴークレーン

- ゴーゴーダイボウケンなどの腕部への追加合体およびパーツ換装可能。
- ゴーゴーダイボウケン全種とパワー武装ゴーゴービークル全種でスーパーダイボウケンに合体可能。

※轟轟合体アルティメットダイボウケン（各500円/6月）
1. ゴーゴージェット
2. スーパーダイボウケン

- 一部塗装済み半完成品。
- 全種でアルティメットダイボウケンに合体可能。スーパーダイボウケンは合体を最小限に省略した廉価版で簡易成型の製品。
- 1はゴーゴーダイボウケンとパワー武装ゴーゴービークル全種とスーパー合体してアルティメットダイボウケンに合体可能。
- 1とパワー武装ゴーゴービークル全種でダイタンケンに合体可能。

ミニプラ サイレンビルダー（各300円/8月）
1. ゴーゴーファイヤー
2. ゴーゴーエイダー
3. ゴーゴーポリス

- 全種でサイレンビルダーに合体可能。
- ゴーゴーダイボウケンとパワー武装ゴーゴービークルとの腕部同士の合体およびパーツ換装可能。

ミニプラ 超轟轟合体ゴーゴービークル（各300円/10月）
1. ゴーゴーダンプ
2. ゴーゴーフォーミュラ&ゴーゴードーザー（ゴースコッパー付）
3. ゴーゴージャイロ&ゴーゴーマリンダイバー（ゴーピッカー付）
4. ゴーゴードリル
5. ゴーゴーショベル
6. ゴーゴーミキサー
7. ゴーゴークレーン

- ゴーゴーダイボウケンとパワー武装ゴーゴービークルの再発売版。
- 一部パーツの成型色とシールがホイルシールに変更されている。

※最強ボウケンジャー（各300円/10月）
1. 大剣人ズバーン
2. アクセルラー

- 一部塗装済み半完成品。
- 1は剣形態に変形可能。刃の部分には軟質素材を使用。アルティメットダイボウケン・スーパーダイボウケン・ダイタンケンに装備可能。
- 2は再発売版。

ミニプラ 超絶轟轟合体ダイボイジャー（各300円/11月）
1. ゴーゴーコマンダー&ゴーゴーローダー
2. ゴーゴーキャリアー
3. ゴーゴーファイター&ゴーゴーアタッカー

- 全種でダイボイジャーおよびゴーゴーボイジャーに合体可能。ゴーゴーダイボウケン搭載可能。劇中設定と異なりゴーゴーダイボウケンよりもスケール的に一回り小さいサイズ。森永の食玩プラモ版との連携も可能。
- ゴーゴーダイボウケンとパワー武装ゴーゴービークル全種とサイレンビルダーとの腕部同士の合体およびパーツ換装可能。
- 1のダイボイジャーの顔パーツは、紛失に備えて予備パーツが付属。

#### 2005年
『魔法戦隊マジレンジャー』がテレビ放映を中心に展開。
※ウルトラマンネクサスマシンズ （各300円/2月）
1. クロムチェスターδ
2. ストライクチェスター
3. ストーンフリューゲル

- 『ウルトラマンネクサス』より。
- 一部塗装済み半完成品。ストライクチェスターは廉価版である。
- クロムチェスターδとストライクチェスターはハイパーストライクチェスターに合体可能。
- 3種ともミニプラ版クロムチェスターとジョイントが共通なので合体させることができる。

ミニプラ マジキング（各300円/3月）
1. マジフェニックス&マジフェアリー
2. マジタウロス
3. マジガルーダ
4. マジマーメイド

- 全種でマジキングおよびマジドラゴン（1のマジフェニックスを除く）に合体可能。
- 2のマジキング顔面の収納ギミックはオミットされている。

ミニプラ ウルカイザー（各500円/4月）
1. ウルザード&バリランサー
2. バリキオン

- 全種でウルカイザーとウルケンタウロスとウルザードライドモードの3モードに合体可能。
- マジキング1内のマジフェニックスと2でファイヤーカイザーに合体可能（逆にウルザード+マジタウロス+マジガルーダ+マジマーメイドでも合体可能）。
- 2に付属するバリキオンの頭部は変形ギミックがオミットされている（変形可能な頭部は1に付属するバリランサー）。

ミニプラ トラベリオン（各300円/8月）
1. ヘッドトレイン&リモートライナー
2. リアトレイン
3. カーゴトレイン1&3（腕）
4. カーゴトレイン2&4（脚）

- 全種でトラベリオンへの合体およびトラベリオンエクスプレス（列車形態）に連結可能。
- マジキングまたはウルカイザーと胸パーツを交換可能。
- 本商品では当初からホイルシールになっている（通常は紙シール）。
- 本商品より、「○○（戦隊名）ロボシリーズ」の名前が商品に入るようになった。

ミニプラ セイントカイザー（各500円/9月）
1. セイントマジフェニックス&ホーンランサー
2. ユニゴルオン

- 全種でセイントカイザーとセイントケンタウロスとユニゴルオンライドモードの3モードに合体可能。
- ウルカイザーの成型色変更と一部新規パーツ追加版。
- ウルカイザー1内のウルザードとユニゴルオンで合体可能（名称不明）。
- 2に付属するユニゴルオンの頭部は変形ギミックがオミットされている（変形可能な頭部は1に付属するホーンランサー）。
- セイントマジフェニックスはマジキング版の色替えではなく新規造形となっており、腕の可動軸が増えている。ホーンランサーパーツ（頭部）を除くユニゴルオン本体はバリキオンと同様だが、一部パーツが変更されている。
- シールはホイル仕様。

ミニプラ マジレジェンド（各500円/11月）
1. マジファイヤーバード
2. マジライオン

- 全種でマジレジェンドに合体可能。
- マジライオンにマジキング1内のマジフェニックス、ウルカイザー1内のウルザードが搭乗可能。
- マジファイヤーバード、マジライオン頭部をマジキングに取付可能。

#### 2004年
『特捜戦隊デカレンジャー』がテレビ放映を中心に展開。
ミニプラ デカレンジャーロボ（各300円/3月）
1. レッドパトストライカー
2. ブルーパトジャイラー&イエローパトアーマー（ジャイロワッパー・ジャッジメントソード柄部付）
3. グリーンパトレーラー&ピンクパトシグナー（シグナルキャノン・ジャッジメントソード刀身部付）

- 全種でデカレンジャーロボに合体可能。2のイエローアーマーの投光器（柄部）と3のグリーンパトレーラー搭載の刀身部でジャッジメントソードが完成。各デカマシンは、DX玩具版同様の武器収納ギミックがある。ミニプラ版はパトシグナーの掲示板は取り外さず直接の取付けが可能。
- 1はストライカーアームを展開可能。
- ミニプラ デカレンジャーのシリーズは、パトライトをレッドのクリアーパーツで再現。

ミニプラ デカベースロボ（各300円/6月）
1. デカベース（トップ）（パトストライカー・パトアーマー・パトシグナー付）
2. デカベース（ボトム）（パトジャイラー・パトレーラー付）

- 全種でデカベースロボが完成。デカベースおよびデカベースクローラーへの組換え変形可能。変形の際の上半身と手の移動ギミックはオミットされている。
- 付属のデカマシンミニモデルは、デカベースへの格納とデカレンジャーロボに簡易合体可能。

ミニプラ デカレンジャーロボ フルブラストカスタム（各300円/9月）
1. レッドパトストライカー
2. ブルーパトジャイラー&イエローパトアーマー（ジャッジメントソード柄部付）
3. グリーンパトレーラー&ピンクパトシグナー（シグナルキャノン・ジャッジメントソード刀身部付）
4. ブラストバギー

- デカレンジャーロボにブラストバギーを追加した再発売版。
- 全種でデカレンジャーロボフルブラストカスタムに合体可能。

ミニプラ デカバイクロボ（780円/9月）
デカバイクロボ
- デカバイクに変形可能。
- デカレンジャーロボとスーパー合体してスーパーデカレンジャーロボおよびライディングデカレンジャーロボに合体可能。
- ミニプラ史上最高価格（単体として初）の商品。高価格のため、一部で入荷されない店舗もあった。価格は税込819円で、これはバイクと引っ掛けたものと思われる。

ミニプラ デカウイングロボ（各300円/11月）
1. パトウイング1
2. パトウイング2（パトマグナム付）
3. パトウイング3
4. パトウイング4&パトウイング5

- 全種でデカウイングロボおよびデカウイングキャノンに合体可能。
- 4はミニプラ独自のギミックとしてパトウイング4と5は劇中設定と異なりノズルが塞がれ、代りに組換え遊びを考慮した差込口がある。2はパトマグナム（2丁拳銃）を取付け可能。
- スーパー戦隊のミニプラでは初の（再版もしくは色換え+追加パーツ以外）ホイルシール仕様の商品となった。

ミニプラ 変形合体インパルスガンダム（各300円/11月）
1. チェストフライヤー（ナイフ付）
2. レッグフライヤー&コアスプレンダー

- 『機動戦士ガンダムSEED DESTINY』より。
- 全種でインパルスガンダムに合体可能。HGプラモデル版よりも一回り大きいサイズ。
- 1は2種類のシールド（展開前後）が付属。ビームライフルはフロントアーマー（背面腰部）に装着可能。
- 2のコアスプレンダーは変形可能（尾翼を除く）。
- ガンプラの入門用として企画されパッケージにはガンプラの宣伝表記がある。

ミニプラ クロムチェスター（各200円/11月）
1. クロムチェスターα
2. クロムチェスターβ
3. クロムチェスターγ

- 『ウルトラマンネクサス』より。
- 全種でストライクチェスターおよびメガキャノンチェスターに合体可能。
- 未使用のジョイントがあり、それを用いることで一応のディグチェスター形態は可能だが、クロムチェスターγのドリル伸縮ギミックがオミットされているため、完全な状態にはできない。

ミニプラ 出撃!フォートレスフリーダム（各300円/12月）
1. ブロックA&クロムチェスターα（クロムチェスターα付）
2. ブロックB&クロムチェスターβ（クロムチェスターβ付）
3. ブロックC&クロムチェスターγ（クロムチェスターγ付）

- 『ウルトラマンネクサス』より。
- 全種でフォートレスフリーダムが完成。付属のクロムチェスターのミニモデルはストライクチェスターに簡易合体可能。

銀ピカデカレンジャーロボ4体セット（非売品）
ミニプラ デカレンジャーロボ
ミニプラ デカベースロボ
ミニプラ デカバイクロボ
ミニプラ デカウイングロボ
- 上記にシルバーメッキ加工を施したミニプラデカレンジャーロボシリーズ全種セット（ブラストバギーを除く）。
- キャンディトイデカレンジャーキャンペーン当選賞品。

#### 2003年
『爆竜戦隊アバレンジャー』がテレビ放映を中心に展開。
ミニプラ アバレンオー（各300円/3月）
1. 爆竜ティラノザウルス
2. 爆竜トリケラトプス&爆竜プテラノドン

- 全種でアバレンオーに合体可能。
- 1と2の「トリケラトプス」でアバレンオージに合体可能。
- DX玩具版と異なり、アバレンオージの頭部の収納ギミックはないが、爆竜ティラノザウルスの口内に収納することが可能。

※超爆竜ブラキオサウルス（500円/6月下旬）
- 一部組み立て完成品。バキケロナグルス・ディメノコドン・パラサロッキル・アンキロベイルスのミニモデル付。
- 別売りのアバレンジャー大集合（爆竜などのミニ人形）と連動していて搭載可能。森永の食玩プラモ版との連携も可能。

ミニプラ 超爆竜コレクション（各200円/7月下旬）
1. 爆竜バキケロナグルス
2. 爆竜ディメノコドン
3. 爆竜パラサロッキル
4. 爆竜アンキロベイルス

- アバレンオー・キラーオーの腕部に武装合体可能。頭部など一部パーツは塗装済みとなっている（中国製）。
- ミニプラマックスオージャ発売と同時期の11月下旬に再発売された。その際に、パッケージの一部が変更されている。

ミニプラ 爆竜合体キラーオー（各300円/7月下旬）
1. 爆竜ステゴスライドン
2. 爆竜トップゲイラー

- 全種でキラーオーに合体可能。
- アバレンオーとキラーオーでキラーアバレンオー（説明書ではアバレンオースーパーモード）に合体可能。
- 超爆竜コレクションを武装合体可能。

ミニプラ バクレンオー（500円/8月下旬）
爆竜カルノリュータス&爆竜カスモシールドン
- バクレンオーに合体可能。
- アバレンオーの成型色変更と一部新規パーツ追加版。アバレンオーと異なり、頭部は余剰となる。
- アバレンオーが必要な形態においてその代わりに使用し、新たな合体パターンを生み出せる。

ミニプラ マックスオージャ（各300円/11月下旬）
1. 爆竜スティラコサウルス
2. ダイノギャリー（黄金爆竜三体付）

- 全種でマックスオージャに合体可能。
- マックスオージャと超爆竜コレクション全種でマックスリューオーに合体可能。
- 2に付属の黄金爆竜とアバレンオーとキラーオーでオオアバレンオーに合体可能。

※超マックスアバレンジャー（各300円/11月下旬）
1. スティライザー
2. アクションアバレマックス
3. アバレンオー（黄金爆竜三体付）

- 一部塗装済み半完成品。
- 3は変形機構をオミットした簡易成型の廉価版。超爆竜コレクションを武装合体可能。付属の黄金爆竜三体はミニプラマックスオージャ版に比べパーツ割りや造形が細かく、ランフォゴールドはオリジナルギミックとして簡易的な変形機構を有する。
- 3とキラーオー全種でキラーアバレンオーおよびオオアバレンオーに合体可能。
- シールはホイル仕様。

#### 2002年
『忍風戦隊ハリケンジャー』がテレビ放映を中心に展開。
ミニプラ 旋風神（各300円/3月）
1. ハリケンホーク&ハリケンドルフィン
2. ハリケンレオン（テイルロッド付）

- 全種で旋風神に合体可能。
- 胸の開閉が可能。カラクリボールおよび武器は付属していない。

ミニプラ 轟雷神（各300円/6月）
1. ゴウライビートル
2. ゴウライスタッグ&風雷丸

- 全種で轟雷神に合体可能。
- 胸の開閉は差換えで再現。カラクリボールおよび武器は付属していない。
- 轟雷神と旋風神がスーパー合体して轟雷旋風神に合体可能。
- 風雷丸は手指の可動などはオミットされている。

※旋風神ハリアー（500円/7月）
- 一部塗装済み完成品。
- 脚部などの関節可動。胴部と脚部の一部にメッキパーツを使用。
- ダブルハリアーソード付。

※最強シュリケンジャー（各300円/10月）
1. シュリケンボール
2. シュリケンズバット
3. シュリケンジャー
4. 天空神+トライコンドル

- 一部組立て完成品。天空神はヘリモードに変形可能。旋風神・轟雷神に武装合体可能。
- 天空神&トライコンドルは旋風神と轟雷神とスーパー合体して天雷旋風神に合体可能。

ミニプラ 轟雷旋風神「メッキバージョン」（各300円/11月）
1. ハリケンホーク&ハリケンドルフィン
2. ハリケンレオン
3. ゴウライビートル
4. ゴウライスタッグ&風雷丸

- 「ミニプラ旋風神」と「ミニプラ轟雷神」にメッキ加工を施した再発売版。スーパー戦隊初で唯一のメッキ仕様の一般販売商品。
- メッキ仕様に合わせ、シールもホイルシールに変更。

※リボルバーマンモス（500円/11月）
- 一部組立て完成品。天雷旋風神ミニモデルとカラクリボール一個付属。天雷旋風神は搭乗可能。カプセルトイ商品や森永の食玩プラモ版との連携も可能。

#### 2001年
『百獣戦隊ガオレンジャー』がテレビ放映を中心に展開。
ミニプラ ガオキング（各200円/3月）
1. ガオライオン
2. ガオイーグル
3. ガオシャーク
4. ガオバイソン
5. ガオタイガー

- 全種でガオキングに合体可能。
- 4はタンクモードに変形可能。2のガオキングフェイスの収納ギミックはオミットされていて、顔面が露出した形態となる。

ミニプラ パワーアニマルズ（各200円/4月）
1. ガオエレファント
2. ガオジュラフ（ガオスピアー用ヘッドギア付）
3. ガオゴリラ（マッスルアンカー付）
4. ガオポーラー（ミサイル付）
5. ガオベアー（ミサイル付）

- 1はガオキングのみ武装合体可能。合体の際、鼻の部分は真直ぐな剣先（鼻）に付け替える。
- 2と4と5はガオキング・ガオハンター・ガオイカロスの腕部に武装合体可能。2は合体の際、頭部にヘッドギアを取り付ける。
- 3 - 5はガオキング内の2と4でガオマッスルに合体可能。3のガオマッスル胸部にマッスルアンカーを収納可能。4と5は口内にミサイルを取付け可能。

ミニプラ ガオハンター（各300円/7月）
1. ガオウルフ&ガオハンマーヘッド
2. ガオリゲーター

- 全種でガオハンターに合体可能。ガオハンター頭部はイビルヘッドとジャスティスヘッドの2パターンに変形可能。
- 1はガオキング・ガオマッスル・ガオイカロスの腕部に武装合体可能。
- 2はアニマルの頭部を差し替えて変形するが、ロボット形態でアニマルの頭部が正面を向けるため、DX玩具版ではできない天地震撼ビーストハリケーンが再現できる。

ミニプラ ガオイカロス（各300円/10月）
1. ガオライノス&ガオマジロ
2. ガオディアス&ガオスピアー
3. ガオファルコン

- 全種でガオイカロスに合体可能。
- 2のガオディアスはガオキング・ガオマッスル・ガオハンターの腕部に武装合体可能。
- 1はガオキング・ガオマッスルの下半身に合体してガオキングストライカー・ガオマッスルストライカーに合体可能。合体の際、腰部は円形状の合体パーツを用いる。
- 2に付属のガオスピアーは伸縮ギミック付。パワーアニマルズ2の再版ではなく簡易成型の廉価版でガオジュラフには変形しない。パワーアニマルズ2を組合わせての合体も可能。

※ガオゴッド（500円/11月）
- 一部塗装済み完成品。ロボット形態のみを再現。劇中設定と異なる簡易成型の廉価版。ミニプラガオキングと同等のサイズ。
- 頭部のパワーアロー装備可能。オリジナルカード付。

#### 2000年
『未来戦隊タイムレンジャー』がテレビ放映を中心に展開。
ミニプラ タイムロボ（各200円/3月）
1. タイムジェット1
2. タイムジェット2
3. タイムジェット3
4. タイムジェット4+フライヤーマグナム
5. タイムジェット5+時空剣

- 全種でタイムロボαとタイムロボβとタイムジェットγの3モードに合体可能。
- フライヤーマグナムと時空剣の変形はオミットされている。
- オリジナルカードが各1枚付属し、横に組み合わせることで1つの写真になる。

※DXタイムシャドウ（各300円/）
1. タイムシャドウ
2. タイムロボ シャドウアルファ
3. プロバイダーベース

- 劇中設定と異なる簡易成型の製品。劇中設定通りの変形などはオミットされている。
- 1は劇中設定とDX玩具版と異なり、胴体と脚部は差し替え変形。
- 2は関節が可動する。通常のミニプラよりも一回り以上小さいサイズ。
- 3はプロバイダスを使ったマシン発射アクションができる。

※ブイレックスロボ（各300円/）
1. ブイレックスロボ（タイムファイヤーミニ人形付）
2. ブイレックス

- 劇中設定と異なる簡易成型の製品。劇中設定通りの変形などはオミットされている。
- 1はパンチとミサイル発射ギミック付。
- 2はゼンマイにより歩行する。

### 1990年代

#### 1999年
『救急戦隊ゴーゴーファイブ』がテレビ放映を中心に展開。
ミニプラ ビクトリーロボ（各200円）
1. レッドラダー
2. ブルースローワー
3. グリーンホバー（ブレイバーソード付）
4. イエローアーマー
5. ピンクエイダー

- 全種でビクトリーロボに合体可能。腕が固定され前後にあがらない。
- 2と4と5でビクトリーウォーカーに合体可能。
- 1はラダーアーム展開可能。4は後部のアーム展開可能。5は後部開閉可能。

ミニプラ ビクトリーロボDX（1000円）
- 上記のミニプラビクトリーロボ全種を特製化粧箱にまとめた限定品。

ミニプラ グランドライナー（各200円）
1. ゴーライナー1（レッドラダー付）
2. ゴーライナー2（ブルースローワー付）
3. ゴーライナー3（グリーンホバー付）
4. ゴーライナー4（イエローアーマー付）
5. ゴーライナー5（ピンクエイダー付）

- 全種でグランドライナーへの合体およびゴーライナー（列車形態）へ連結可能。
- 搭載可能な99（キューキュー）マシンミニモデル付。

ミニプラ ビクトリーマーズ（各200円）
1. レッドマーズ1
2. ブルーマーズ2
3. グリーンマーズ3+ジェットランス
4. イエローマーズ4
5. ピンクマーズ5

- 全種でビクトリーマーズおよびビートルマーズに合体可能。
- 2のビートルマーズ形態の合体位置は劇中設定やDX玩具版と異なり、ビクトリーマーズ形態の両肩の位置に取付ける。
- 4と5はビートルアーム展開可能。

※最強ゴーゴーファイブ（各200円）
1. マックスビクトリーロボ
2. ライナーボーイ
3. ビクトリーマーズ
4. ブイランサー
5. Vモードブレス

- 劇中設定と異なる簡易成型の製品。劇中設定通りの変形などはオミットされている。
- 3はミニプラ版よりも一回り以上小さいサイズ。
- 2はマックスシャトルおよびマックスライナー（列車形態）に変形可能。マックスライナーは、「ミニプラ グランドライナー」のゴーライナー先頭部に連結可能。

#### 1998年
『星獣戦隊ギンガマン』がテレビ放映を中心に展開。
ミニプラ ギンガイオー（各200円）
1. ギンガレオン
2. ギンガリラ（ギンガイオー拳付）
3. ギンガルコン
4. ギンガベリック
5. ギンガット（銀凱剣付）

- 全種でギンガイオーに合体可能。合体の際、1の頭部、腰部と2の腕部は差換え式。
- 2の足底内にギンガイオー拳を収納可能。

※最強ブルタウラス（各300円）
1. ブルブラック（ブルソード付）
2. ブルタウラス

- 2はゴウタウラスに変形可能。劇中設定の合身はオミットされている。
- 1は劇中設定よりもスケール的に一回り大きいサイズ。ゴウタウラスに搭乗可能。人間体サイズのブルブラック付。

※ギンガロボトリオ（各300円）
1. 超装光ギンガイオー
2. ギガライノス
3. ギガフェニックス

- 劇中設定と異なる簡易成型の製品。劇中設定通りの変形などはオミットされている。
- ロボット形態のみを再現。パーツの一部に軟質素材を使用。
- 1は通常のギンガイオーに組換え可能。ミニプラ版よりも一回り以上小さいサイズ。
- 2の武器はオリジナル設定のミサイル発射ギミック付。

#### 1997年
『電磁戦隊メガレンジャー』がテレビ放映を中心に展開。
ミニプラ ギャラクシーメガ（各300円）
1. メガシャトル（ギャラクシーメガ頭部、腕部・シャトルブースター・メガサーベル付）
2. メガシップ（メガシールド付）

- 1に同梱のパーツと2でギャラクシーメガが完成（劇中設定解釈）。メガシップに変形可能。変形の際、腕部は差換え式。ギャラクシーメガ頭部の背面ブースター部分はオミットされている。
- 1はシャトルブースター形態を再現。劇中設定よりもスケール的に一回り以上大きいサイズでメガシャトル本体の変形合体はオミットされている。シャトルブースターはビームガンブースターライフルに変形して腕部に装備可能。シャトルブースターと2でミニプラオリジナルギミックのパワードメガシップに合体可能。パッケージなどの説明は劇中設定とDX玩具版と異なりミニプラオリジナルギミックの合体説明を主としている。

ミニプラ ギャラクシーメガ「スーパーギャラクシーメガ版」（各300円）
1. メガシャトル（ギャラクシーメガ頭部、腕部・シャトルブースター・メガサーベル付）
2. メガシップ（メガシールド付）
3. デルタメガA
4. デルタメガB

- ギャラクシーメガにデルタメガを追加した再発売版。
- 3と4でデルタメガが完成。シャトルモードに変形可能。
- 4に付属するパーツで1のメガシャトル本体と合体できるミニプラオリジナルギミックがある。
- ギャラクシーメガとデルタメガがスーパー合体してスーパーギャラクシーメガに合体可能。
- 今作で初めてスーパー戦隊の1号・2号ロボ（人型の場合）同士のスーパー合体を実現したミニプラが製品化された[注 21]。

ミニプラ メガボイジャー（各200円）
1. ロボイジャー1
2. シャトルボイジャー2
3. ロケットボイジャー3
4. タンクボイジャー4
5. ソーサーボイジャー5

- 全種でメガボイジャーに合体可能。
- 劇中設定とDX玩具版ではロケットボイジャー3の機首がボイジャースパルタンになるが、ミニプラでは持ち手に装備不可能。

#### 1996年
『激走戦隊カーレンジャー』がテレビ放映を中心に展開。
ミニプラ RVロボ（各200円）
1. レッドビークル（ラジアルシールド・RVソード付）
2. ブルービークル
3. グリーンビークル
4. イエロービークル
5. ピンクビークル

- 全種でRVロボに合体可能。
- バンパーに軟質樹脂を使用。

ミニプラ VRVロボ（各200円）
1. ブイファイヤー
2. ブイポリス
3. ブイダンプ
4. ブイドーザー
5. ブイレスキュー（Vガン付）

- 全種でVRVロボに合体可能。中型ロボへの変形はオミットされている。
- RVロボの両腕と交換が可能。（両脚は不可）
- 本製品を境に、ミニプラの材質がポリスチレン樹脂（スチロール樹脂）からABS樹脂へと変更された。

#### 1995年
『超力戦隊オーレンジャー』がテレビ放映を中心に展開。
ミニプラ オーレンジャーロボ（各200円）
1. スカイフェニックス
2. グランタウラス
3. ダッシュレオン
4. ドグランダー
5. モアローダー

- 全種でオーレンジャーロボに合体可能。各機のヘルメットパーツを交換可能。
- 4と5の下内部に牽引ロープを搭載。2と4でタウランダー、3と5でレオローダーなどのチャリオットフォーメーション（牽引形態）再現可能。

※最強オーレンジャー「第一弾」（各200円）
1. キングピラミッダー
2. オーレンジャーロボ
3. レッドパンチャー
4. オーレバズーカ
5. キングスティック

- 劇中設定と異なる簡易成型の製品。劇中設定通りの変形などはオミットされている。
- 1はバトルフォーメーション（ロボット形態）へ変形可能。
- 2と3はバスターオーレンジャーロボに合体可能。2はミニプラ版よりも一回り以上小さいサイズ。
- 4はオリジナル設定のミサイル発射ギミック付き。
- 5は王の部分が展開可能。

※最強オーレンジャー「第二弾」（各200円）
1. キングピラミッダー
2. オーレンジャーロボ
3. レッドパンチャー
4. オーブロッカー
5. タックルボーイ

- レンジャーアイテム（武器）に代わり、オーブロッカーなどを追加した再発売版。
- 4はロボット形態のみを再現。
- 5はホイール形態に変形可能。

#### 1994年
『忍者戦隊カクレンジャー』がテレビ放映を中心に展開。
ミニプラ 無敵将軍（各200円/3月）
1. レッドサルダー
2. ホワイトカーク
3. ブルーロウガン
4. イエロークマード
5. ブラックガンマー

- 全種で無敵将軍に合体可能。合体の際、頭部と腕部は差換え式。1は無敵将軍頭部と差換える。

ミニプラ 隠大将軍（各200円/10月）
1. ゴッドサルダー/ゴッドカーク
2. ゴッドロウガン
3. ゴッドクマード
4. ゴッドガンマー
5. ツバサマル

- 1 - 4は隠大将軍に合体可能。全種でスーパー隠大将軍に合体可能。
- 5と無敵将軍が合体してスーパー無敵将軍に合体可能。
- 1のゴッドカークは、頭部形態から通常形態への変形はオミットされている。
- 今作で初めて同スケールでスーパー戦隊の1号・2号ロボがミニプラで製品化された[注 21]。

#### 1993年
『五星戦隊ダイレンジャー』がテレビ放映を中心に展開。
ミニプラ 天空気殿セット（各300円）
1. 龍星王（リュウレンジャーミニ人形・飛竜棍付）
2. 天空気殿（ダイレンジャーミニ人形付）

- 劇中設定と異なる簡易成型の製品。劇中設定通りの変形などはオミットされている。
- 天空気殿への合体のみを再現。パーツの一部に軟質樹脂を使用。
- 2は1の龍星王よりもスケール的に一回り以上小さ過ぎるなど、劇中設定と異なる簡略化された仕様。
- 1は劇中設定と異なる仕様での気伝獣形態へ組換え（下半身を外し残る上半身に両足を取付ける。）可能。手足の付替えは軟質のポリキャップとボールジョイントを用いた。

ミニプラ 大連王（各200円）
1. 龍星王
2. 星麒麟
3. 星獅子
4. 星鳳凰（専用台座・大王剣付）
5. 星天馬

- 全種で大連王に合体可能。剣の鞘とダイジャベリン（ロッド）はオミットされている。
- 4の星鳳凰専用台座は剣をディスプレイ可能。
- 1の気伝獣形態への変形はオミットされている。腕が固定され前後に上がらない。飛龍棍（ロッド）は付属していない。

※大連王最強合体（各300円）
1. 大連王
2. ウォンタイガー（黄金剣付）
3. ダイムゲン（龍星王付）

- 劇中設定と異なる簡易成型の製品。劇中設定通りの変形などはオミットされている。
- 2はロボット形態（武人）のみを再現。1のパーツを組合わせて、牙大王に組換え可能。牙大王形態への胸のスライドはオミットされている。1はミニプラ版より一回り小さいサイズ。
- 3は気伝獣形態に変形可能。胸が開閉して付属の龍星王（武人）ミニモデルを体内に格納可能。指の伸縮はオミットされている。

#### 1992年
『恐竜戦隊ジュウレンジャー』がテレビ放映を中心に展開。
ミニプラ 大獣神（各200円）
1. ティラノザウルス
2. ジュウマンモス
3. トリケラトプス
4. サーベルタイガー
5. プテラノドン（専用台座・大獣神頭部・恐竜剣ゴッドホーン付）

- 全種で大獣神に合体可能。合体の際、1の頭部と2の脚部は差し換え式。背部のキャノン砲パーツの取付けはオミットされている。肩部は設計の事情で下がり気味となる。
- 5に同梱の頭部と剣はプテラノドン専用台座にディスプレイ可能。
- 劇中設定のダイノタンカー形態への合体はオミットされている。

※大獣神最強合体（各300円）
1. 剛龍神
2. 獣帝大獣神
3. キングブラキオン

- 劇中設定と異なる簡易成型の製品。劇中設定通りの変形などはオミットされている。
- 1は大獣神に組み換え可能。通常のミニプラ版よりも一回り以上小さいサイズ。
- 2と3は究極大獣神に合体可能。3の胸部は一体成型で開閉はオミットされている。

DX合体大獣神 限定版ブラックバージョン（1000円）
- ミニプラ大獣神5体の成型色を変更の上で特製化粧箱にまとめた限定品。
- 通常版の成型色を全てブラックに変更、シールは通常版が付属。

#### 1991年
『鳥人戦隊ジェットマン』がテレビ放映を中心に展開。
ミニプラ ジェットイカロス（各250円）
1. ジェットホーク
2. ジェットオウル
3. ジェットスワロー
4. ジェットスワン
5. ジェットコンドル

- 全種でジェットイカロスおよびイカロスハーケンに合体可能。合体の際、1 - 3の機首は差換え式。4と5の主翼先端部の折畳み収納がオミットされていて、主翼先端部が展開状態の合体形態となる。
- 2は劇中設定とDX玩具版と異なり本体に主翼パーツを左右別々に取付ける。
- 各々にクロスチェンジャー（変身ブレス）付属。

ミニプラ ジェットロボトリオ（各300円）
1. ジェットイカロス
2. グレートイカロス
3. ジェツトガルーダ

- 劇中設定と異なる簡易成型の製品。劇中設定通りの変形などはオミットされている。
- ロボット形態のみを再現。通常のミニプラ版よりも一回り以上小さいサイズ。

#### 1990年
『地球戦隊ファイブマン』がテレビ放映を中心に展開。
ミニプラ ファイブロボ（各200円）
1. スカイアルファー
2. ランドガンマ
3. キャリアベータA（前部分）
4. キャリアベータB（後部分）

- 3と4でキャリアベータが完成。全種でファイブロボおよびファイブトレーラーに合体可能。

ミニプラ SDガンダム（各300円）
1. コマンドガンダム
2. ブラッディザク

- 『SDガンダム』より。

ミニプラ SDガンダム「SDガンダム外伝版」（各300円）
1. コマンドガンダム
2. ブラッディザク
3. 剣士ゼータ
4. 騎士バウ
5. キャプテンガンダム
6. ガンセイヴァーΖ

- 『SDガンダム』より。
- 剣士ゼータ以下4点を新規に追加した再発売版。後に別のシリーズの通常の食玩プラ組立てキット商品にリニューアルした上で継続された。

ガンダムベース「コマンドガンダム パワーアップ基地」（1500円）
- 『SDガンダム』より。
- 上記ミニプラSDガンダム対応のメンテナンス基地。ミニプラSDガンダムのコマンドガンダム付。
- ベースのスイッチを押すとランプが点滅してチャージアップサウンドが鳴る。

### 1980年代

#### 1989年
『高速戦隊ターボレンジャー』がテレビ放映を中心に展開。
ミニプラ Jr.五連合体ターボロボ（各200円）
1. ターボGT
2. ターボトラック（高速剣付）
3. ターボワゴン
4. ターボジープ&バギー

- 全種でターボロボに合体可能。

※メタル合金 Jr.五連合体DXターボロボ（500円）
ターボロボ（レッドターボマシン・ブラックターボマシン・ピンクターボマシン・ブルーターボマシン・イエローターボマシン）
- ターボロボに合体可能。一部にダイキャストを使用。ミニプラ版より一回り小さいサイズ。
- ターボGTなどは共にレッドターボマシンなどと表記された。

※メタル合金 DXターボラガー（500円）
ターボラガー
- ラガーファイターに変形可能。一部にダイキャストを使用。
- ターボラガーと「メタル合金ターボロボ」がスーパー合体してスーパーターボロボに合体可能。

#### 1988年
『超獣戦隊ライブマン』がテレビ放映を中心に展開。
ミニプラ ライブマンプラスチックモデル（各200円）
1. ジェットファルコン
2. ランドライオン（超獣剣付）
3. アクアドルフィン
4. マシンバッファロー

- 1 - 3はライブロボに合体可能。腕の関節部が回転しないため、剣を前に向けられない。2のダブルカノン（ライオンカノン）の肩後部への取付けはオミットされている。
- 1は脚部を展開して、鳥型の降着モードに変形可能。
- 4は各マシンのミニモデル付。

※スーパー戦隊ロボ（各200円）
1. コズモバルカン
2. ブルバルカン
3. バイオジェット1号+バイオジェット2号
4. バイオロボ+バイオドラゴン
5. ジェットチェンジャー1+ヘリチェンジャー2
6. ランドチェンジャー3+チェンジロボ
7. ジェットデルタ+ジェットシーカー
8. タンクコマンド+スターコンドル

- 「スーパー戦隊シリーズ」より。
- 当時のスーパー戦隊シリーズ10周年（当時はバトルフィーバーJを最初としていた。）を記念したミニプラの復刻版。
- 1と2でサンバルカンロボに合体可能。3の内容でバイオロボに合体可能。5と6の内容でチェンジロボに合体可能。7と8の内容でフラッシュキングに合体可能。
- 1と2のみ1981年当時の200円BOX販売商品（箱ガチャ）につき、他のカプセルトイ平行販売版ミニプラ（後述）よりも少し大き目のサイズ。腕部は一体成型で取外し不可。機首の伸縮はオミットされている。

※メタル合金 ライブロボ（500円）
ライブロボ（スカイマシン・ランドマシン・アクアマシン）
- ライブロボに合体可能。一部にダイキャストを使用。ミニプラ版より一回り小さいサイズ。
- ジェットファルコンなどは共にスカイマシンなどと表記された。
- 1号・2号ロボ同士のスーパー合体を前提に「ミニプラ ライブボクサー」と同時企画で製品化。スーパー合体のためミニプラ版でオミットされた腕関節の回転が可能。

ミニプラ ライブボクサー（各300円）
1. バイソンライナー
2. サイファイヤー（ファイヤーミサイル付）

- 全種でライブボクサーに合体可能。
- 1と2に付属の武器はミサイル発射ギミック付。1のはミニプラオリジナル設定。
- ライブボクサーと「メタル合金ライブロボ」がスーパー合体してスーパーライブロボに合体可能。「メタル合金ライブロボ」とのスーパー合体を前提とした製品化のためミニプラ版ライブロボとの互換性は無い。
- スーパー戦隊初のロボット名を冠したミニプラである。

※限定版スーパーライブロボ（1100円）
メタル合金 ライブロボ
ミニプラ ライブボクサー（バイソンライナー・サイファイヤー）
- 上記3点を特製化粧箱にまとめた限定品。
- オリジナルカードとライブシューター付。

ミニプラ 獣騎兵（各200円）
1. 氷虎将軍ヒデトラ
2. 魔炎将軍イエタカ
3. 黒牙副将ドクガン
4. 雷火副将オウゲン

- 玩具オリジナル作品。
- 塩ビ製素体フィギュア（人形）にプラ製の装甲を装着。

#### 1987年
『光戦隊マスクマン』がテレビ放映を中心に展開。
ミニプラ マスクマンプラスチックモデル（各200円）
1. マスキーファイター
2. マスキードリル
3. マスキータンク
4. マスキージェット
5. マスキージャイロ
6. ターボランチャー

- 1 - 5はグレートファイブに合体可能。
- 6は各マシンのミニモデル付。

※マスクマン合体（各150円）
1. マスキーファイター
2. マスキードリル
3. マスキータンク
4. マスキージェット
5. マスキージャイロ
6. ショットボンバー&マスクローダー

- 新規にカプセルトイサイズで製品化。
- 1 - 5はグレートファイブに合体可能。ミニプラ版より一回り小さいサイズ。

※メタル合金 ギャラクシーロボ（300円）
ギャラクシーロボ
- スーパー戦隊のメタル合金第一弾。
- 一部塗装済み完成品。ロボット形態のみを再現。一部にダイキャストを使用。

ミニプラ 超人機メタルダープラスチックモデル（各150円）
1. メタルダー
2. バルスキー
3. サイドファントム
4. メタルチャージャー

- 『超人機メタルダー』より。
- ペーパージオラマ付。いろプラ多色成型仕様のカプセルトイサイズで製品化。
- 4は飛行形態に変形可能。
- ホビー事業部のプラモデル商品と同じいろプラの表記で販売された。

ミニプラ クリスタルメタルダー（各200円）
1. メタルダー（透明+青）
2. メタルダー（透明+赤）

- 『超人機メタルダー』より。
- 同一金型による成型色違い。マスク前部の片側と胴体前部などにクリアーパーツを使用。

#### 1986年
『超新星フラッシュマン』がテレビ放映を中心に展開。
ミニプラ 超新星フラッシュマンプラスチックモデル（各200円）
1. タンクコマンド1
2. ジェットデルタ2
3. ジェットシーカー3
4. スターコンドル

- 1 - 3はフラッシュキングに合体可能。合体方法は劇中設定とDX玩具版と異なり1の胴体を分割して両腕、両脚を挟み込む方式。
- 4は各マシンのミニモデル付。
- 各商品には5種類のフラッシュマン人形（カプセルトイ版平行販売）がランダムで付属。
- 金型はカプセルトイ版と共通で平行販売された。

ミニプラ 時空戦士スピルバンプラスチックモデル（各150円）
1. グランナスカ（コンバットフォーメイション）
2. スピルバン
3. スカルドン
4. ガイオス

- 『時空戦士スピルバン』より。
- ペーパージオラマ付。3と4は分離変形可能。1はロボット形態のみを再現。
- 金型はカプセルトイ版と共通で平行販売された。

ミニプラ マシンロボパイルフォーメイション（各200円）
1. バイカンフー（赤）（ケンリュウ（青）・ロムストール（シルバーメッキ））
2. バイカンフー（青）（ケンリュウ（赤）・ロムストール（シルバーメッキ））

- 『マシンロボ クロノスの大逆襲』より。
- ロムストールとケンリュウは合体可能。ケンリュウはバイカンフーと合体可能。
- ロムストール本体とバイカンフーの一部にメッキパーツを使用。
- 同一金型による成型色違い。

#### 1985年
『電撃戦隊チェンジマン』がテレビ放映を中心に展開。
ミニプラ チェンジマンプラスチックモデル（各200円）
1. ジェットチェンジャー1（チェンジシールド電撃剣付）
2. ヘリチェンジャー2
3. ランドチェンジャー3
4. チェンジロボ

- 1 - 3はチェンジロボに合体可能。
- 1は機首のフェイスカバーがオミットされ、チェンジロボ顔面が露出したままの形態となる。3はミサイルハッチ開閉ギミック付。剣とシールドは一体成型のため取外し不可。
- 各商品には5種類のチェンジマン人形（カプセルトイ版平行販売）がランダムで付属。
- 『ミニプラ』ブランドカテゴリーを冠した初の食玩商品（前述）。金型はカプセルトイ版と共通で平行販売された（前述）。

※チェンジマン合体ロボ（各150円）
1. ジェットチェンジャー1
2. ヘリチェンジャー2
3. ランドチェンジャー3

- 新規に食玩専用としてカプセルトイサイズで製品化。一部組立て完成品。
- 全種でチェンジロボに合体可能。1はフェイスカバー開閉ギミック付。1と2はオリジナルギミックのランディングギア付。3はミニプラ版でのミサイルハッチ開閉ギミックはオミットされている。
- BOX自動販売機（箱ガチャ）で単色成型と仕様変更したミニプラ形式でテスト販売された。

ミニプラ 巨獣特捜ジャスピオンプラスチックモデル（各150円）
1. ジャスピオン
2. マッドギャラン
3. ガービン
4. ダイレオン

- 『巨獣特捜ジャスピオン』より。
- 3は分離変形可能。
- 4はロボット形態（戦闘巨人）に変形可能。両腕の伸縮と踵の変形はオミットされている。
- 金型はカプセルトイ版と共通で平行販売された。

ミニプラ 黄金戦士ゴールドライタン（各150円）
1. ゴールドライタン
2. タイムライタン
3. アイシーライタン
4. デンジライタン
5. スコープライタン
6. メカニックライタン

- 『黄金戦士ゴールドライタン』より。
- カプセルトイ版ミニプラ（第一弾、第二弾）にメッキ加工を施した再発売版。
- 劇中設定と異なる簡易変形の商品。1は、胸前部の中央の一部が開閉して頭部を形成し脚部は引出し式で腕部は差換え式。

ミニプラ マシンロボ「第一弾」（各150円）
1. ダンプロボ
2. ジェットロボ
3. 救急ロボ
4. 潜水ロボ
5. 新幹線ロボ
6. F-15ロボ
7. SLロボ
8. ポルシェロボ

- 『マシンロボ』より。
- ペーパージオラマ付。玩具版同様の変形を再現。
- 金型はカプセルトイ版と共通で平行販売された。

#### 1984年
『超電子バイオマン』がテレビ放映を中心に展開。
※超電子バイオマンプラスチックモデル（各200円）
1. バイオジェット1号（スーパーメーザー付）
2. バイオジェット2号
3. バイオロボ
4. バイオドラゴン（バイオマンミニ人形・ピーボミニ人形付）

- 1と2はバイオロボに合体可能。2は足首の収納ギミックを差し替えで再現。1と2と4はオリジナルギミックのランディングギア付。
- 4は空母形態へ変形（展開）可能。
- 各商品には5種類のバイオマン人形（カプセルトイ版平行販売）がランダムで付属。
- 金型はカプセルトイ版と共通で平行販売された。

※超電子バイオマン合体ロボ（各150円）
1. バイオジェット1号
2. バイオジェット2号
3. バイオロボ
4. バイオマン

- 新規に食玩専用としてカプセルトイサイズで製品化。一部組立て完成品。
- 1と2はバイオロボに合体可能。
- 4は劇中色踏襲の成型色による5体のバイオマン人形。

#### 1983年
『科学戦隊ダイナマン』がテレビ放映を中心に展開。
※科学戦隊ダイナマンプラスチックモデル（各100円）
1. ダイナマッハ（科学剣・ダイナシールド付）
2. ダイナギャリー
3. ダイナモビル

- 全種でダイナロボに合体可能。腕部は差換え式。
- 3は上部に1と2を搭載したトレーラー形態を再現可能。
- 金型はカプセルトイ版と共通で平行販売された。